# 이명박
이명박(李明博, 1941년 12월 19일 ~ )은 대한민국의 제17대 대통령이다. 고려대 경영학과를 졸업해 현대건설에 평사원으로 입사한 그는 현대건설 사장직까지 승진했다. 이후 정계에 입문해 제14~15대 국회의원직과 제32대 서울특별시장직을 역임했다.
본관은 경주이며 일본 오사카 출생이다. 호는 원래 일송(一松)이나 서울특별시장 시절이던 2005년 10월 26일 청계천복원시민위원회 전체 회의에 참석한 고대 동문 김정배 위원장의 권유에 따라 청계(淸溪)로 바꿨다. 1970년 12월 19일 김윤옥과 결혼하여 1남 3녀를 두었다. 아들은 시형, 딸은 주연, 승연, 수연이다. 서울시장으로 있던 2006년 2월 21일 제33회 초교파 전국 목회자 부부 영성 세미나에서 "가난한 집안 아들로 태어났지만, 어머니의 기도와 신앙을 통해 성공했다"고 간증했다.
일제 강점기 때 오사카에서 목장 노동자였던 아버지 이충우(李忠雨)와 기독교 신자였던 어머니 채태원 사이에 4남 3녀 중 다섯째로 태어났다. 해방 직후 귀국해 포항에서 가난한 어린 시절을 보냈다. 고등학교를 졸업 후 서울로 이사하여 막노동을 비롯해 온갖 잡일을 하던 중 청계천 헌책방 주인에게 얻은 책으로 대입 준비에 들어갔고, 어머니가 좌판 일을 하던 이태원 시장의 상인들 도움으로 등록금을 마련해 고려대학교 상과대학에 입학했다.
이태원시장에서 매일 새벽 청소 일을 하는 환경미화원으로 학업을 이어가던 중 생활고를 피해 군대에 입대했으나 기관지확장증으로 진단받아 훈련소에서 강제 퇴소됐다. 3학년 때 상대 학생회장에 당선 한일협정을 반대하는 6.3 시위를 주도했다. 경찰에 체포돼 대법원에서 징역 3년, 집행유예 5년을 선고받고 6개월간 복역했다. 대학 졸업 후 학생운동 전력으로 취업이 되지 않자 박정희 대통령에게 편지를 써 정면 돌파를 시도했다. 어렵게 현대건설에 입사해 5년 만에 이사가 됐고 12년 만인 1977년엔 37세 나이로 현대건설 사장이 되면서 '샐러리맨의 신화'로 불렸다. 이 과정에서 1970년엔 6살 연하의 김윤옥과 결혼했다. 1992년에 현대건설 회장직을 그만두고 민주자유당에 입당해 정계에 입문했으며, 14대 전국구 국회의원에 이어 15대 지역구 국회의원을 지내던 중, 공직선거 및 부정선거방지법위반죄혐의로 피소되어 1997년 9월 1심에서 벌금 400만원을 선고받았다. 1998년 2월 항소를 진행하던 중 한나라당 서울시장 후보 경선 출마를 위해 의원직을 사퇴했다. 1998년 4월 항소심서 벌금 400만 원 형이 선고되자 대법원에 상고했다. 이후 서울시장 후보 경선 출마를 포기하고 미국 조지워싱턴대학으로부터 객원연구원으로 초대를 받아 미국으로 건너갔다.1999년 4월 대법원으로부터 벌금 400만원이 확정되었으나, 2000년 8월 광복절 특사로 사면복권된 후, 민선 3기 32대 서울특별시장에 당선돼 청계천 복원 사업, 서울시 대중교통 환승체계 구축 서울숲 조성 등의 업적을 남겼다. 2007년 12월 19일 제17대 대선에서 '실천하는 경제대통령'이라는 슬로건으로 2위인 대통합민주신당의 정동영 후보를 역대 최대 표차인 521만 여표 차로 누르고 당선되었다. 이듬해 대통령직 인수위원회를 통해 정부 조직의 대대적인 통폐합안을 발표하고, '작은 정부, 큰 시장'을 뼈대로 '경제살리기'의 기치를 내걸었다.
집권 초 한미 쇠고기협상이 타결되자 MBC PD수첩을 비롯한 일부 언론과 시민단체들이 미국산 쇠고기의 인간 광우병 위험성을 보도하면서 광우병 사태가 발생했다. 이에 이명박 대통령은 사과하고 30개월 이상 소고기의 수입을 금지하는 재협상을 약속하면서 시위는 잦아들었다. 2008년 9월에는 미국발 글로벌금융위기가 발생했다. 글로벌금융위기로 같은 해 4분기 들어 미국과 일본, 유럽 선진국들의 GDP 성장률이 일제히 마이너스로 돌아섰다. 10월 한 달 동안 아이슬란드, 파키스탄, 우크라이나, 헝가리, 벨로루시 등 5개국이 외환위기를 맞아 IMF 구제금융을 신청했다. 외신들은 한국의 경제를 비관하며 5개국의 뒤를 이어 아시아에서는 한국이 제일먼저 국가부도를 맞을 것으로 전망했다. 실제로 한국의 대외신인도를 나타내는 신용부도스와프(CDF) 프리미엄이 급등하는 등 한국의 부도위험은 사상 최고수준으로 치솟았다. 이에 대내적으로는 미국, 일본, 중국 등과 통화스와프 체결, 매주 비상경제대책회의 주재, 확장적 재정정책 등을 통한 위기극복에 나섰고, 대외적으로는 G20 정상회의 의장국으로서 글로벌금융위기 극복을 위한 국제공조를 이끌어 냈다. 그 결과 한국은 OECD 국가 중 가장 성공적으로 글로벌금융위기를 극복하며 ‘위기 통제에 만점을 받아 교과서적인 경제회복을 이루어낸 국가’라는 평가를 외신으로부터 받았다. 한편 경제위기 극복이 가시화 되는 상황에서 국정기조를 ‘친 서민 중도실용’으로 삼아 경제위기 극복과정에서 어려움에 처한 중소기업과 서민 살리기 행보에 나섰다.
2010년 4월에는 유럽발 재정위기가 발생하면서 또 한 번 세계경제는 대침체에 빠졌다. 또한 2011년 8월에는 S&P에 의해 미국의 국가신용등급이 강등되면서 세계 경제는 또 한 번의 충격에 빠졌다. 이에 중국, 일본과 맺은 통화스와프를 확대하고 균형재정을 선언하는 등 위기극복에 나섰다. 그 결과 한국은 2012년 8월 무디스, 피치, S&P등 3대 신용평가사로부터 사상 최고의 국가신용등급을 받았고, 특히 피치로부터 받은 국가신용등급은 사상 처음으로 중국과 일본을 앞섰다. 가장 논란이 된 것은 4대강 살리기 사업으로 반대 진영은 경제효과 의문, 녹조 등 환경파괴, 부실공사, 공기업, 부실재정, 유지보수비용, 기업의 입찰담합 등을 주장하며 대대적인 비난에 나섰다. 그러나 2015년에 대법원은 한강, 낙동강, 금강 영산강에서 진행된 4대강 사업 모두 적법 판결을 내렸다. 또한 2015년에는 4대강 보의 물을 가뭄지역에 공급하는 사업이 추진되기도 하였다. 대북 정책에 있어서는 금강산 관광객 피격 사망 사건, 천안함·연평도 포격 사건 및 북핵 문제 등과 같은 북한의 도발에 대해 금강산 관광 중단, 5.24조치 실시 등 강력한 대북경제제재를 취하며 국제사회에 공조 하여 대북압박에 나섰다. 또한 다른 한편으로 북한이 대북지원을 요구하며 수차례 집요하게 남북 정상회담 개최를 요구해 왔지만 원칙 있는 대북 정책을 위해 이를 거부했다.
외교정책은 '더 큰 대한민국(Global Korea)'를 국정지표로 삼아 2010년 서울 G20 정상회의, 2011년 부산 원조개발총회, 2012년엔 서울 핵안보정상회의 등을 개최하면서 한국의 글로벌 리더십을 함양했다. 또한 2009년엔 UAE 원전을 수주하면서 세계 6번째로 원전수출국의 반열에 섰으며, 평창동계올림픽 유치, 소말리아 해적을 소탕한 아덴만의 여명작전 등 외교 안보적 업적을 남겼다. 대미외교는 임기 중 한미FTA 발효를 통해 60여 년간 이어진 한·미 군사동맹을 ‘안보+경제’의 포괄동맹으로 진일보 시켰다. 또한 한·미 간 미사일지침 개정을 통해 미사일 사거리를 연장하고, 미국비자 면제 프로그램(VWP) 가입하는 등 한미관계는 강화됐다. 대일외교는 과거를 직시하면서 미래지향적 한·일 관계 구축을 지향했다.일본 총리로부터 과거사 반성을 담은 간 나오토 총리 담화를 이끌어내고, 조성왕실 의궤를 돌려받는 등 과거사 문제에도 큰 진전이 있었다. 임기 말에는 위안부 문제 해결을 위해 외교적 노력을 기했으나 일본 총리가 소녀상 철거를 요구하는 등 일본 정부가 점차 우경화 되면서 한일 관계는 악화됐고, 일본정부는 이를 독도방문과 일왕 발언 등으로 책임을 돌렸다.
퇴임 이후, 다스를 비롯한 각종 비리에 대한 논란과 비판이 잇따랐으며, 뇌물수수, 횡령 등의 혐의로 구속되었다. 역대 대통령들 중 4번째로 구속되었다. 이후 2018년 10월 5일 1심에서 징역 15년, 벌금 130억 원을 선고받았다. 2020년 10월 29일에는 대법원이 징역 17년과 벌금 130억원, 추징금 57억8천여만원을 선고한 원심을 확정했다. 이명박의 징역형이 확정되면서 전직 대통령으로서의 예우는 모두 박탈되었다.

## 출생과 어린 시절
이명박은 1941년 12월 19일에 일본 오사카의 조선인 부락에서 이충우(李忠雨)와 채태원 사이의 4남 3녀 중 3남으로 태어났다. 본관은 경주 이씨(慶州李氏) 국당공파(菊堂公派)이다. 이충우는 포항시 흥해읍 덕성리가 고향인 목부(牧夫)로, 반야월 출신의 채태원을 만난 뒤 일거리를 찾아 1935년 일본으로 건너갔다. 이충우 부부가 살던 조선인 부락은 목축장이 유명했던 곳으로 조선인에 대한 차별과 핍박이 극심한 곳이었다. 아버지 이충우(李忠雨)의 본명은 이덕쇠였으나 1939년에 이충우로 개명하였다. 이명박도 이상정(李相定)이었는데 이명박(李明博)으로 바꿨다. 다른 형제들의 이름은 모두 상(相)자 돌림이지만 혼자만 ‘명박’인 이유는 어머니가 보름달이 치마폭에 들어오는 태몽을 꾸고는 ‘밝을 명(明), 넓을 박(博)’자를 넣어 지었기 때문이다. 족보에는 돌림자를 딴 ‘상정’(相定)으로 이름이 올라 있다. 제17대 대선 때 돌림자가 다른 이름 때문에 ‘형제들과 배가 다르다’는 공격을 받아 DNA 검사까지 받기도 했다. 창씨 개명의 이름은 쓰키야마 아키히로(月山明博)로서 조부 이종한(李鐘漢)이 1940년에 쓰키야마 씨(月山氏)로 창씨하였다고 한다.
1945년 광복이 되자 경상북도 영일군 흥해읍 덕성리 덕실마을에 정착했고 약 2년 정도 거주 후 포항읍내로 이사했다. 그는 불우한 어린 시절을 보냈다. 고국땅을 밟은 아버지는 귀국 후에도 목장 일에 종사했고 어머니 역시 과일행상에 나섰지만 그의 가족의 생활고는 해결되지 않았다. 포항에서 초등학교에 다닐 무렵 한국 전쟁이 터졌고 미군의 폭격으로 바로 위의 누나와 귀국후 태어난 막내 남동생을 잃었다. 전쟁통에 집안 살림은 더 어려웠고 단칸방에서 모든 식구가 자며 하루 두 끼는 술지게미로 때웠다. 그 때문에 친구들에게 술 냄새를 풍긴다며 구박받기도 했다. 어렸지만 성냥, 김밥, 밀가루떡을 팔아 살림을 도왔다.

## 학창 시절
포항중학교 시절에는 전교 2등을 놓치지 않을 정도로 수재 소리를 들었지만 워낙 집안 형편도 어려웠고 3남으로서 도저히 고등학교를 진학할 형편이 아니었다. 그러나 중학교 담임의 적극적인 설득으로, 장학금만으로 다니겠다는 전제 하에 동지상고 야간부에 진학할 수 있었다. 낮에는 수레를 끌고 다니며 뻥튀기, 과일 행상 등으로 생활비를 보태는 어려운 처지 속에서 학창시절을 보냈다.
고교 졸업 후 서울로 올라와 합숙소에 들어가 일당노동자 생활을 했다. 그러던 중 대학중퇴라도 되고 싶다는 생각에 청계천 헌책방에서 책을 얻어 대입 시험공부를 시작했다. 낮에는 일당노동자로 일하고 밤에는 합숙소에서 ‘불 좀 끄라’는 원성을 들으며 공부했고, 그 결과 1961년 고려대 경영학과에 합격했다. 이웃들의 도움으로 이태원 시장에서 환경미화원 자리를 구해 학비를 벌면서 학교를 다녔다.

### 고려대 재학과 6.3 시위
대학에 입학한 뒤에도 새벽 4시면 이태원 시장에 나가 쓰레기를 모아 리어카에 싣고 서너 번씩 반포대교 인근까지 오가는 힘든 생활이 반복됐다. 결국 힘겨운 현실을 탈출하기 위한 방편으로 2학년 1학기 때 군 입대를 결심했다. 그러나 논산훈련소 건강검진에서 기관지확장증으로 불합격 판정을 받아 쫓겨나왔다. 복학 후 3학년 때 상과대 학생회장에 선출됐고, 졸업을 앞둔 1964년에는 고려대학교 총학생회장 직무대행으로 한일 국교 정상화를 반대하였다.
한일 국교 정상화가 강행되자 그는 6.3 시위 중 수배돼 계엄령 하에 도피 생활로 들어갔다. 이명박은 수배 당시 이명백으로 잘못 필기한 오타로 순간 위기를 모면하였다. 그런데 신문에 수배 공고가 나고 경찰이 포위망을 좁혀오자 자수, 징역 3년, 집행유예 5년을 선고받고 풀려나기까지 6개월간 서울교도소에서 복역했다. 이때 만난 인사들 중 이재오 등은 후일 그와 같이 한나라당에서 정치활동을 하게 된다.

## 기업인 활동

### 현대건설 입사 및 청와대와의 갈등

현대그룹 창업주 정주영

이명박은 학생운동으로 복역한 전과 때문에 취직이 어렵게 되자 박정희에게 부당한 취직방해를 비판하는 편지를 썼다. 박정희에게 보낸 편지에는 "젊은 사람이 자기 힘으로 일어서려는 것을 막는다면 국가가 영원히 책임지게 될 것이다."라는 것이 주 내용이었다고 한다. 이에 이낙선 청와대 민정담당 비서관은 현대건설에 이 당선자의 과거를 문제 삼지 말도록 조치했다.
면접에서 건설이 뭐라고 생각하냐는 질문에 "창조입니다."라고 했다. 현대건설 경리과에 평사원으로 입사했다.후일 정주영은 당시 이명박에 대해 “얼굴이 새카만 녀석이 눈은 살아 있었다. 한쪽 눈이 찌그러져 있는데 그때는 똘망똘망하게 보이더군. 그래서 합격시켰다. 나중에 청와대에 들어갔더니 박정희 대통령께서 ‘이명박이라고 있지요. 아주 고약한 녀석인데 정치권에 기웃거릴 줄 알았는데 현대로 갔더군. 인간 좀 만들어 보세요’라는 얘기를 해주었다고 기억했다.” 한편 ‘이명박을 조심하라’는 박정희의 말을 정주영이 ‘이명박을 돌봐주라’는 말로 오해했다는 소문도 있었다.

### 현대건설 시절
1965년에 현대건설에 입사한 이명박은 2년 차에 대리, 29세에 이사로 승진한 데 이어, 입사 13년차인 1977년 35세의 나이로 현대건설의 사장이 되었으며, 1988년에는 회장에 올랐다. 40대에 대기업 회장이 된 이명박의 성공 스토리는 1989년 KBS 2TV에서《야망의 세월》이란 제목으로 드라마화 되기도 했다.
그는 이후 싱가포르 리콴유 총리, 말레이시아 마하티르 빈 모하맛 총리, 중국의 장쩌민 주석, 구 소련의 고르바초프 서기장 등과의 교류를 통해 한국의 대표적인 CEO로서 국제적인 감각을 폭 넓게 익혔고, 세계에서 세 번째로 긴 말레이시아 페낭대교(연륙교)를 건설하고, 이라크 화력발전소를 짓는 투혼을 보였다.
1990년 이란-이라크 전쟁이 발발하면서 이라크에서 건설공사를 대거 수주해놓았던 현대건설은 위기를 맞았다. 이명박은 정주영의 지시로 유럽 각지로 자금 확보에 나섰다. 1992년 초 정주영의 창당과 대선출마로 이명박이 현대를 그만둔 후 현대건설은 1차 부도 위기에 몰렸다. 이와 관련 이라크 수주 관련 미수금 때문이라는 주장과 대선출마를 준비하고 있던 정주영에 대한 정부 차원의 자금압박이 원인이라는 분석이 있다.

### 자동차 개발 참여설
한편 2009년 8월 28일 나로우주센터를 방문 연구원을 격려하는 자리에서 “내가 젊었을 때 대한민국 자동차를 처음 개발했는데 부품이 2만3000개나 된다. 첫 자동차를 만드는 것도 그렇게 힘이 들었다”는 발언과 2013년 2월 20일 나로호 발사 성공 특별포상 수여식에서 도요타 자동차 조립에 대한 발언과 관련하여 논란이 있었다. 그러나 이는 이명박이 현대건설 과장부터 이사를 달 때까지 일했던 서빙고 중기사업소의 일을 이야기한 것으로 보인다.

## 정계 입문

### 정계 입문 초기
1992년 1월 정주영이 통일국민당을 창당하고 대통령 후보로 나서면서 이명박은 현대를 떠났다. 이것에 대해서는 회고록에서 “현대라는 재벌이 정치 참여를 통해 권력을 갖게 됐을 때 사회에 어떤 부정적인 영향을 미칠지 쉽게 예상할 수 있었다. 새로운 정치 세력이 필요했지만, 재벌 총수가 대통령이 되는 것은 다른 문제였다. 그것이 내가 정 회장의 창당에 반대한 이유였다”고 밝혔다.
1992년 3월 24일 제14대 총선에서 민자당 전국구 의원으로 당선되어 정계에 입문했다.
1995년 그는 대정부질문에서 서울~부산 간 운송비가 부산~미국 로스앤젤레스 간의 해상운송비보다 비싸다고 지적하며 500km 길이의 경부운하 건설을 정부에 제안했는데, 이때 처음 한반도 대운하에 대한 그의 구상이 세간에 알려졌다.
1995년 처음 민선으로 치러진 지방자치단체장 선거에 민주자유당 서울시장 후보로 경선에 나왔다. 이때 그는 민자당 전국구 의원으로 임기가 1년 정도 남아있었다. "서울시장 경선은 당이 국민에게 약속한 것"이라 주장하며 최종 경선까지 갔지만 정원식 전 국무총리에게 패했다. 10년 뒤인 2005년 서울 프레스센터에서 열린 관훈토론회에서 "1995년 서울시장 선거 때 김영삼 전 대통령과 독대, 서울시장 후보를 경선하기로 했으나 미안한 얘기지만 그 경선은 불공정 선거였다. 당시 승복 여부를 고민했지만 경선을 이룬 것만으로도 정치적 목적을 달성했다고 판단해 승복했다"고 밝힌 바 있다.

### 피선거권 박탈
1996년 4월 11일 치러진 15대 총선에서 이명박은 종로 지역구에 출마했다.정치신인이었던 이명박은 이종찬, 노무현 등 정치거물들과 건곤일척의 승부를 벌여 당선됐다.
그러나 이명박 진영의 6급비서였던 김유찬이 기자회견을 열어 이명박 캠프의 선거비용이 법정비용을 초과했다고 폭로했다. 그 뒤 김유찬은 말을 바꿔 폭로 내용이 사실이 아니라고 서신을 쓰고 해외로 도피했다. 이와 관련 김유찬은 올바른 후보를 뽑기 위해서 그랬다고 주장했지만, 이명박 측에 의하면 김유찬은 1996년도에 5급 비서관으로 승진시켜달라는 요구가 받아들여지지 않자 이종찬 후보에게 3억 원을 받기로 하고 폭로했다는 증언이 나왔다. 그러나 김유찬은 이종찬 후보 측으로부터 받은 돈은 50만원이 전부라고 부인했다.
이 일로 이명박은 1997년 9월 1심에서 선거법 위반으로 벌금 700만원을 선고받고 항소했다. 이듬해인 1998년 2월 이명박은 한나라당 서울시장 후보 경선출마를 위해 의원직을 사퇴했다. 그러나 1998년 4월 항소심에서 벌금 400만원 형이 선고되어 대법원에 항고했으나 정치공세로 서울시장 경선출마를 포기했다. 이후 조지워싱턴 대학의 객원연구원으로 떠났다. 1999년 4월 대법원에서 벌금형이 확정되어 피선거권이 박탈됐다.
한편 김유찬은 2007년 대선에서 두 차례 기자회견을 열어 1996년 총선과 관련한 허위사실을 공표했고, 자신의 주장을 반박하는 박형준 당시 한나라당 의원을 명예훼손으로 고발했으며, 그로인해 2008년 9월 허위사실 공표와 무고죄로 구속 기소되어 1년 2월을 선고받았다.

### 서울특별시장 재임 시

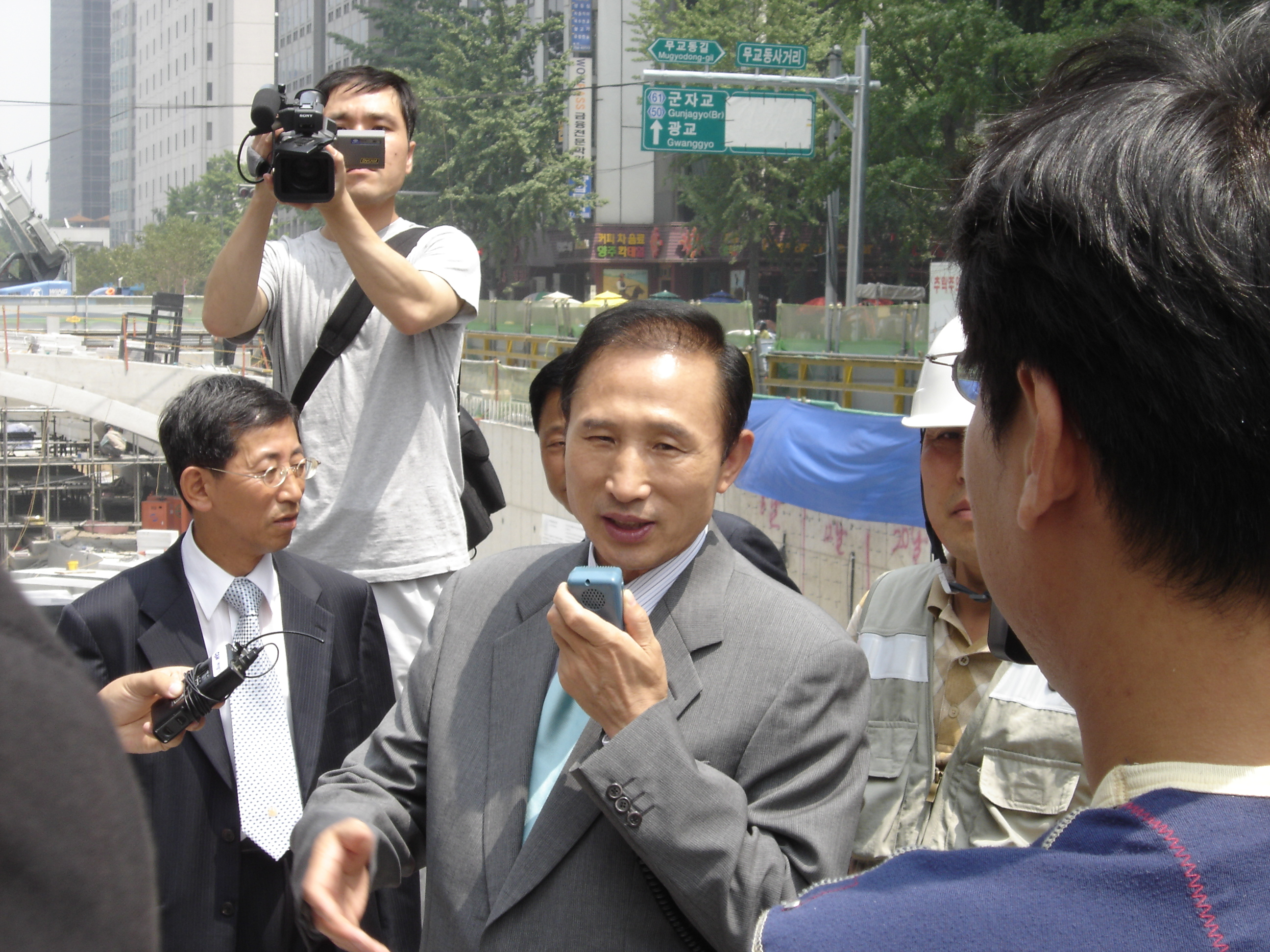
서울특별시장으로 재직할 당시 청계천 복원 공사 현장에서 브리핑하는 이명박(2005년 6월)

2000년 8월 15일 이명박은 광복절 특사로 사면복권되면서 공직 선거 피선거권을 되찾았다. 그는 이어 2002년 민선 3기 서울특별시장선거에 출마해 민주당 김민석 의원을 제치고 당선되면서 정치 인생에 전환점을 맞게 됐다. 4년여간의 서울특별시장 재임 기간동안 대형 사업을 여러차례 추진하여 '불도저 시장'이라는 별명이 붙었으며 좋은 행정추진력을 통해 높은 공약이행률을 기록, 한나라당의 차기 대권 유력주자로 이름을 올리게 된다.
다음 항목들은 그가 시장 시절 추진했던 사업들이다.

#### 청계천 복원

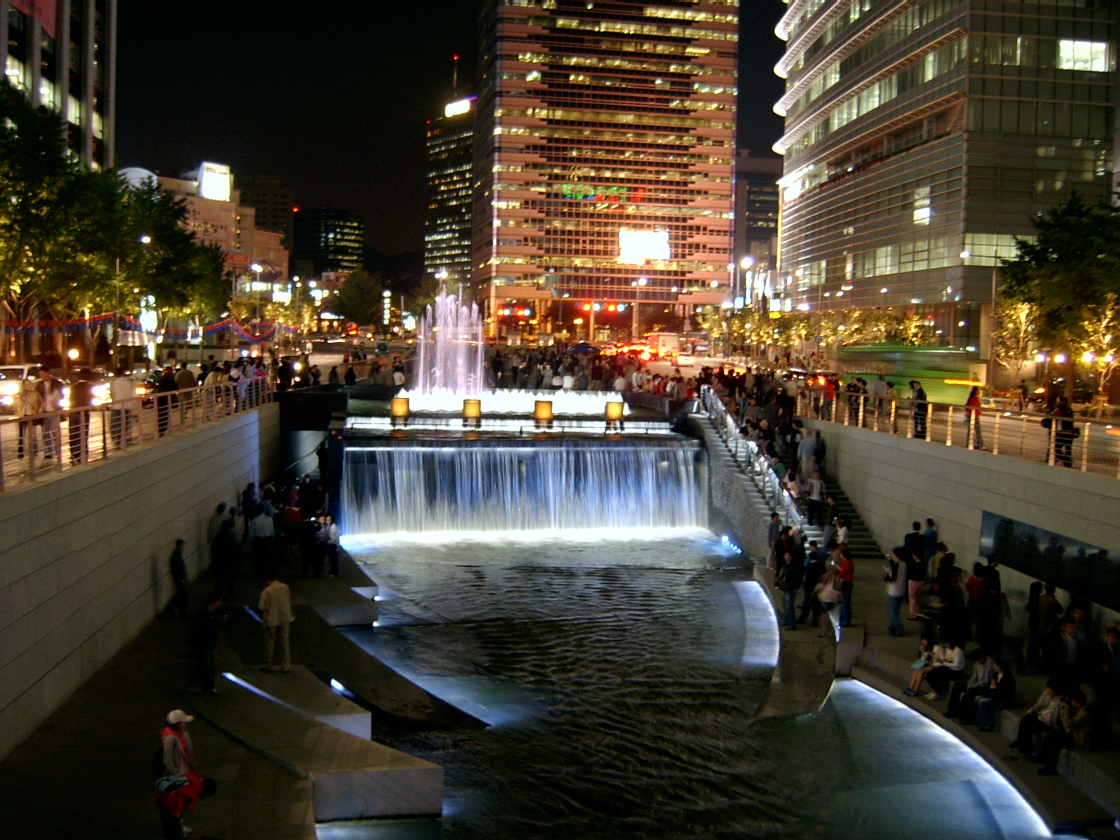
청계천의 야경

개발시대 청계고가도로와 삼일빌딩은 국가 번영과 홍보의 상징이었다. 그러나 세월이 지나면서 흉물로 변해갔다. 보도통제로 국내엔 알려지지 않았지만 군사정부 시절 청계천에서 복개도로 안에 가득 찬 가스가 폭발하는 사건이 일어났다. 이로 인해 미국 정부는 자국민의 청계천 복개도로 주변 보행을 금지하기도 했다. 추가폭발을 막기 위해 복개도로 주변에 구멍을 뚫고 커다란 팬을 설치해 환기시켰다. 그로인해 청계천 주변에는 냄새가 독하게 났고 주변상인들은 독가스를 마시고 있는 셈이었다.
이명박은 미국에 있을 때 고가도로를 뜯어내고 차로는 지하에 내리며 도로는 녹지공간으로 만드는 보스턴시의 빅딕(Big Dig) 프로젝트 보고 청계천 복원에 대한 생각을 구체화했다.시장으로 취임한 후 청계천 복원 의사를 밝히자 청계천 주변상인과 버스업계 경실련을 비롯한 시민단체 진보성향의 언론들이 온·오프라인을 통해 격렬하게 반대운동을 벌였다.
그로인해 청계천 복원을 우려하는 여론이 커지자 이명박은 청계천 복개도로 밑을 시민들과 함께 탐방하는 ‘청계천현장 시민참관’ 행사를 열어 복원의 타당성을 알렸다. 또한 서울시 관계자로부터 서울시장 선거운동기간 동안 자신을 반대했던 공무원들의 명단을 받았으나 끝내 펴보지 않고 돌려보내 서울시 공무원들의 단합을 이끌어냈다. 이와 함께 4천여 회에 걸친 협상 끝에 20만 상인들의 협조를 이끌어 내어 2005년 10월 1일 모두가 불가능하다고 했던 청계천 복원공사를 완료했다. 기존 청계천 고가에서 영업하던 상인들은 동대문운동장 주경기장 자리에 있는 풍물시장으로 상권을 옮겼다.
복원된 청계천에는 수심 30cm 이상의 물이 흐르고, 나비·방아깨비 등 곤충 모양과 지역적 특색을 형상화한 21개의 교량이 새롭게 들어섰다. 오간수교의 오간수문까지 합하면 22개의 다리이다. 또 호안(護岸)에는 벽화·폭포·분수 등을 갖춘 녹지 8만 3000여 평이 조성되고, 도로 옆에는 너비 1.5~3m의 산책로가 마련되었다. 그 밖에 3개 구간으로 나뉘어 다양한 광장과 조경·조명시설을 갖춘 테마공간이 구간별로 들어서는 등 청계천 일대는 서울을 대표하는 도심 속 생태하천으로 자리 잡았다.
청계천 복원과 관련해서는 일각에서 부실공사, 문화재 훼손, 상인대책 미미 등의 이유를 내세워 여전히 비판의 목소리를 내고 있다. 그럼에도 불구하고 청계천은 서울시민으로부터 가장 사랑받는 서울의 명소로 자리잡았다. 청계천은 복원된 후 매년 많게는 2천100만여 명에서 적게는 1천300만여 명까지 한해 평균 1천800백만 명에 이르는 내외국인이 방문하기도 했다. 또한 기상청 산하 기상연구소에 따르면 청계천 복원 후 주변 지역 기온이 낮아지면서 도심의 열섬현상을 약화시킨 것으로 나타났다.
청계천 복원은 대한민국 수도 서울이 개발시대를 넘어 환경과 문화의 시대로 접어드는 전환점이라는 평가를 받기도 했다. 일례로 도올 김용옥은 청계천 복원이 단순히 고도의 옛 모습을 복원하는 토목공사라는 차원의 사건이 아니라 우리 민족사에 새로운 장을 여는 패러다임의 전환이라고 평가했다.
또한 청계천 복원으로 서울시는 2004년 베니스 국제 건축 비엔날레 최우수 시행자 상과 2006년 일본토목학회 환경상, 2007년 아시아 토목공학대회, 2009년 UN 해비타트 특별대상도시 등을 수상하는 등 청계천 복원은 국제적으로도 높은 평가를 받았다. 일본과 영국, 미국, 이탈리아, 대만 등의 언론은 이명박의 청계천 복원 결정, 반대 여론 설득 과정, 생태도시 비전 등을 집중보도했으며, 하버드 대학 건축·도시 설계학과는 청계천 관련 강좌를 개설하기도 했다.
뉴욕타임스는 2007년 12월 ‘불도저라 불린 사나이의 진화(The Evolution of a Man Called Bulldozer)’라는 기사에서 ‘불도저’라는 별명은 한국의 경제발전을 상징한 단어라면서 이명박의 입지전적인 인생 역정과 추진력, 재능 등 긍정적인 요소는 물론, 도덕적인 허물까지 상세하게 보도했다.

#### 대중교통 체계 개편
청계천 복원과 함께 서울시 대중교통체계 개편은 서울시장 이명박의 대표적인 성공 과업 중 하나로 꼽힌다. 이명박은 서울시장 취임 전부터 서울시 대중교통체계 개편을 공언했다. 대중교통 개편의 목표는 크게 세 가지였다. 첫째는 도심의 차량유통속도를 높여 도시경쟁력을 향상시키는 것이었다. 둘째는 자가용 운행을 줄여 도시의 대기오염을 줄이는 것이었다. 그리고 세 번째는 서민들의 교통 불편과 경제적 부담을 줄이기 위한 목적이었다.
대중교통체계 개편의 첫 단추는 서울시 교통국 인원을 모두 새로운 인원으로 바꾸는 것이었다. 교통국 인력들은 수년에서 수십 년간 버스회사와 협의를 거쳐 교통정책을 입안한 사람들이었다. 예상되는 유착관계를 사전에 차단하기 위해 인력교체가 필수적이었다. 그가 교통국 인사를 시도하자 공무원들 반대가 극에 달했다. 당시 이명박은 “버스노선을 갖고 공무원 비리가 얼마나 많은지 아냐”면서 “내가 당신들 보호해 주려는 거다"고 설득했다.
실제로 서울시 버스체계 개편은 조순 시장 때도 검토하다가 중단된 바 있었다. 시의 검토 방침이 알려지자 업계쪽에서 투서를 했고 이에 따라 교통국장 등이 구속되는 홍역이 빚어진 탓이다. 업자들이 움켜쥔 굴곡노선을 모두 회수해, 시민 편의에 맞춰 곧게 편 뒤 되돌려주는 게 교통개혁의 핵심이어서 당연히 업자들이 반발해온 것이다. 고건 시장도 교통체계는 건드리지 않았다.
또한 과거 로비를 통해 물밑에서 이루어지던 버스노선 개편을 공개적이고 투명한 방식으로 하기 위해 시민단체와 시정개발연구원, 서울시 교통 전문가, 버스조합과 버스노동조합, 마을버스조합으로 구성된 ‘버스개혁시민위원회’를 구성했다. 초기에는 갈등과 반목도 있었지만 치열한 토론 끝에 버스개혁시민위원회는 합의점을 도출할 수 있었다.
2004년 7월 1일, 그는 서울시의 대중교통 체계를 전면적으로 개편했다. 이때 신설된 교통카드가 티머니 교통카드다. 버스 중앙차로제를 실시하고 버스의 번호는 지역에 따라, 색은 종류에 따라 체계적으로 재정비하였고, 이용 요금은 교통카드의 환승 횟수가 아닌 이동 거리에 비례하도록 변경하는 한편 준공영제를 도입하여 적자 노선을 운행하는 버스 회사들의 손해를 보전해주었다. 버스개편의 결과 버스의 통행 속도가 빨라졌고 대중교통 이용객도 증가하였다. 중앙버스차로제도 그에 의해 생겨났다. 교통체제 개편 1년 후 '세계대중교통협회(UITP)'에서는 이를 '교통혁명'에 비견하며 우수 정책으로 인정하였다. 또한 타임지는 청계천복원과 버스체계 개편 등을 이유로 이명박을 "환경영웅" 중 한 명으로 선정하였다.

#### 청소년 할인제도 시행
2003년 MBC 프로그램 《느낌표》의 한 코너인 '하자하자'에 출연한 이명박은 당시 학교에 다니지 않는 비재학생 청소년들이 각종 공공시설 이용 할인 혜택을 받지 못 하고 있다는 문제에 대해 공감하고 청소년 할인 및 청소년증 발급을 약속하였다. 그에 따라 서울시는 2003년 10월 대전광역시와 함께 광역자치단체 중 처음으로 청소년 교통 할인을 실행하였으며 청소년증 역시 발급하기 시작하였다.

#### 서울숲 개원
뚝섬에는 경마장과 골프장이 있었다. 그러나 1989년 과천경마장이 개장하면서 뚝섬경마장은 문을 닫았다. 골프장도 1994년 문을 닫으며 전임 시장이었던 조순은 이 곳에 상가와 주거지역을 조성하는 대규모 개발개획을 세웠다.
서울시장 취임 후 이명박은 기존의 개발계획을 백지화하고 뚝섬에 녹지를 조성하기로 마음먹었다. 반대가 없을 리 없었다. 당장 서울시 내부로부터 반대의견이 나왔다. 기존 계획대로 뚝섬을 상업용지로 매각하면 최소 5조 원의 서울시 재정이 확보된다는 것이었다. 서울시 재정형편 상 5조 원은 결코 무시할 수 있는 금액이 아니었다. 이명박은 많은 고민을 했고, 결국 뚝섬을 장대한 아름드리 나무들이 자라는 우거진 숲과 많은 물이 흐르는 연못, 그리고 가족들이 여가를 즐길 수 있는 잔디밭으로 구성된 친환경적 생태공원을 조성하기로 했다.
2005년 6월 18일, 서울숲이 개원했다. 서울숲이 생김으로써 비로서 서울은 친환경적 도시의 모양새를 갖췄다. 광화문에서 청계천과 중랑천을 거쳐 뚝섬에 이르는 그린 네트워크가 완성된 것이다.

#### 서울광장
이명박은 서울시장 취임 후 서울시청 앞에 광장을 조성하고자 했다. 서울광장 개장 이전에는 시청 앞에서 집회나 응원 등을 할 때 기존 도로를 통제하고 차도에 시민들이 모여 집회를 진행했는데, 이런 환경을 개선하기 위해 서울광장 조성 사업이 추진된 것이었다. 그러나 서울시청 앞은 교통이 가장 복잡한 지역이었다. 시청 앞 광장 조성은 꼭 필요한 사업임에도 불구하고 극심한 교통체증을 유발할 것이라는 이유로 반대가 심했다.
이명박은 시뮬레이션을 통해 광장 건설 후 교통상황을 면밀히 검토했다. 그 결과 우려와 달리 교통상황이 크게 악화되지 않은 것으로 나왔다. 이 같은 결과를 바탕으로 서울광장 조성을 추진해 2004년 5월 1일 개장했다. 서울광장의 전체 면적은 3995평(1만3196m2)으로, 대청마루에 걸린 보름달을 본뜬 잔디(1904평)와 이를 둘러싼 화강암의 일종인 화북석(2098평)으로 꾸며졌다. 서울광장은 이후 시민들의 발길이 끊이지 않는 서울의 명소로 자리 잡았으며, 겨울에는 서울광장 스케이트장이 개장되어 많은 시민들의 사랑을 받았다.

#### 기타
2004년 5월 27일 당시 서울특별시장이던 그는 문화재 개방의 기조 아래 숭례문 개방을 공약하였으며 2006년 6월 28일 숭례문의 홍예문까지 개방하여 일반 시민의 접근성을 높였다.
하지만 서울시를 하나님께 봉헌한다는 종교적 발언으로 사회적 논란을 빚었다. 국제금융센터 건립을 서두르기 위해 금융 그룹 AIG에게 지나친 특혜를 주어 AIG가 1조 원가량의 차익을 남기게 해주었다는 의혹을 받고 있었으나 이 부분도 특검을 통해 사실이 아닌 것으로 밝혀졌다. 재직 당시 5조 원이던 서울시의 부채를 2조 원으로 줄였다고 했으나, 그 발언이 사실이 아니라는 주장이 한나라당 경선 도중에 박근혜 후보 측에 의해 제기되기도 하였다.

#### 히딩크 기념 사진 사건
2002년 FIFA 월드컵이 끝난 후에 열린 히딩크의 명예서울시민 수여식에 참관한 이명박 당시 서울시장은 모든 행사를 무시하고 자신의 아들과 사위로 하여금 히딩크와 강제로 기념사진을 촬영시켰다. 밖에서는 이명박 당시 시장은 경찰을 동원해 시민들을 막았고, 기념사진을 촬영했다. 특히 이명박 당시 시장의 막내아들인 이시형 군은 이 자리가 공식석상임에도 반바지를 입고 슬리퍼 차림으로 참석하였으며, 이명박의 사위인 조현범 한국타이어 부사장은 "난 히딩크와 사진을 촬영하기 위해 회사도 빼먹고 여기로 왔다."라고 발언해 물의를 빚었다. 이 사건은 이명박이 서울시장에 취임한 지 사흘 만에 발생했으며, 이 사건 때문에 원래 진행이 예정되었던 히딩크와 관련된 다른 행사는 모두 취소되었다. 이후 밝히길 히딩크 본인도 이명박 당시 시장과 사진 촬영을 만나는 것은 영광이라고 해명했다.

### BBK 공방
국회의원직을 사퇴한 뒤 그는 미국에서 체류하다가 대한민국에서 금융 사업을 시작하였다. 'LKe'라는 금융 투자 회사를 설립하였으나 성공하지 못하였다. 17대 대선 정국이 진행 중이던 때 그의 동업자였던 김경준과 그가 설립한 BBK의 주가조작 사건과 관련하여 이명박이 연루되었다는 의혹이 있었다. 김경준은 이명박이 BBK의 실소유자이며 이명박의 도장이 찍힌 이면계약서를 제출했고, 이를 토대로 사실상 이명박이 실소유자라고 주장했다. 이명박 측은 BBK연루를 부인하며 만약 사실이라면 사퇴하겠다며 맞섰다. BBK 주가 조작 사건은 사건의 당사자인 김경준이 선거에 즈음하여 귀국함에 따라 이에 대한 검찰수사가 대선의 최대 변수로 떠올랐다. 김경준이 귀국하며 가져온 이면 계약서 등 이명박이 BBK와 관련되었다는 증거로 제출되었다. 검찰은 종이의 재질 및 프린터 종류등을 감식한 결과 이것은 위조된 것이고 이명박이 연루되었다는 증거가 없어 무혐의로 발표했다.
하지만 정치권의 논란은 사그라지지 않았고 대통합민주신당과 민주노동당 및 민주사회를 위한 변호사모임 등은 검찰 수사를 인정할 수 없다며, '한나라당 대통령 후보 이명박의 주가조작 등 범죄혐의의 진상 규명을 위한 특별검사의 임명 등에 관한 법률안'(일명 BBK 특검법)을 12월 17일을 주장했고 이를 이명박이 받아들여 국회에서 통과시키고 이에 따라 특별검사의 수사가 이뤄졌다. BBK사건 뿐만 아니라 차명재산, 서울시장 시절의 특혜 의혹 등에 대한 이명박 특검법이 입안되어 특별검사의 조사가 이뤄졌다.
2008년 2월 21일에 특검은 이명박에 대한 모든 의혹에 대해 증거가 없다며 무혐의 처분했다. 광운대학교 강연과 이른바 "'BBK 명함은 제휴업체를 홍보해주려는 취지'였고, 동영상과 명함이 계좌추적 등을 통한 객관적인 정황을 번복할 만한 직접 증거는 안된다"라고 밝혔다. 이 수사결과에 의문을 갖는 국민들도 있다. 이명박에 대한 조사가 설렁탕집에서 간략하게 이루어지는 등의 부실한 조사 과정에 대한 비판이 있었으며, 광운대 강의 비디오와 이명박의 이름이 찍힌 BBK 대표이사 명함 등의 증거를 무시한 특검의 판단 대한 비판 또한 있었다.
한편 2008년 2월 11일 김경준의 누나인 에리카 김이 "주가 조작", "사문서 위조"등의 혐의로 기소되어 미 연방법원으로부터 유죄가 선고됐으나 이의를 제기했다. 그때 에리카 김은 “동생 김경준의 불법행위에 가담한 사실을 덮어주면 수사에 협조하겠다”라며 검찰과 플리바게닝(유죄인정 형량협상)을 했다는 사실이 드러나면서 주장의 신뢰성에 타격을 받았다.
결국 법원은 김경준의 주가조작 및 횡령혐의 대한 유죄를 인정하고 대선이라는 정치상황을 이용했다는 점이 좋지 않은 양형 요소로 추가돼 징역 10년과 벌금 150억원의 중형을 선고받았고, 이로써 대선정국을 요동시켰던 `BBK의혹'은 사실상 막을 내렸다. 이렇게 한국의 법원에서는 김경준에 대해 유죄를 선고했으나, 김경준 및 에리카 김은 2월의 판결에 대해 이의를 제기했고, 결국 같은 해 5월 29일 미국의 법원에서는 김경준 및 에리카 김에게 무죄를 선고하였고, 또한 다스를 상대로 한 소송에서도 김경준 측이 승소하였다. 이명박은 BBK의혹을 보도한 한겨레신문에 명예훼손 소송을 제기하여 승소했으며 한겨레는 2010년 5월 1일 2007년 8월 17일 BBK 보도에 대해 지면을 통해 허위주장을 보도한 것에 대한 사과문을 기재했다.

노무현 전 대통령의 측근들에 의하면 노무현 전 대통령은 이명박과 BBK과 관련이 없다는 것을 알고 있었다고 한다.

### 병역기피 의혹
이명박은 완치가 불가능한 병 '기관지확장증'으로 신체검사에서 군대를 면제 받았다. 그러나 이명박의 주변에 이명박이 기관지확장증을 앓고 있었다는 것을 알고 있는 사람이 없었던 점, 현대그룹에 입사 후 중동지역에까지 파견된 점, 장기간 치료를 받은 기록이 없는 점으로 미루어 의혹이 제기되었다. 이와 관련하여 대해 훗날 대선 후보 청문회에서 '군대에 못 갈 정도로 병을 앓던 후보가 어떻게 불과 몇 년 뒤 현대건설에 입사해 정주영 회장과 함께 밤새도록 술을 엄청 먹고 '씨름왕'까지 차지할 수 있었냐'라는 의혹 제기에 대하여 이명박은 "기적적으로 완치되었다"라고 해명하였다.

### 대한민국 제17대 대통령 선거

#### 대통령 예비후보로 지명

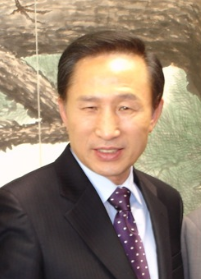
취임식을 앞두고 찍은 사진(2008년)

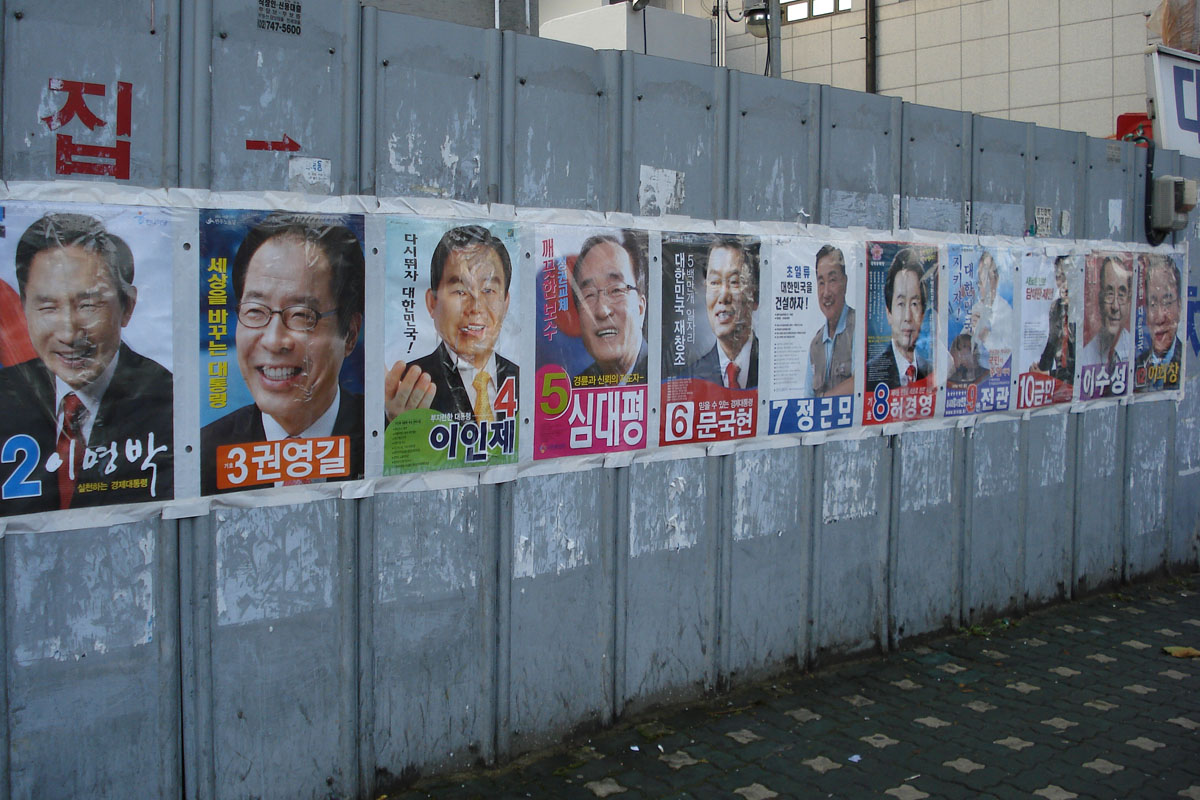
2007년 대선 포스터(맨 왼쪽이 이명박)

서울 시장 재임 중 청계천 복원에 성공했는데다가 북한 핵실험의 여파로 이명박은 지지율 1위로 올랐고, 2006년 12월 말 45.6%의 지지율을 기록하여 박근혜 전 대표(현재 탄핵된 제18대 대통령)와 고건 전 총리를 앞섰다. 그러나 박근혜 후보와의 검증공방은 계속되었고, 마침내 그것이 절정에 이른 7월, 이명박의 지지율은 34.3%를 기록하여 최저치까지 떨어졌다.

#### 박근혜와의 대립
폭로전은 경선 때부터 시작되었다. 전당 대회를 3일 앞둔 2007년 8월 17일, 박근혜 경선후보는 "거짓으로 한나라당이 과연 집권할 수 있습니까?"라고 발언하기도 했다. 이명박 후보측은 도곡동 땅에 대한 검찰 발표가 판세에 별다른 영향을 주지 않았다고 주장하며, 자체 조사와 각 언론사 조사를 종합할 때 10% 이상 차이로 낙승할 거라고 주장했다. 이와 관련해 진수희 대변인은 "1위 후보가 압승을 해야 경선 후유증이 최소화 된다라는 생각이 확산되어 있기 때문에 최종적으로 우리가 15% 격차로 압승할 것으로 예상을 하고 있습니다."라고 주장했다. 그러나 박근혜 후보측은 자체 전수 조사 결과 근소하게나마 앞서기 시작했다면서 각종 의혹으로 이 후보에 불안감을 느낀 당심이 옮겨온다고 주장했다. 당시 세대별 지지율을 보자면, 이명박 후보는 3,40대로부터 상대적으로 높은 지지를 얻은 반면, 박근혜 후보는 50대 이상으로부터 상대적으로 높은 지지를 얻었다.
2007년 8월 20일 전당대회에서 그는 박근혜, 원희룡, 홍준표 후보와 경선을 치러 2위인 박근혜 후보를 2,452표 차이로 누르고, 한나라당의 대통령 선거 후보로 확정되었다. 당시 일반 당원, 대의원, 국민선거인단 경선에서 박근혜에게 모두 패했지만, 전화상 1표를 실제의 5표로 환산한 여론조사에서 박근혜를 앞지름으로써 승리하였다. 표의 등가성 문제와 관련하여 논란이 일었으나, 박근혜 후보가 승복함으로써 한나라당의 대선 후보로 선출되었다. 이러한 경선 승리로 인해 모든 것이 이명박에게 돌아갔고, 그 결과 10월 초 55.4%라는 높은 지지율을 기록했다. 그는 여론조사에서 1위를 기록하여 처음부터 승리가 예상되었다. 이명박은 "실천하는 경제대통령"을 모토로 내걸었다.

#### 이회창의 출마 선언
그러나 2007년 11월 7일 前 한나라당 총재인 이회창 후보가 한나라당을 탈당하고 대선 출마를 선언하였고,(그는 대통령 후보로 2번이나 출마했으나 낙선한 적이 있다). 그의 지지율이 단숨에 20%를 넘으면서 2위를 기록하게 되었다. 이로써 50%가 넘는 지지율로 사실상 선거를 주도하던 이명박 후보는 지지율에 큰 타격을 받게 되었다. 게다가 BBK 사건의 핵심 인물이었던 김경준의 귀국으로 인해 지지율은 한 차례 더 큰 타격을 받아, 34.7%까지 떨어지기도 했다. 이로 인해 제17대 대선은 새로운 국면으로 진입하게 되었다. 이후 12월 5일 검찰은 이명박 후보의 BBK 주가조작 연루 의혹 수사에 대한 발표를 하였다. 그러나 옵셔널벤처스 주가조작, BBK 실소유주, ㈜다스 실소유주 의혹 모두 '무혐의'라고 결론지었다.

#### 당선
2007년 12월 제17대 대통령 선거 후보 여론조사에서 1위를 차지하는 후보로 기록되었다. 이회창의 출마로 인해 지지율이 떨어지긴 했지만, 여전히 1위를 기록하였던 것이다. 드디어 2007년 12월 19일에 치러진 대통령 선거에서 각기 26%와 15%의 지지를 받은 대통합 민주신당 대표 정동영 후보와 무소속 이회창 후보를 제치고 49%의 득표율로 제17대 대통령에 당선되었다. 특히 같은 보수 진영이자 한때 같은 정당 소속이었던 무소속 이회창 후보의 득표율까지 합치면 60%를 넘는다는 특징이 있었다. 그러나 이러한 면과는 달리, 투표율은 62.9%를 기록하여 역대 최저율을 기록했다.
2개월 뒤인 2008년 2월 25일, 이명박은 제17대 대통령에 정식으로 취임하였다. 이것은, 대한민국 최초로 CEO출신의 대통령이라는 의의도 있다.

### 숭례문 화재 사건
2008년 2월 10일 20시 40분경, 채종기가 시너를 부은 다음 라이터로 불을 붙여서 일어난 불이 흰 연기와 함께 숭례문 2층에서 발생하여 소방 당국은 신고를 받고 소방차 32대, 소방관 128명을 현장에 출동시켜 불씨를 제거하고자 건물 일부를 잘라내고 물과 소화 약제를 뿌리며 화재 진압에 총력을 기울였으나 2월 11일, 0시 25분경, 2층 누각 전체가 불에 휩싸이고 화재 4시간 만에 0시 58분경 지붕 뒷면이 붕괴되기 시작했고 곧 2층이 붕괴되었다. 이어 바로 1층에 불이 붙어 새벽 1시 54분에는 누각을 받치는 석축만을 남긴 채 모두 붕괴되어 발화 5시간 만에 2층 문루는 90%, 1층 문루는 10%만 소실되었다.
한편 유홍준 문화재청장은 2월 12일 국무회의 전 인터뷰에서 "파괴돼도 좋으니까 진화하라"고 소방방재청에 위임했었음을 밝혔다. 현재 문화재 관리책임은 지자체 즉 이 사건에서는 서울특별시청에 있지만 지도 감독 및 지원은 문화재청의 책임임을 인정하였다. 결국 유홍준은 2월 12일 국립고궁박물관에서 기자간담회를 갖고 "숭례문 화재 사건을 책임을 지고 대통령에게 사직서를 제출했다"며 사직서를 제출했음을 발표했다.
이명박은 이 현장을 방문하였다. 그는 국민성금으로 복원하자고 제안하였으며 2008년 이명박 정부 출범 이후 국민 모금운동을 전개하겠다고 하였다.

## 대통령직 수행 시기

### 취임식

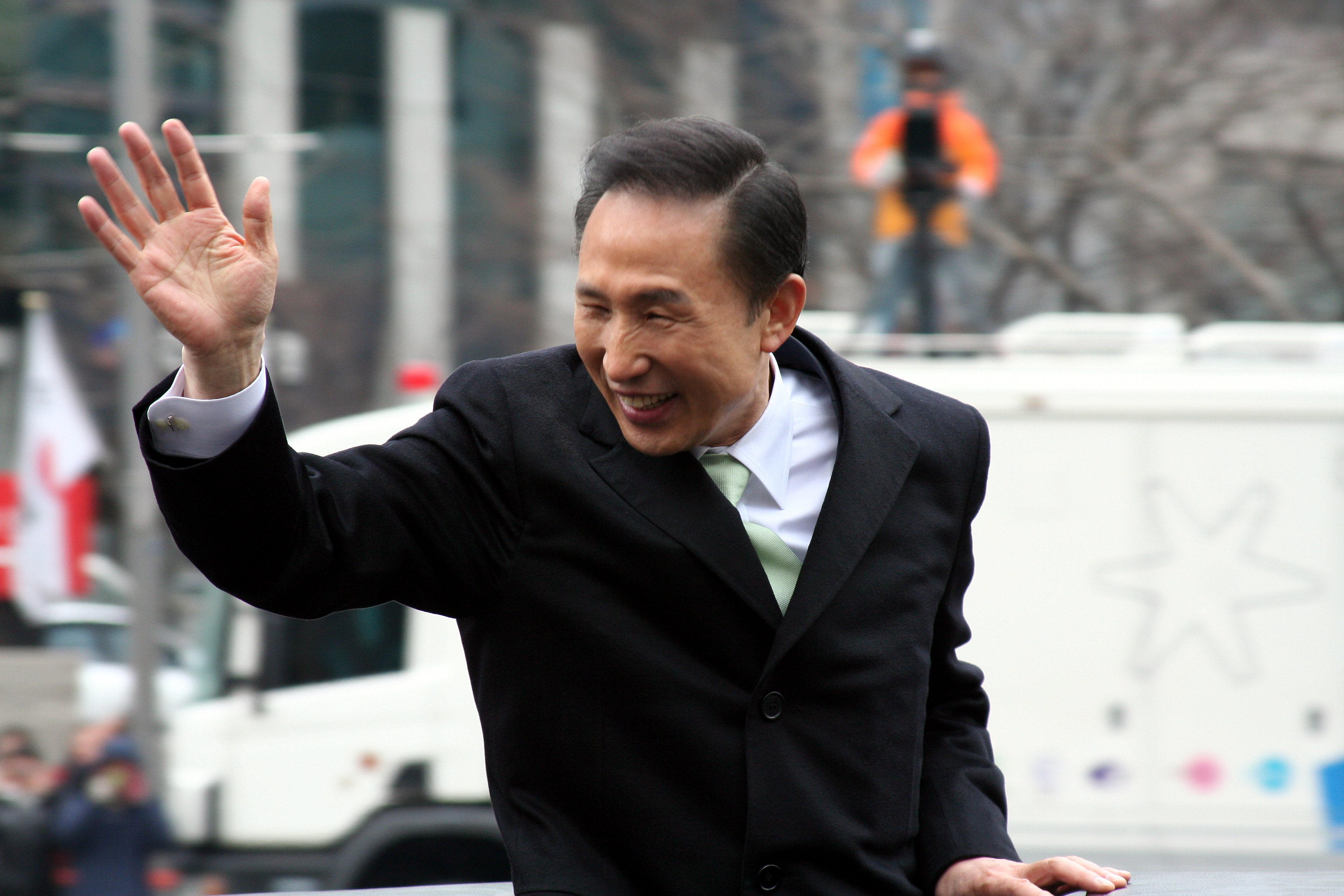
2008년 2월 25일의 취임식 당시의 이명박 대통령

2008년 2월 25일에 취임식이 '함께 가요, 국민성공시대!'라는 표어를 내걸고 국회의사당에서 열렸다. 이명박 대통령 취임식 엠블럼의 명칭은 태평고(太平鼓)로, 이는 태평소와 북을 모티브로 삼아 만든 것이며 한국의 태평성대를 염원하는 희망의 울림소리가 온 세상에 뻗어나가는 이미지를 형상화한 것이다. 태평소는 음색이 매우 강하고 높을 뿐만 아니라 세상을 두루 편안하게 해준다는 의미를 지니고 있고, 북은 가장 힘차고 박진감 넘치며 전진을 상징하는 악기라는 점에서 모티브로 채택했다고 한다. 취임식에는 관련 인사는 물론 전체 4만 5000명의 참석자 중 2만 5000명을 일반 시민에게 신청을 받아 배정하였다. 또한 푸른색 바탕에 동아시아 지도와 태극기 그리고 노트북 컴퓨터를 든 그의 모습이 함께 그려진 취임 기념 우표를 발행하기도 하였다.

### 지지율

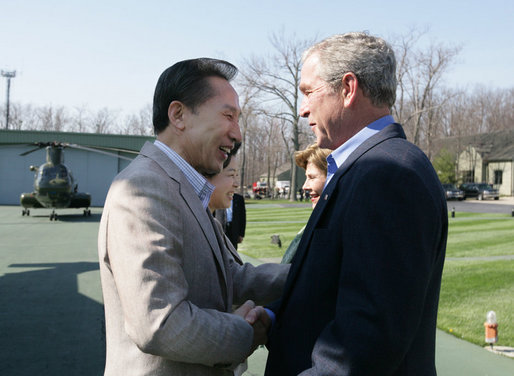
2008년 4월 18일에 미국 캠프데이비드를 방문해 조지 W. 부시 대통령과 악수하는 이명박 대통령

투표자 중 반수에 가까운 득표로 대통령에 당선된 이후 이명박은 불도저라는 자신의 이미지대로 인재를 뽑고 정책을 추진하였다. 또한 50여개 품목의 물가 안정, 일찍 출근하고 늦게까지 열심히 일하는 공무원상 정립을 위해 노력하겠다고 하였다. 그러나 정책 조율 등의 미숙함 등으로 말미암아 비판을 받기도 하였다.
한편 세계적인 유가급등과 또한 기획재정부의 환율정책으로 말미암은 환율상승 등 대내외적인 어려움으로 인해 물가가 급상승한 것과, 한미 FTA 협상 중 가장 민감한 현안인 미국산 쇠고기 수입재개를 위한 협상과정에서 2008년 4월 18일에 캠프데이비드를 방문해 조지 W. 부시 대통령과 협상하며 제시한 조건에 대해 대한민국 국민의 반발이 커졌다. 이는 촛불 집회나 문화 집회 등으로 번져 갔는데, 이러한 집회들을 경찰이 진압하자 이명박의 지지율은 한때 7%를 기록하였다. 6월 말에 지지율 회복을 보이면서 강경 대응으로 선회했었다는 의견이 있다.
2008년 9월 한나라당에서 조사된 지지율에서는 25.6%로, 10월에는 23.9%로 조사되었다. 12월 16일에 조사된 지지율은 35.8%로, 2009년 1월 31일 조사된 지지율은 34.8%에 이르렀다. 다만, 이런 지지율 상승 현상은 보수층의 결집 때문이라는 분석이 있다.
2009년 5월 23일 노무현 전 대통령 사망을 전후로 지지율이 다시 20%대로 내려갔으나 2009년 8월에는 31.4%로 지지율이 상승하였는데 이념적으로는 중도층에서 지지율이 8.9%p 올랐고 계층별로는 중산층에서 4%p 올랐다. 이후 2009년 8~9월 지지율을 살펴보면 보수 언론은 50%,. 진보 언론 등은 3~40%의 지지율을 나타내고 있다고 보도하였다. 2010년 1월 4일 지지율 조사에 따르면 56.7%(매우 잘하고 있다 11.0%, 대체로 잘하고 있다 45.7%)로 나타났다.
2010년 서울 G20 정상회의가 준비하는 동안 지지율이 53%으로 높아졌다. 2010년 말 지지율이 50%를 웃돌았으나, 야당뿐 아니라 여당에서도 바닥 민심과는 차이가 크다는 지적을 하였다. 그 원인으로는 표본의 적정성 문제, 10%대의 낮은 응답률 등을 제시하였다. 한편 그에 대해 여론조사 기관에서는 조사비용을 낮게 책정하기 때문이라고 말하며, 여당에서는 각자 자신들에게 유리한 시기에 조사하거나, 유리한 계층을 대상으로 조사하기 때문으로 풀이하였다.
한편, 여론 조사기관인 한국리서치가 2년여 동안 조사한 결과를 보면 이명박 대통령의 국정운영 지지율이 꾸준한 상승세를 보여 집권 초반 강세를 보이다가 집권 후반 약세를 보이는 역대 대통령들과는 상반된 추이를 나타내었다. 그러나 아산정책연구원은 이명박 대통령과 한나라당 지지도의 자료는 RDD (Random Digit Dialing) 방식을 사용하여 지지도가 왜곡되었다는 우려를 나타내기도 했다.

### 대통령과의 대화
대통령 당선 이후 2번에 걸쳐 '대통령과의 대화'라는 TV 프로그램에 출연하였다. 이를 통해 국민들에게 국정을 설명하고, 국민들의 의견을 국정에 반영하려 하려는 시도를 하였으나 현재의 국정을 설명한 것이 오히려 변명에 지나지 않는다는 비판이 일게 되었고, 이 때문에 '대통령이 국민들의 의견 반영을 빌미로 한 국정 홍보에 나선 것이 아니냐'라는 비판을 거세게 받기도 하였다.

### 청계재단 설립
17대 대통령 선거가 시작되기 직전인 2007년 12월 7일, "우리 내외가 살아갈 집 한 칸이면 족하며 그 외 재산 전부를 내놓겠다"며 재산의 사회 환원을 약속했다. 2009년 7월 6일 장학·복지재단인 청계재단을 설립하여 일부 부동산과 동산을 제외한 재산의 상당부분을 재단에 기부한다고 발표했다. 이 대통령의 재산 기부 발표 직후 미국의 월스트리트저널 아시아판을 비롯 뉴욕 타임스, 일본 NHK, 중국의 중국신문, 러시아 국영 1TV 등 주요언론들이 관심있게 보도하였다. 2009년 8월 공식 출범한 청계재단은 330여억원으로 추정되는 이 대통령 소유의 부동산 소유권을 모두 이전받았으며, 여기에서 나오는 임대수익으로 장학금을 마련해 국가유공자 자녀, 다문화가정 자녀, 소년소녀가장 자녀, 조손가정 자녀 등 어려운 환경의 중, 고교생 200~300명에게 장학금을 지급할 계획이었다. 그러나, 재산 기탁이 아닌 재단 설립이라는 점과, 이사장과 이사들이 측근들이라는 점에서 그 진정성이 의심 받기도 했으며 2009년 12월에는 청계재단이 이명박의 개인 부채를 갚은 사실이 알려지면서 비판이 제기되었다. 청계재단이 갚은 채무에는 이명박과 개인친분이 있는 천신일에게 대선 시절 빌린 돈 30억원이 포함되어 있었다. 장학금 규모도 처음에 논의되던 계획보다 절반 이상 축소된 것으로 드러났다.
청계재단이 지원하는 장학금은 2010년 초부터 지급되고 같은 해 3월 12일 청계재단 첫 번째 장학생 451명이 선발됐다. 재단은 이들 학생(중학생 218명, 고등학생 233명)에게 연간 141만원가량의 학비를 지급하게 된다.

### 주요 정책
이명박 정부는 다음과 같은 국정 방향을 내세웠다.

- 국가, 사회 간 시너지 협력을 통한 발전
- 질적 성장 추구 - 성장과 복지 간 선순환구조 구축, 선 성장 후 복지
- 법치의 확립과 헌법 존중
- 다원주의 가치, 개성, 창의 존중 인재양성
- 글로벌 스탠더드와 내셔널 스탠더드의 조화
- 고신뢰 사회

이명박 정부는 '7% 성장, 4만 불 소득, 세계 7대 선진국'의 이른바 '747 성장'을 주 목표로 내세웠다. 또한, 지속가능한 발전 위주의 '녹색 성장'을 패러다임으로 정했다.
이명박 정부의 외교, 안보 정책은 '실용주의'를 표방하였으며, 김대중, 노무현 정부가 추진했던 햇볕정책에 대해 비판적인 입장을 취하였다. 또한, 일본에 대해서는 이른바 '과거사에 얽매이지 않는 미래지향적 관계'를 지향하기도 했다.
한편 이명박 대통령은 제65주년 광복절 경축사를 통해 집권 후반기 국정운영 기조를 밝혔다. 이 대통령은 경축사를 통해 공정한 사회와 친서민정책을 강조했다. 공정한 사회란 자율과 공정, 책임을 바탕으로 한 공정경쟁을 통해 건강한 사회를 만들고 활기찬 시장을 육성하자는 뜻이 담겨있었다. 또 개인의 자유와 근면, 창의, 친서민, 중도실용과 삶의 선진화, 공정한 지구촌을 집권 후반기 키워드로 제시했다. 개인의 자유와 창의를 바탕으로 도전과 성취하는 사회분위기를 조성하고 이를 뒷받침하기 위해서는 공정한 경쟁이 필요하다는 것이었다. 이 대통령은 이를 위해 정부는 물론 시민사회와 정치권, 기업 모두 사회적 역할과 책임을 다 해달라고 강조했다. 이 대통령은 또 공정한 사회 구현을 위해 '실천'이 중요하다고 역설했다. 또 인사청문회 과정에서 김태호 총리 후보자를 비롯해 장관 후보자들이 자진 사퇴하는 사건이 발생했는데, 이를 계기로 "공정한 사회 구현 위한 출발점으로 삼자"며 공정한 사회 지키기에 나서기도 했다.
광복절 축사에서 또한 이명박은 평화공동체 구축을 위한 '통일세' 신설을 제안했다. 이에 대해 임태희 대통령 실장은 "통일이라는 공감대를 갖고 준비하자는 뜻입니다. 그런 준비가 지금 시점에서 이르지 않다는 의밉니다"라고 밝혔다.
이밖에 이 대통령은 일자리 창출을 위해 녹색중소기업을 적극 육성하겠다고 밝힘으로써 2008년 광복절 경축사에서 언급한 저탄소 녹색성장을 한층 진일보하겠다는 의지도 분명히 했다.

### 외교 정책

#### 동남아시아

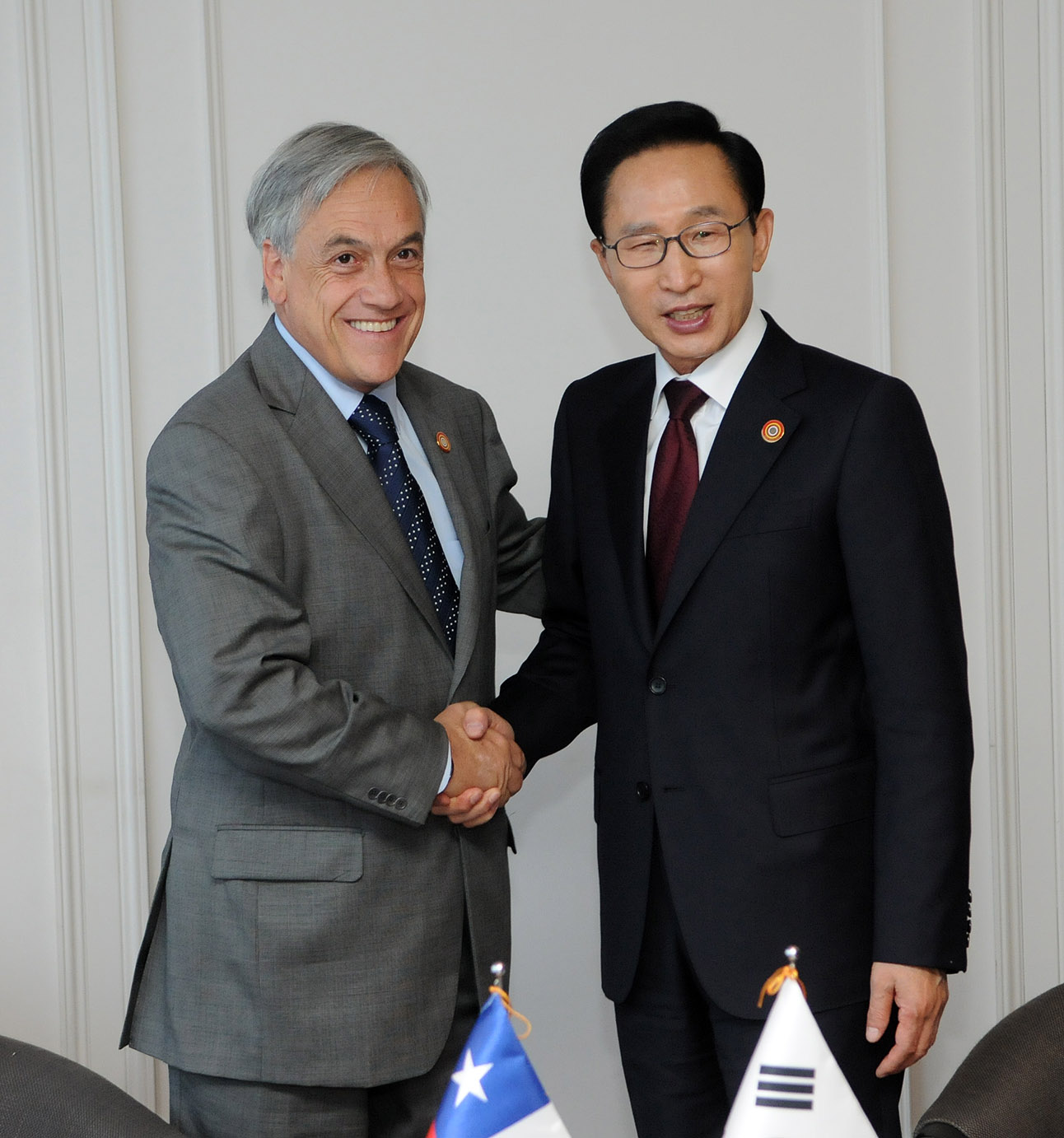
세바스티안 피녜라 칠레 대통령과 함께 한 이명박(2010년)

이명박 대통령은 2010년 10월 29일부터 30일간 베트남 하노이에서 열린 아세안 관련 회의에 참석해 11월 서울 G20 정상회의 성공 개최를 위한 적극적인 협조를 이끌어내는 성과를 거뒀다. 이 대통령은 아시아 뿐만 아니라 선진 7개국(G7) 이외 국가중 최초로 열리는 G20 서울회의에서 G20 비회원국인 아세안 국가들의 입장을 적극 반영하겠다고 약속하고 아세안 의장국인 베트남을 공식 초청했다. 이에 대해 아세안 10개국 정상들은 "아시아에서 한국이 G20 의장국을 맡아 기쁘다"며 축하했다고 청와대 측은 밝혔다. G20 서울회의는 미국과 중국의 양보 없는 다툼 속에 일촉즉발로 치닫던 '환율 전쟁'을 "각국이 외환시장 개입을 자제한다"라는 구속력 있는 합의를 이끌어 내어 성공적으로 중재했다는 평가를 받으며 2010년 국내 10대 뉴스로 선정되었다. 외신들 또한 한국이 서울 G20 정상회의로 명실상부한 세계경제 주도국가로 자리매김하였다고 평가하였다. 한편, 국가브랜드위원회는 G20 서울회의로 1조 8천원의 홍보효과가 발생하였다고 발표하였다.
아세안은 동남아시아의 지역협력기구로서 2010년 10월 기준으로 필리핀, 말레이시아, 싱가포르, 인도네시아, 태국, 브루나이, 베트남, 라오스, 미얀마, 캄보디아 등 10개국이 가입해 있으며, 중국과 EU에 이어 한국의 3대 시장이기도 했다.
또한 이명박 대통령은 한-아세안 정상회의에 참석해 아세안 10개 나라 정상들과 양측 관계를 '포괄적 협력 동반자 관계'에서 '전략적 동반자 관계"로 격상시키기로 합의함으로써 경제협력 뿐만 아니라 안보문제 등에서 양측간 협력을 더욱 강화해 나가기로 했다. 이 대통령은 한-아세안 정상회의를 통해 한-아세안센터 지원 예산 증액, 아세안 지역 장학생 확대 등도 약속했다. 특히 이명박 대통령은 '한-메콩강 외교장관회의' 신설을 제안했고, 아세안 정상들은 환영 의사를 밝혔는데, 메콩강 경제권은 천안자원의 보고로 주목받으며 세계 각국이 진출 경쟁을 벌이고 있는 지역이다. 아세안 역내 메콩강 유역 국가는 캄보디아, 라오스, 미얀마, 베트남, 태국 등이 있으며, 이로써 이명박 정부가 내세운 신아시아 외교의 핵심 대상인 아세안과의 관계를 실질적으로 강화하게 됐다. 즉 아세안을 포함한 동아시아 신흥국의 리더 역할을 통해 지역내 중심국가로 올라선다는 이명박 대통령의 '신아시아 외교' 구상을 가속화하게 된 것이었다.

#### 유럽

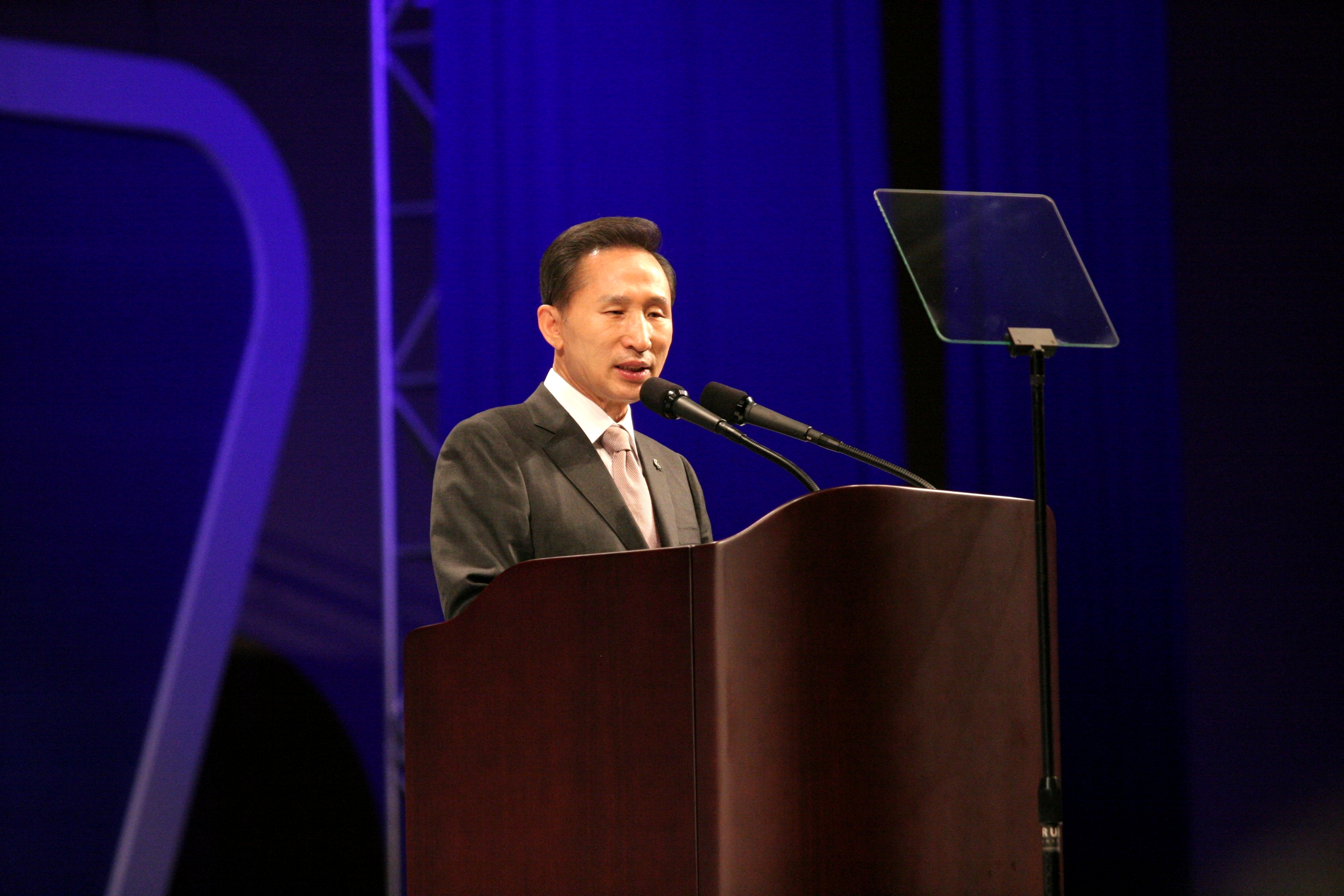
2008년 6월 OECD(경제 협력 개발 기구) 서울 총회에서 연설하고 있는 이명박 대통령

이 대통령은 2011년 5월 8일부터 6박7일 일정으로 유럽 3개 나라를 방문했다. 첫 번째 방문국인 독일에서는 통일염원 행보를, 두 번째 방문국인 덴마크에서는 녹색성장 분야 협력을 위한 행보를 이어나갔다. 마지막 방문국인 프랑스에서는 주요 20개국 정상회의 전·현직 의장국인 한국과 프랑스가 'G20에 관한 공동성명'을 채택하는 등 11월 칸에서 열린 G20 정상회의에 협력하겠다는 의지를 밝혔다. 대통령은 첫 방문지인 독일에서 "통일은 선택의 문제가 아니라 필연의 문제다. 그런 의미에서 통일에 대한 준비를 잘 해야 한다"고 강조했다. 이명박 대통령은 두 번째 방문지인 덴마크에서 라르스 뢰케 라스무센 총리와 정상회담을 갖고 '녹색성장 동맹'을 체결했는데, 우리나라가 안보 외의 분야에서 외국과 동맹을 체결한 것은 처음이다. 이 동맹은 덴마크의 앞선 녹색기술과 한국의 성장 동력을 결합해 세계 녹색성장 시장을 선도하겠다는 의지이기도 했다. 대통령은 마지막 방문지인 프랑스에서 사르코지 대통령과 정상회담을 갖고 지난해 주요 20개국 정상회의 의장국이었던 한국과 올해 의장국인 프랑스와의 긴밀한 공조 의지를 재확인했다.
2008년 1월에서 7월까지 한국-프랑스 간 무역량은 51억 달러를 기록했다. 2008년 하반기에는 세계 경제위기의 여파로 양국 간 무역량이 83억 달러에 그쳤다. 2009년 양국 간 교역량은 금융위기에 따른 세계 교역량 감소로 69억 2,000만 달러에 그쳤으며, 2010년에는 72억 8,700만 달러를 기록했다.
2010년 11월 니콜라 사르코지(Nicolas Sarkozy) 프랑스 대통령이 주요 20개국(G20, Group of 20) 서울 정상회의에 참석차 한국을 방문했다. 이를 계기로 양국은 정상회담을 개최하고, 양국 간 긴밀한 동반자 관계를 재확인하였다. 또한 양국은 서울 정상회의를 계기로 그간에 장기간 해결되지 않아 양국의 관계 발전에 걸림돌이 되었던 외규장각 도서 문제를 해결하기로 합의했다.
2008년 12월 18일 독일 연방하원은 한·독 수교 125주년 기념 ‘독·한 관계의 역동적인 지속적 발전 결의안’을 채택하였다. 이후 2010년 5월 20일 독일 외교부 장관은 북한에 의한 천안함 폭침 관련 비난 성명을 발표하였으며, 2010년 11월 23일 북한의 연평도 포격 도발 직후에는 북한의 도발을 비난하는 성명을 발표하였다. 이어서 2010년 11월 24일 독일 정부 대변인은 앙겔라 메르켈(Angela Merkel) 총리가 이명박 대통령과의 전화 통화를 통해 한국에 대한 북한의 공격을 강하게 비난하였다고 발표하였다.

#### 조선민주주의인민공화국
2009년 7월 31일 정부는 조선민주주의인민공화국의 2차 핵실험 이후 처음으로 인도주의적 지원을 하는 민간 단체의 방북을 허가했다. 남측 사업자들의 방북은 승인되지않아 이중적이라는 지적도 있었다. 또한, 8월 3일에 정부는 남북교류협력추진협의회 회의를 통해 10개 민간 단체의 대북 인도적 지원 사업에 남북협력기금 35억 7,300만원을 지원하기로 했다. 대북 지원 민간 단체의 방북을 허가한 데 이어 예산까지 지원함으로써 북한의 장거리 로켓 발사, 2차 핵실험 이후 처음으로 남북교류를 위한 대북 인도적 지원 사업을 재개했다는 데 의미가 있었다.
2009년 8월에는 현정은 현대그룹 회장이 방북하여 민간 차원에서의 개성공단 활성화, 금강산 관광문제 등의 현안이 논의되었다. 또한 김대중 전 대통령의 서거를 계기로 조선민주주의인민공화국의 고위급 조문단이 서울을 방문하면서 이명박 대통령을 비롯한 고위 당국자들과 연쇄회동하기도 했다. 하지만 이 조문단에 대해서는 정부와의 공식 합의 없이 민간단체인 김대중 평화센터를 통해 접촉하였다는 것을 들어 비판하는 목소리도 있다. 8월 21일에는 북한이 개성공단 억류 주재원을 석방하고, 남북 육로통행 제한·차단, 경의선 철도운행 중단, 경협사무소 폐쇄 등을 담은 이른바 '12.1 조치' 철회 발표가 나왔다. 7월 30일 동해 북방한계선(NLL)을 넘었다가 북한 경비정에 예인됐던 '800 연안호' 선원과 선박이 8월 29일 무사히 귀환했다. 남북 적십자 대표단은 8월 28일 마지막 날 회담에서 추석기간동안 이산가족 상봉을 실시하기로 최종 합의하면서 2007년 이후 처음으로 이산가족 상봉이 이뤄지게 됐다. 그러나 국군포로와 납북자 문제와 이산가족 상봉 정례화 문제는 합의되지 못했다.
황강댐 무단 방류로 인한 임진강 참사가 발생하자 남북관계 진전에 대한 우려가 생겼다. 북한이 남측 인명피해에 대한 사과를 하지 않자 의도적 '수공(水攻)'을 주장하는 강경 기류가 힘을 얻고 있었으며, 현인택 통일부 장관은 "북한이 의도를 갖고있다"라고 발언했다. 대한민국 외교통상부는 9월 11일에 황강댐 무단 방류와 관련해 "북측의 조치는 국제관습법에 위반된다고 볼 수 있다"라고 밝혔다. 북측도 즉시 남측의 사과 요구에 대한 답을 내놓지는 못할 것으로 보인다는 전망조차 있었다. 결국 북측은 10월 14일, '임진강 수해 방지 실무회담'에서 유감을 표시했으며, 정부는 이를 받아들이기로 했다.
하지만 남측의 대응 미숙과 판단 실수 등을 지적한 의견도 있다. 대한민국 국회에서도 정부의 안이한 대처에 대해 질타했다.

##### 대청해전
2009년 11월 10일, 조선민주주의인민공화국의 해군 함정이 서해 북방한계선(NLL)을 침입하면서 남한과의 해상 교전이 발생했다. 이 교전에서 인민군의 함정 한척은 반파되었으며, 남한 함정은 경미한 피해를 입었다. 조선민주주의인민공화국 측은 통일신보를 통해 "선의에는 선의로, 도발에는 무자비한 보복으로 대답하는 것이 일관된 자세"라며 "이번 사태에 대한 '사죄'와 '재발방지 조치'를 요구"하였고 "우연적인 것이 아니라 조선반도의 군사적 긴장을 격화시키려는 남조선 군부 호전계층의 고의적이고 계획적인 도발행위"라며 남한측의 도발로 규정했다. 또한 "군사적 도발행위를 계속 감행한다면 그에 따른 값비싼 대가를 치르게 될 것"이라며 남한을 비판했다. 여기에 대해 정운찬 국무총리는 대한민국 국회 본회의에서 서해상 남북교전을 "우발적 충돌"이라고 밝혔다. 하지만 조선민주주의인민공화국 경비정이 남측을 향해 수십 발의 조준사격을 한 점을 감안할 때 도발 의도 역시 배제하기도 힘들다는 의견도 있었다. 일각에서는 유화국면으로 흐르는 남북 및 북미관계로 체제 이완을 우려한 군부 강경파가 계획적으로 충돌상황을 유도한 것 아니냐는 분석도 있었다. 해빙기를 유지해온 남북관계는 당분간 냉각기가 불가피할 전망이라는 의견이 있었다.
2009년 12월 9일, 조선중앙통신은 "세계적으로 ‘A(H1N1)형 돌림형감기(인플루엔자)’로 인한 인명 피해가 계속 확대되고 있는 속에 조선의 일부 지역에서도 이 신형 독감이 발생했다"라고 발표했다. 이에 대해 이명박 정부가 오셀타미비르 지원 의사를 밝힌 것을 북측이 수용하는 등 남북간의 경색 국민이 풀릴 것이라는 의견이 있었다.

##### 통일세
2010년 8월 15일 광복절 축사에서 이명박은 "통일은 반드시 온다"며 '통일세'를 신설하는 방안을 검토해야 한다고 밝혔다. 하지만 이에 대해 여당 내부에서도 의견이 엇갈렸다. 홍준표는 8월 16일 "통일세 문제는, 지금 남북협력기금이 많이 있는데 평화 공동체가 정착된 후에 논의해도 늦지 않다고 생각한다"며 신중론을 펼쳤다. 민주당 박지원은 "남북관계가 이렇게 경직된 상태에서의 통일세 신설은 북한을 자극하는 것"이라며 신중한 입장을 보였다.

#### 일본
'과거사에 얽매이지 말고 미래로 나아가자'를 모토로 일본과의 우호적인 관계를 추구하였다. 하지만 오히려 일본 교과서의 독도 자국 영토 명기사건이 발생하면서 한일관계의 긴장이 고조되고, 미국지명위원회(BGN)에서 독도를 주권미지정지역 ‘리앙쿠르 섬’으로 명시한 상황이 밝혀졌다.
이후 대한민국 정부의 외교 총력 대응으로 일주일 만에 미국 부시 행정부에서는 한국령으로 독도의 지위를 원래대로 바꾸었다. 전문가들은 "국제사회에서 한국 편을 서거나 일본 편을 서게 하는 식의 단순한 대응은 곤란하다"면서 "역사적 맥락을 강조하며 일본의 야욕을 무력화하는 설득력있는 외교노력이 어느 때보다도 중요하다"라고 평가했다.
한편 일본 방위성이 발행하는 2008년판 방위백서에 독도 영유권과 관련된 일본측 표기 문제로 한일 관계가 다시 냉각되었다. 대한민국 국방부는 9월 5일, 일본 정부가 각료회의를 열고 독도가 자국 영토라는 주장을 담은 2008년 방위백서를 의결한 것과 관련해 "한일관계 미래지향적 발전 가로막는 행위"라며 한국 주재 일본 국방무관을 불러 항의했다. 이처럼 일본 방위성은 방위백서를 2008년까지 4년 연속 "독도는 일본땅"으로 명시하면서 태도를 바꾸지 않고 있어 한일 관계의 잠재적 마찰 가능성이 우려되기도 했다.
이명박 대통령은 3번째 한일 정상회담을 열어서 한일관계의 '셔틀외교'를 복원하자는 의견에 합의하여 아소 다로(麻生太郞) 일본 총리는 2009년 1월 11일에서 1월 12일까지 이틀간 취임 후 처음으로 한국을 방문하였다. 당시에 아소 총리가 방한하게 되면 한일 정상간 셔틀외교가 다시 복원되는 의미를 갖고있다는 평가가 있었다. 이 회담에서 아소 다로 일본 총리는 "한일 경제연대협정이 필요"하다고 역설했다. 그러나 독도 문제와 역사 문제 등 민감한 문제는 논의되지 않아 '절반의 성과'에 그쳤다는 지적이 있었다.
한편, 2008년 7월 9일 일본 홋카이도 도야코 G8 정상회담 기간 중 한일 정상이 만났을 때 후쿠다 야스오(福田康夫) 총리가 중학교 사회과목을 가르치는 새 학습지도 요령해설서에 "독도 영유권을 명기할 수밖에 없다"라고 전했을 때 "지금은 곤란하다, 기다려달라"라고 말한 것으로 요미우리 신문은 보도했다. 청와대는 이 사실을 부인했으며, 결국 2009년 8월에 민주당 및 일부 시민들이 이를 보도한 요미우리 신문에 대해 사실 여부 확인을 위한 손해배상과 정정보도 청구소송을 냈다.
일본의 새로운 하토야마 유키오(鳩山由紀夫) 일본 민주당 내각의 등장으로 외교 관계는 새로운 국면을 맞게 되었다. '한중·한일 연쇄 정상회담'에서 아시아 외교를 중시하는 하토야마 일본 총리는 "민주당 새 정권은 역사를 직시할 용기를 가지고 있다"라면서 양국의 과거사 문제에 대한 전향적인 자세를 나타냈다. 북핵문제 해결을 위한 한일간 공조에도 합의했다. 특히 한미간 합의된 ‘그랜드 바겐’ 처리 방식에 대한 지지, 재일 한국인의 참정권 문제의 해결을 위한 노력 등을 통한 한일 관개 개선 의지 등은 이전 자민당 정권과 다른 방식의 접근이라 귀추가 주목되기도 했다.
2009년 12월 14일, 일본 민주당의 오자와 이치로(小澤一郞) 간사장은 방한한 자리에서 "일본과 일본 국민으로서 사죄하지 않으면 안 될 역사적 사실이 있다"면서 한국에 대한 과거사 문제에 사과했다. 하지만 12월 25일에 일본 문부과학성이 일본의 독도 영유권을 고수한 고등학교 지리·역사 과목의 새 교과서 학습지도요령 해설서를 발표하자 정부는 '유감'을 표시하는 등의 일이 발생했다. 하지만 가와바타 다쓰오(川端達夫) 문부과학대신이 "다케시마(竹島)는 우리의 고유 영토로, 정당하게 인식시키는 것에 어떤 변화가 있는 것은 아니다"라고 밝히자 이에 대해 유명환 외교통상부 장관이 주한일본대사를 불러 항의하는 등 갈등이 발생했다.
정부는 2009년 5월부터 외교부, 문화재청 등 관계부처가 긴밀하게 협력하며 일본 궁내청 소장 한국도서 반환 문제를 검토해, 일본 궁내청에 보관되어 있는 조선왕조의궤 등 150종 1,205책의 도서를 반환하기로 합의했다.
2011년 8월 일본 자민당 의원 3명 등이 독도의 영유권을 주장하며 대한민국 독도를 방문하고자 입국을 시도했다. 이명박 대통령은 지진피해를 입은 일본을 성의를 다해 돕는 등 우호적인 한일관계의 발전을 위해 노력해왔음에도 불구하고 일본 정치권이 독도 영유권 주장을 내세우며 도발적인 행위를 하려는 것에 대해 분노하며 공항에서 돌려보내라고 지시했다. 이들은 사전 입국 불허 방침에 따라 출입국 심사대 앞에서 돌려 보내졌다. 일본정부는 "합법적으로 입국하는 국회의원에 이런 식으로 대응하는 것은 받아들이기 힘들다"라고 밝혔다. 김포공항 안팎에는 독도지킴이범국민연합운동본부, 해병대전우회 등 30여개 단체 회원 700여명이 '일본 독도만행 범국민규탄대회'를 열어 일본의 독도 영유권 주장을 비판했다.

#### 미국

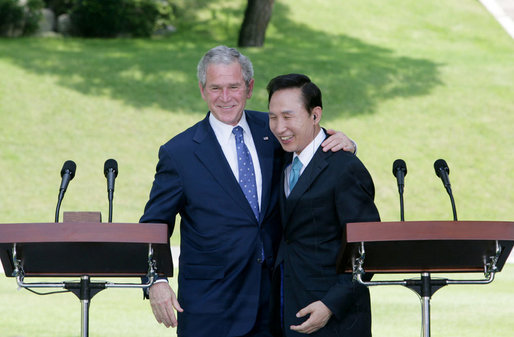
조지 부시 미국 대통령과 함께 한 이명박

미국산 쇠고기 수입 협상 논란은 촛불집회로 비화되어 2008년 대한민국 미국산 쇠고기 수입 협상 논란을 겪었다. 이명박 정부가 출범된 이후, 한미 관계가 상당히 강화되었다. 현재, 양국은 군사적, 외교적 뿐 아니라 여러 방면에서 깊고 돈독한 관계를 맺고 있다.
이명박 대통령은 이미 여러 차례 "새로운 정부에서는 한미관계를 더욱 강화하겠다"라는 뜻을 밝혔고 실제로 한미 관계는 더욱 강화될 것이라는 측면이 컸다. 이명박 대통령은 한미동맹 강화를 위해서는 미국 주도의 대량살상무기 확산방지구상(PSI)과 MD 계획에도 적극 참여해야 한다는 입장인 것으로 알려졌다.
미국의 새로운 오바마 행정부의 등장으로 외교관계는 일시적으로 정체되었다가, 현재는 정상회담을 통해 북핵문제에 대한 공조 및 G20 정상 회의 등에 대한 포괄적 합의를 하는 데에 이르렀다.
2009년 11월 19일에는 미국의 오바마 대통령이 방한했다. 여기서 이명박 한국 대통령과 오바마 미국 대통령은 한미동맹 강화 및 한미자유무역협정 협상의 진전을 위한 노력, 북핵 문제의 그랜드 바겐 방식 공감, 아프가니스탄의 한국군 파병 문제 논의 등이 이루어졌으며, 이명박 대통령이 오바마 미국 대통령에게 태권도복을 선물하는 등의 화기애애한 분위기가 연출되기도 하였다. 하지만 여기서 논의된 한미자유무역협정 자동차 부문 재협상 문제와 아프가니스탄의 한국군 파병 문제는 대한민국 내에서 논란을 불러 일으키기도 했다. 또한 두 정상의 미묘한 의견 불일치가 있다는 의견도 있었다.
2010년 6월 27일 캐나다 토론토에서 이명박 대통령과의 양자 정상회담 뒤 가진 기자회견에서 전시작전통제권을 2015년으로 연기하기로 합의했다고 발표하면서 "전작권 연기 결정을 통해 한·미 양국이 기존의 안보 틀 내에서 일을 제대로 할 수 있는 적절한 시간을 줄 것"이라고 말했다. 또한 "한미동맹은 한국과 미국의 안보뿐 아니라 태평양 전체 안보의 핵심(Linchpin)이기 때문"이라고 강조했다. 오바마 대통령은 이어 "한국은 미국의 가장 친한 친구 중 하나"라고 언급했다.

##### 미국의 평가

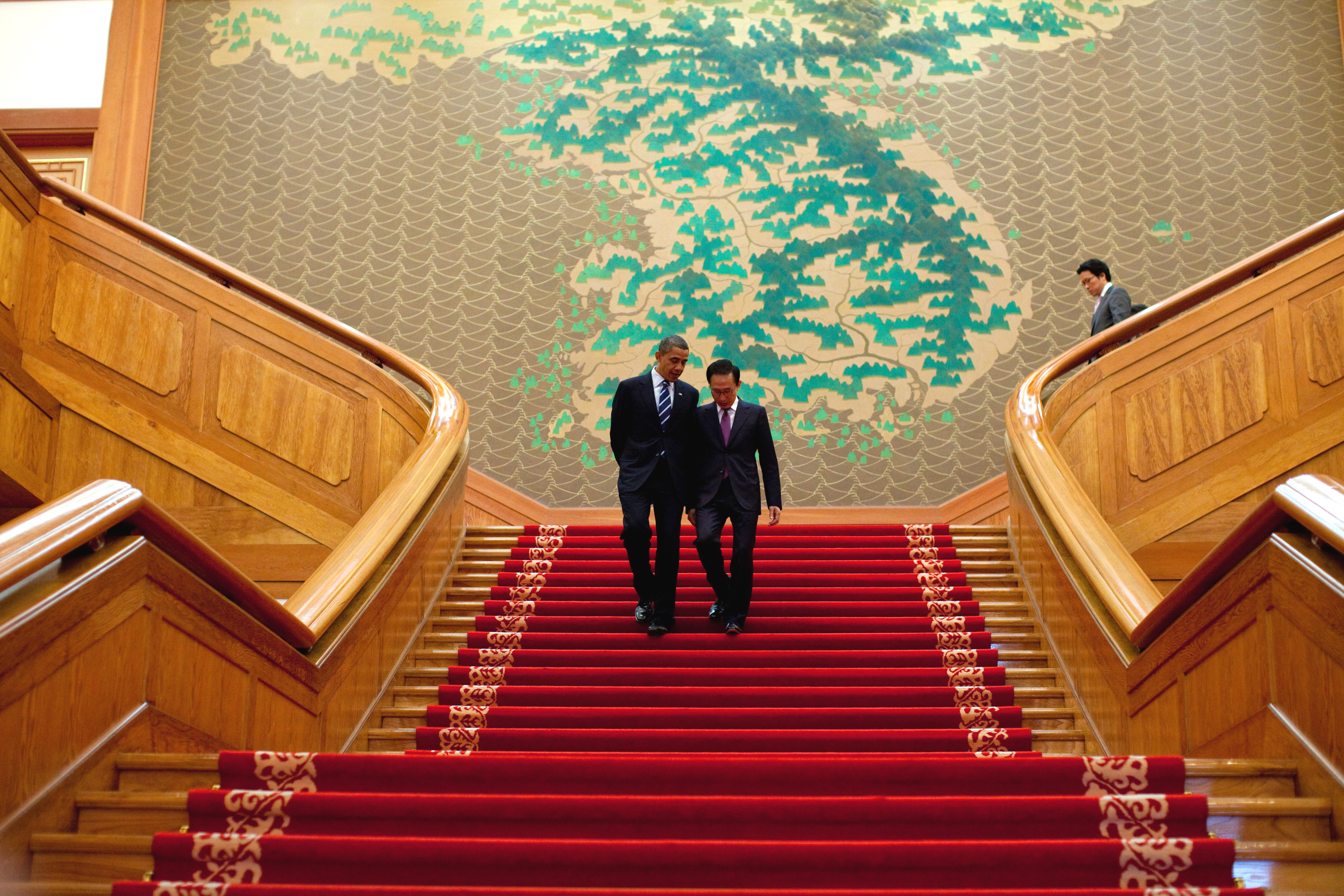
청와대에서 버락 오바마 미국 대통령과 함께 한 이명박(2010년)

미국의 뉴스위크 아시아판(2010년 1월 25일 발행)이 G20 정상회의를 계기로 한국을 세계의 변방에서 중심으로 변모시키려는 이명박 대통령 관련 특집기사를 실었다. 이 잡지는 '한국 국격 높이기, 한국을 세계 중심으로 변모 시키려는 이명박 대통령'이라는 제목의 기사에서 "한국은 OECD 국가중 금융위기를 가장 먼저 벗어났다"면서 "이명박 대통령은 이를 한국이 국제사회에서 존경받는 글로벌 소프트파워로 부상하는 기회로 삼으려 한다"라고 말했다. 이 잡지는 또한 "이 대통령이 G20 정상회의를 통해 한국 도약의 계기를 만들기 위해 노력하고 있다"라고 보도하였다. 이 기사의 작성자는 B.J.Lee라는 한국인이다.
미국 시사 주간지 뉴스위크는 세계적으로 존경받는 지도자 10인 중 한 명으로 이명박을 선정했다. 뉴스위크는 이명박 대통령을 7번째로 소개하면서 "한국은 세계 금융위기를 모범적으로 극복해 낸 국가"라면서 "최고경영자(CEO)를 지낸 이명박 대통령의 운영 능력 덕분"이라고 선정이유를 밝혔다. 이어 "세계적인 위기 속에서 사상 최저 수준까지 금리를 낮췄고 부실은행과 기업들을 살리고자 빠르게 자금투입을 했다"면서 "또 통화스왑 체결로 외화유동성을 충분히 공급해 시장을 안정시켰다"고 설명했다. 이 기사의 작성자는 B.J.Lee 라는 한국인이다. B.J.Lee는 『뉴스위크(Newsweek)』의 서울특파원 이병종으로 알려져있다.
2011년 9월 미국의 폭로 전문 웹사이트 위키리크스가 공개한 문서에 따르면 미국 외교 관계자들은 이명박에 대해 '우리(미국)와 함께 헌신적으로 일하는 강한 친미주의자', '사실상 모든 주요 문제에 미국을 지원하는 성향' 이라고 평가했다. 또한, 미국의 국방장관을 지낸 로버트 게이츠는 2014년 1월 발간된 그의 회고록에서 이명박에 대해 "정신력이 강하고 현실적이며 매우 친미적이었다"면서 자신은 이명박을 정말 좋아했다고 극찬하였다.

#### 중화인민공화국
대한민국과 중화인민공화국은 양국간 '전략적 협력 동반자 관계'를 전면적으로 추진했다. 청와대에서는 이명박 대통령과 후진타오(胡錦濤) 주석과의 한중정상회담을 통해 "이번 회담의 최대 성과는 두 지도자간 거리를 좁혔다는 것"이라고 자평했다. 이를 두고 이명박 정부의 외교중심국가인 미국과 더불어 중국이 이명박 정부의 외교양대산맥이라고 평가하기도 했다.
원자바오(溫家寶) 중국 총리와 이명박 대통령은 북핵 문제에 대해 "6자회담이 북핵 해결의 유용한 틀"이라고 합의했으며 "6자회담의 조속한 재개를 위해 공동 노력하기로 했다"며 양국간의 대응원칙을 조율했다.
한편, 구호적인 성과는 거뒀다고 하지만 중국이 이명박 정부의 한미동맹 강화정책에 노골적인 불만을 표시하여 한중 관계 긴장의 불씨는 여전히 남아 있었다. 양국관계를 '전략적 동반자' 관계로 격상시키기는 했지만 주중대사가 중국측 고위인사들과 제대로 접촉을 못하고 있다는 지적이 계속 나왔으며, 이에 대응하는 차원에서 중량감 있는 인사로 대중외교의 무게감을 높여야 한다는 의견도 제기됐고, 정부는 류우익 전(前) 대한민국 대통령실 실장을 주중대사로 임명하면서 대중관계의 개선을 노력하기도 했다.
시진핑(習近平) 국가 부주석이 2009년 12월 16일, 대한민국을 방문했다. 이명박 정부는 이에 대해 "시진핑 부주석의 방한의 의미를 든다면 중국 차세대 핵심지도자와 관계를 구축하는 것"이라고 밝히며, 조선민주주의인민공화국의 비핵화 및 6자회담 재개에 관한 협력을 시진핑 국가 부주석과 협의했다.

#### 러시아

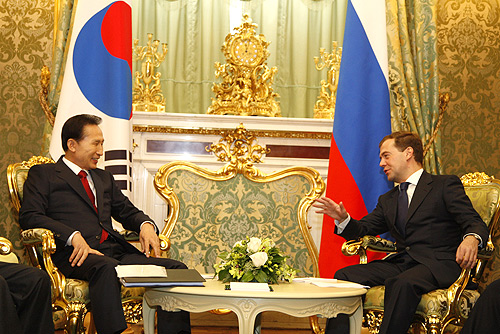
2008년 9월, 드미트리 메드베데프 러시아 대통령과 함께 한 이명박

2009년 부산에서 부산러시아학교가 개교되기도 했다. 러시아 정부는 연평도 포격 이후 한반도 정세를 부정적으로 긴장을 부추기는 이유로 대한민국의 서해안 사격 훈련을 비판하였다.
2010년 6월 10일 김태호 경상남도 도지사가 러시아 연해주에 있는 경남농장을 방문, 트랙터를 이용해 파종작업을 했다. 2010년 6월부터 경상남도는 러시아 연해주 미하일로프카군에 50 ha 규모의 농장 운영을 시작했다. 연해주농업연구소에 운영을 위탁했으며, 2개 품종의 75톤가량의 콩을 수확해 콩기름 공장에 판매할 계획이었다. 연해주 미하일로프카는 고려인들의 정착촌이다.
2010년 9월 30일 한러수교 20주년을 맞이했다. 지난 17년간 한러간 교역량이 52배 증가했다. 2009년 4월 11일 러시아산 천연가스가 가스공사 통영생산기지를 통해 국내에 최초로 도입되었다. 2010년 1월 GS칼텍스는 ESPO 75만 배럴을 수입했다. 한국 최초의 러시아산 원유 도입이다. 2010년 6월 3일 대우조선해양이 극동 블라디보스토크 지역에 기존의 군함 건조용 쯔베즈다 조선소를 확충하여 상선, 해양, 특수선 분야를 모두 갖춘 러시아 최대 규모 조선소를 설립키로 합의했다. 2010년 9월 21일 현대자동차가 15만대 규모인 러시아 상트페테르부르크 공장을 준공했다. 시제품에 정몽구 회장을 태우고 블라디미르 푸틴 총리가 직접 운전을 했다.

### 경제 정책
경제면에서는 신자유주의 정책, 친기업적 정책을 추구하였다. 이명박 정부는 '7% 성장, 4만 불 소득, 세계 7대 선진국'의 이른바 '747 성장'을 주 목표로 내세웠다. 또한, 지속가능한 발전 위주의 '녹색 성장'을 패러다임으로 정했다.
이명박 정부는 감세를 통한 경제 활성화를 노력하였다. 감세정책의 일환으로 종합소득세 인하, 1세대 1주택자 양도세 비과세 확대, 법인세 인하 등을 내세웠다.
이명박 정부는 경제위기 조기극복과 민생안정을 위해 사상 최대규모인 28조 9천억원의 2009년 ‘추경예산안’을 확정 발표했다. 이 추경예산에 대해 '시의적절한 조치'라고 평가하는 쪽과, 반대로실효적 대책없이 노동자와 서민을 기만하는 단기적 땜질처방이라고 비판하는 쪽이 있다.
그러나 이명박 정부는 출범하자마자 고환율 정책 등 친기업적 색깔을 드러냈다. 그는 높은 물가상승률을 감안하면서 대기업 위주의수출산업을 적극적으로 지원하는 고환율 정책을 통해 경제 성장률을 높이려 했다. 하지만 그의 재직 기간 동안 연평균 성장률은 3%에도 미치지 못하고, 결국 실패로 끝났다.
2010년 대한민국 정부의 채무가 400조를 돌파하였다. 이는 2년새 100조가 증가한 것으로 재정부 관계자는 "OECD 국가들에 비하면 안정적인 수준"이라고 말하였으나 마땅한 대책이 없다는 점, 증가 속도가 매우 가파랐다는 점 때문에 우려의 목소리가 커졌다. 2009년 국가 부채가 국가부채가 1637조4000억 원으로 2007년 말과 비교해 291조9000억 원(21.7%)이 늘었다. 공공기관 부채 또한 지난해 말 310조6000억 원으로 최근 5년 간 58.4%나 급증했다. 경제위기에 따른 막대한 재정 지출을 이유로 균형 재정 목표 시점을 당초 2012년에서 2013∼2014년으로 미루면서 정부가 장밋빛 전망에 안주하였다는 지적도 나왔다. 급증하는 국가 채무로 인해 정부의 매년 이자로 지출되는 비용이 2006년 11조 4000억원에서 2010년 22조 9000억원으로 2배가 늘었다.
2010년의 무역수지는 417억 달러 흑자를 기록했다. 이것은 2년 연속 400억 달러 이상의 흑자를 기록한 것으로 사상최대치다. 경제성장률도 2010년 6.1%를 기록했다. 기업의 실적도 증가해 상장기업 157사의 순이익이 2분기 19조원, 3분기 22조원으로 분기 사상 최대치를 달성했다. GDP성장률은 글로벌금융위기 직후 -4.5%에서 0.2%로 플러스전환했는데 이는 OECD국가 가운데 가장 빠른 회복이었다. 2011년 1월 4일에는 종합주가지수가 2085를 기록해 사상 최고치를 기록했다.
하지만 2011년에는 경제지표들이 급속히 악화되었다. 우선 2011년 상반기에는 물가가 고공행진을 기록했다. 2011년 8월 1일 통계청의 발표에 의하면 2011년 1월부터 7월까지 7개월 연속해서 물가상승률이 4%대의 고공행진을 기록한 것이다. 이러한 높은 물가상승률은 2008년 금융위기 기간의 상승률에 이어 역대 두 번째로 높은 기록이다. 또한 실질임금도 2011년 1분기에는 마이너스 4.08%를 기록했다. 물가가 상승하는 반면 임금상승은 그에 미치지 못했기 때문이다. 실질 국민소득도 2011년 1분기와 2분기 연속해서 마이너스 0.1%를 기록했다.
2011년 8월에는 한국경제의 "위기의 징후"가 곳곳에서 나타나기 시작했다. 우선 물가가 급등했다. 8월의 전년 동월비 월별 물가상승률이 드디어 5.3%를 기록한 것이다. 이에 대해 한나라당 유승민 의원은 "5%물가가 서민들에게 주는 직접적인 고통과 실질소득의 감소 이런 것은 정말 상상하기 어려울 정도로 문제가 심각하다"고 말했다. 그러면서 이명박 정부 들어와 2009년부터 금리정책이 실패한 게 가장 큰 원인이라고 지적했다. 실제로 청와대 경제수석 출신인 김중수 한국은행총재가 취임한 이후 정책의 독립성과 금리정책의 적절성에 관한 논란이 계속되어 왔다. 또한 무역 수지도 급격히 악화돼서 2011년 8월의 무역수지 흑자는 8억 달러 선으로 전달에 비해 55억 달러, 비율로는 87%가 감소했다. 산업생산 역시 전년 동기에 비해서는 3.8% 증가했지만 전월에 비해서는 0.4% 감소해서 감소세로 돌아섰다.

### 취임 1년차(2008년 2월 ~ 2009년 2월)

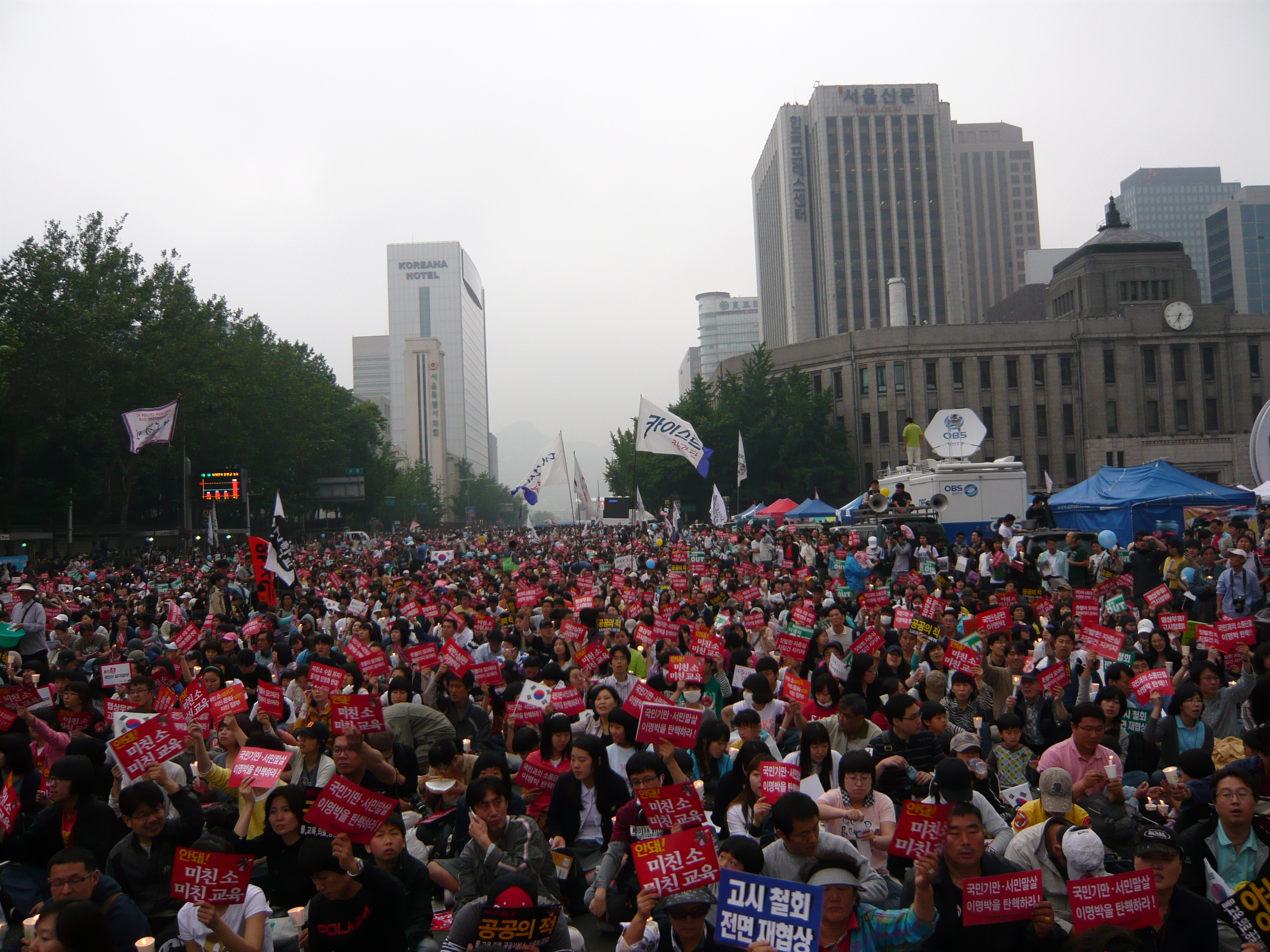
2008년 촛불 시위

2008년 2월 25일 이명박은 취임식과 함께 업무 수행을 시작했다. 새 정부의 이름은 각 정권마다 추구하는 핵심 가치를 담아 정권의 이름을 사용한 전 정부들과는 달리 대통령의 실명을 공식적으로 정권 이름에 사용하게 되었다(이것이 첫 사례였다). 이명박 대통령이 17대 대선 후보로 활동하던 당시에 강조하였던 '창조적 실용주의'를 반영하여 간혹 실용정부(實用政府)라는 명칭이 사용되기도 한다. 그리고 인수위원회에서는 작은정부 구축을 위해 정부조직을 대대적으로 통폐합하여 개편안을 발표했다. 주 목표는 '작은 정부, 큰 시장'을 큰 뼈대로 '경제살리기'가 목표였다. 한편 이명박 정부 출범의 뒤를 이어 총선거가 치러졌는데, 이 선거에서 여당인 한나라당이 최다 의석을 차지했다.

#### 미국산 쇠고기 수입 강행
그러나 이명박은 첫판부터 위기를 맞이하게 된다. 당시 논란이 된 광우병 쇠고기 문제로 인해 5월 2일과 5월 3일에는 청계 광장에서 대규모 시위가 열리기도 하였다. 일부 연예인들은 시위에 참가하거나 자신의 미니 홈피에 이명박 대통령과 미국 쇠고기 수입에 대한 비판의 글을 담기도 하였다.
이명박 대통령의 미니홈피에 누리꾼들의 각종 댓글이 쇄도하여 게시판을 폐쇄하기도 하였고, 이명박 대통령에 대한 탄핵 서명운동이 인터넷에서 벌어져 5월 4일에 100만 명을 돌파하였다. 5월 6일 농림수산식품부와 보건복지가족부가 주최하는 미국산 쇠고기 안전성 설명회가 서울 세종로 외교통상부청사에서 열리는 등, 정부의 대책이 뒤따랐으나, 6월 2일의 여론 조사에서는 대다수 국민들이 협상에 반대한 것으로 나타났다. 정부의 대응은 협상에 반대하는 촛불집회를 확대시켰다.

#### 명박산성 문제와 태극기 거꾸로 파문
그러나 세종로 충무공 동상 앞에 컨테이너 박스를 설치하고, 안국로 등 청와대로 진입할 수 있는 길목에도 총 60여 개의 컨테이너 박스를 설치하고 서로 용접한 후 바닥에 철심으로 고정시켜 바리케이트를 쳤다. 또한 컨테이너에 인화성 물질인 그리스를 칠하고 그 위에 대형 태극기를 붙였다. 그럼에도 불구하고 컨테이너에 칠한 그리스가 태극기에 묻어 지저분해지자 경찰은 촛불 집회 시작 전 부착했던 태극기를 떼었다. 또한 경찰은 컨테이너 뒤에 경고용 대형 스피커를 설치하여 시위에 대비하였다.
 이 시위로 인해 국제적인 비난을 듣게 되었고, 이어 한미 쇠고기 협상 논란 등에 휩싸이며 최저 7.4%의 지지율을 기록하기도 했다.
2008 베이징 올림픽 당시 한국선수들 응원 차 경기장을 방문했던 이명박 대통령이 들고 흔들던 태극기가 거꾸로 되어있었는데, 이 사진이 공개되어 우리나라 사람 맞냐는 등의 빈축을 사기도 했다.

#### 금강산 관광객 피격 사망 사건
더욱이 2008년 7월 11일 오전 4시 50분경(단, 일부 증언에 의하면 오전 5시 15분~20분 경) 조선민주주의인민공화국 금강산관광지구에서 대한민국 국적의 여성 관광객 박왕자(피격 당시 만 53세)가 규명되지 않은 이유로 조선인민군에 의해 총격을 받아 사망하는 사건이 일어났다. 피해자를 총격한 이유에 대해 조선민주주의인민공화국은 군사 경계지역을 침범하였다는 주장을 하고 있으나, 대한민국에서 요구하고 있는 진상규명을 조선민주주의인민공화국이 거부함에 따라 사건의 실제 경위는 밝혀지지 않았다. 이명박은 사건 당일 오후에 사건을 보고받았음에도 불구, 예정대로 대북 포용적인 내용의 국회 시정 연설을 하였다. 또한 현대아산측의 사전 대처 등에 대하여 문제가 있었는지를 확인하기 위해 대한민국 정부는 대대적으로 현대아산을 조사하기 시작하였다.

#### 새로운 성장 패러다임

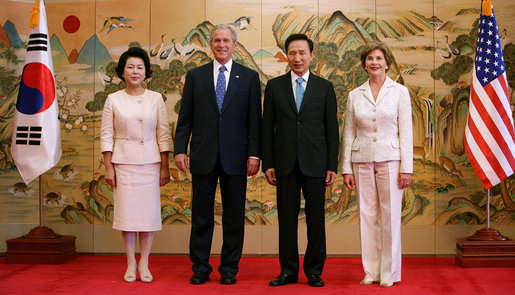
조지 W. 부시 미국 대통령과 함께 한 사진(2008년)

2008년 8·15 경축사를 통해 이명박 대통령이 기존 '747 성장'에 이어 새로운 성장 패러다임을 제시했다. 무조건적인 대기업 프랜들리 성장전략을 사실상 포기하고 미래에 무게중심을 둔 '지속가능한 성장'으로 방향을 전환하면서 친환경 성장전략을 내세웠다. 즉, 단기 고도성장에 대한 집착에서 탈피해 환경을 중시하는 녹색성장은 '온실가스와 환경오염을 줄이는 미래에 무게중심을 둔 지속가능한 성장'으로 신성장동력과 일자리를 창출하는 신국가발전 패러다임으로 설명되었으며 신자유주의를 기조로 출범한 정부임에도 불구하고 케인스주의자였던 미합중국의 대통령 루스벨트의 "뉴딜"이라는 용어를 빌려 "녹색 뉴딜"이라는 슬로건을 내세웠다. 그러나 일각에선 무늬만 녹색 성장이라는 분석도 나왔다.

#### 비상경제대책회의
2009년 1월 8일, 경제위기 조기극복을 위한 '비상경제대책회의'가 청와대에 설치되었다. 제1회 비상경제대책회의가 열린 이래로 수시로 개최되면서 친서민 소통창구와 현장대책회의로 운영돼 경제위기 극복에 상당히 공헌했다는 평가를 받는가 하면, 각 부처에서 다뤄야 할 미미한 안건까지 대통령이 직접 챙기면서 장관들의 재량과 자율이 줄고 안건의 긴장도가 떨어졌다는 평이 있다. 또한, 전시행정이라는 비판도 있다.

#### 용산 참사
2009년 1월 19일 오전 5시 33분 용산 4구역 철거민과 전국 철거민 연합회 회원 등 약 30여 명이 서울특별시 용산구 한강로 2가에 위치한 6층짜리 남일당 상가 건물 옥상을 점거하였으며, 경찰은 경비 병력으로 3개 중대 300여 명을 투입하였다. 검찰의 공소사실에 따르면, 철거민들은 옥상 건물 위에 망루(望樓)를 짓고 충분한 양의 가연성 물질인 시너를 바닥과 옥상에 준비하였고 화염병과 돌을 던지며 철거반에 저항하였으며, 경찰은 물대포를 쏘며 맞섰다. 철거민들은 서울시가 최소한의 보상도 없이 철거를 밀어붙이고 있다고 주장하였다.
1월 20일 오전 1시 22분, 철거민들이 던진 화염병으로 농성장 옆 상가 건물 가림막에 화재가 났으나 40분만에 진화되었고, 오전 6시 12분에 경찰은 철거민들에게 물대포 살수를 시작하였다. 6시 45분, 경찰은 건물의 옥상에서 농성하던 철거민들을 진압하기 위해 컨테이너에 경찰특공대 대원들을 태워 옥상으로 올려 보냈으며, 7시에 컨테이너가 옥상으로 올라가자 본격적인 진압이 시작되었다. 7시 20분에 특공대를 실은 두 번째 크레인이 올라가자 3층과 5층에서 불이 났고, 옥상에 있던 망루에도 불길이 번졌다. 7시 30분에서 40분 사이, 5층에서 3명이 불을 피해 창문가로 이동했다. 7시 45분에는 불이 붙은 망루가 무너졌고, 8시 30분에 소방관들이 옥상에 올라가 망루를 해체하였다. 11시 45분 경찰은 망루를 수색하여 사망자 5명(세입자 2명, 전철연 회원 2명, 경찰특공대 대원 1명)을 발견했으며, 23명(경찰 16명, 농성자 7명) 이 부상했다고 발표하였다. 12시 20분 농성자 시신 1구가 추가로 발견되었다.
이후 김석기 차기 경찰청장이 자진 사퇴하면서 과잉진압 논란은 일단락 지어졌다. 경찰 측에서는 경찰특공대의 진압 직전, 건물을 무단 점거하고 있던 한 농성자가 망루 계단에 인화물질로 추정되는 액체를 뿌렸다는 단서를 확보했다고 발표했다. 1월 27일 검찰 수사본부 관계자는 "망루 안에 있던 농성자가 경찰특공대 2차 진입 직전에 망루 2, 3층의 계단에 액체를 뿌리는 장면이 촬영된 동영상을 확보했다"라고 언론에 밝혔다. 하지만 그는 '아직 망루 화재의 발화 지점이나 직접적인 화인은 확인되지 않았'으며, '계단에 뿌려진 액체가 화재와 직접적인 관련이 있을 것으로 보고 이 물질의 정체를 확인 중'이라고 밝혔다. 여기에 대해 대한민국 대법원은 농성자들이 망루로 진입한 경찰 특공대원에게 던진 화염병의 불이 인화물질의 유증기에 옮겨 붙어 화재가 발생했던 것으로 판단했다.

### 취임 2년차(2009년 2월 ~ 2010년 2월)

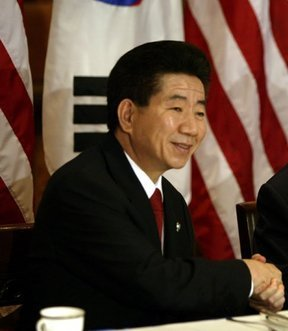
노무현 전 대통령

2009년 2월 이명박은 취임 1주년을 맞이했다. 그러나 2008년처럼, 이번에도 또 위기를 맞게 되었다. 3개월 뒤인 5월, 노무현 대통령이 서거한 것이다.
측근비리 등으로 수사를 받던 노무현 대통령이 자살하자 검찰과 정부에 의한 정치적 타살이 아니냐는 의혹이 제기되어 왔다. 검찰은 원칙대로 수사 하였다고 밝혔으나 논란은 가라앉지 않았고, 여론조사에서도 60%가 넘는 사람들이 이명박과 검찰의 책임이라고 응답하였다. 이러한 논란속에서 이명박 정부는 광장에 사람이 모이게 되는 것에 2008년에 있었던 촛불집회처럼 대규모 집회가 될 것을 우려하여 서울광장을 경찰병력을 이용하여 폐쇄하였다. 이러한 폐쇄는 노무현 영결식 전날까지 이어졌으며 서울광장에 노무현을 추모하러 온 사람들은 이해할 수 없다는 반응을 보였다. 심지어 덕수궁에 마련해놓은 분향소를 보수단체가 기습하여 훼손한 것을 경찰이 완전철거를 하여 크게 비판되기도 하였다. 이에 대해 SBS 편상욱 앵커는 나이트라인에서 "시민들 돈으로 월급 받는 경찰이 시민들이 설치한 덕수궁 분향소에서 천막을 빼앗았다. 추모 행사를 서울광장에서 열어야 한다는 여론이 70%에 달해도 경찰은 시민들 돈으로 산 버스로 광장을 봉쇄했다"며, "누구를 위해 왜 존재하는지, 실제로 경찰을 움직이는 분들은 다시 한번 생각해보길 바란다"라고 비판하기도 하였다. 강력한 항의가 빗발치자 노무현 영결식 당일날인 5월 29일에만 개방하고 또 다시 폐쇄하였다. 이처럼 광장의 개방에 극도로 민감하게 반응하는 정권에 대해 '광장 공포증'이 있다고 부르기도 하였다. 그러나 8월에 김대중의 서거때는 서울광장을 서슴없이 개방하였다는 점에서 모순된 서울광장 개방 정책에 대한 비판이 제기되기도 하였다. 또한 광장 개방에 폐쇄적이었던 서울시에 대한 비판도 제기되었으며, 서울시는 서울광장과, 광화문 광장의 사용 허가 조건을 엄격하게 바꾼 것으로 밝혀졌다. 당시 경찰이 버스를 이용해 명박산성으로 추모자들을 막은 것에 대해 2011년 7월 헌법재판소는 "국민의 행동자유권을 침해해 위헌"이라고 판결했다.
이러한 가운데 2009년 6월, CBS 라디오 프로그램인 《시사자키》에서 진행자인 김용민 전 한양대학교 교수는 이명박의 정적에 대한 살해 행위에 대한 비판과 그에 따른 이 대통령의 비참한 최후를 이야기 한 후 "여기서 말한 이 대통령은 이승만이다. 현재까지는…."이라는 말로 이명박을 우회적으로 비판하였다. 이 여파로 이명박의 지지율이 떨어지기도 했다.

#### 행정 분야 개편
이명박 정부는 행정의 질과 효율을 높이기 위해 행정구역 통합 및 개편을 추진하였다. 대통령직 인수위원회에서 발표했던 '5+2 광역 경제권' 전략, 광역시 체제로의 개편 및 지방 공무원 구조조정, 불필요한 예산 절감 등이 그 내용이다. 이명박 대통령은 2009년의 8.15 광복 경축사에서도 "낡은 행정구역이 지역주의를 심화시키고 효율적인 지역 발전을 가로막는 벽이 되고 있다"라면서 다시 한번 행정구역 개편에 대한 의지를 밝혔다. 창원, 마산, 진해 등의 지역이 2009년 12월 11일에 통합 의사를 밝히는 등 행정구역 통합 및 개편이 활성화되었다.
하지만 일부 행정구역 개편에 대해서는 졸속 추진 논란, 충분한 사전 검토 및 여론 수렴 없는 추진 등에 대해서는 논란을 불러 일으켰다. 또한 정부의 현재 행정구역 개편이 오히려 지방자치를 약화 시킬 것이라는 분석과 주민 자율 의지의 반영을 강조하는 의견도 나왔다. 또한 대선시절 내세웠던 '작은 정부' 공약과는 달리 행정구역 개편만 했을 뿐 공무원 숫자는 오히려 8만 1219명 늘리기로 하였으며, 정부 총 예산도 이명박 취임 이후로 한해도 줄어든적 없이 꾸준히 증가한 것으로 드러났으며, 공무원 의사 결정 편파성 순위도 22위에서 84위로 하락, 정부 지출 낭비도 33위에서 71위로, 정책결정 투명성도 44위에서 111위로 추락했다.

#### 특별 사면
이명박은 "부정부패와 함께 갈 수 없다"고 말하는 등 부패문제를 강조해왔으나 각종 부정부패 및 범죄를 저지른 측근 정치인들을 대거 사면복권 시킨 후 2008년 8월, 8.15 사면을 마지막으로 임기중 사면은 없을 것이라고 거짓 선언 하고 이듬해인 2009년 12월 29일 이건희에 대해서 대한민국 역사상 유례가 없는 단독 사면을 단행하였다. 평창 동계올림픽 유치를 위해 이건희의 노력이 필요하다는 삼성측의 주장을 받아들여 사면한 것이지만, 정작 이건희는 삼성 특검 당시 배임, 탈세 혐의로 유죄를 선고받았다는 이유로 IOC 위원 자격을 박탈당해 사면의 명분조차 사라졌으며, 대한민국 재벌 1위 이건희에 대한 특혜라는 비판을 받았다. 또한, 부정 및 비리 혐의로 구속되어 수감중이던 친형 이상득(前국회의원), 최시중(前 방송통신위원장) 및 다른 이명박 대통령의 측근들을 퇴임 한달 여를 앞두고 갑자기 사면하여 지탄을 받기도 했다. 참고로 이 사면을 받기 위해선 刑이 확정 된 이후라야 하는데 이들은 사면 대상에 포함되기 위해 모두 직전 연말에 항소하지 않고 죄를 인정하는 편법을 저질렀다.

#### 권총 협박 사건
2009년 12월 1일 이명박은 박근혜 의원에게 "나도 지난 대선 때 어느 괴한이 권총을 들고 집에까지 협박을 하러 와서 놀란 적이 있는데, 경호원들이 붙잡고 봤더니 큰 문제가 되지 않을 것 같아서 경찰에 신고도 하지 않고 그냥 돌려보냈다"라고 말해 대통령 후보때 권총협박을 받은 적이 있다고 밝혔다.
이명박의 최측근인 강승규 한나라당 의원은 "내가 알고 있는 내용" 이라며 "주방 아주머니가 받은 전화에 '탕탕탕' 총소리를 내며 협박을 한 것" 이라며 이명박의 진술이 과장되었다고 주장하여 문제가 되었다.
이에 대해 박선영 자유선진당 대변인은 "거짓말이 아니라면 분명 또 다른 권총 협박사건이 있었을 것이다. 그렇다면 그 권총의 행방을 추적해야 한다. 협박범으로부터 권총을 압수했다면 경찰에 신고도 하지 않았으므로 불법 무기소지죄에 해당하는 것이고, 권총을 압수하지 않았다면 추후범행을 방조한 결과가 된다"며 권총협박사건의 진실을 가려내야 한다고 주장했다.
청와대는 2009년 12월 4일 브리핑을 통해 자유선진당 박선영 대변인이 이명박 대통령의 '권총 협박' 발언을 날조된 거짓말이라고 비판한 데 대해 유감을 표시하며 사과를 공식 요구했다. 김은혜 청와대 대변인은 "박 대변인이 사실에 근거하지 않은 떠도는 이야기를 확인도 거치지 않은 채 논평을 낸 데 대해 유감스럽게 생각한다."며 "공당 대변인의 도리가 아니며, 사과해야 할 사안."이라고 밝혔다.

### 취임 3년차(2010년 2월 ~ 2011년 2월)
이 시기에 북한의 무력 도발로 남북 관계가 급격하게 냉각되기도 했다. 그러나 다른 한편으로는 G20정상회의를 열기도 했다.

#### 천안함 피격 사건

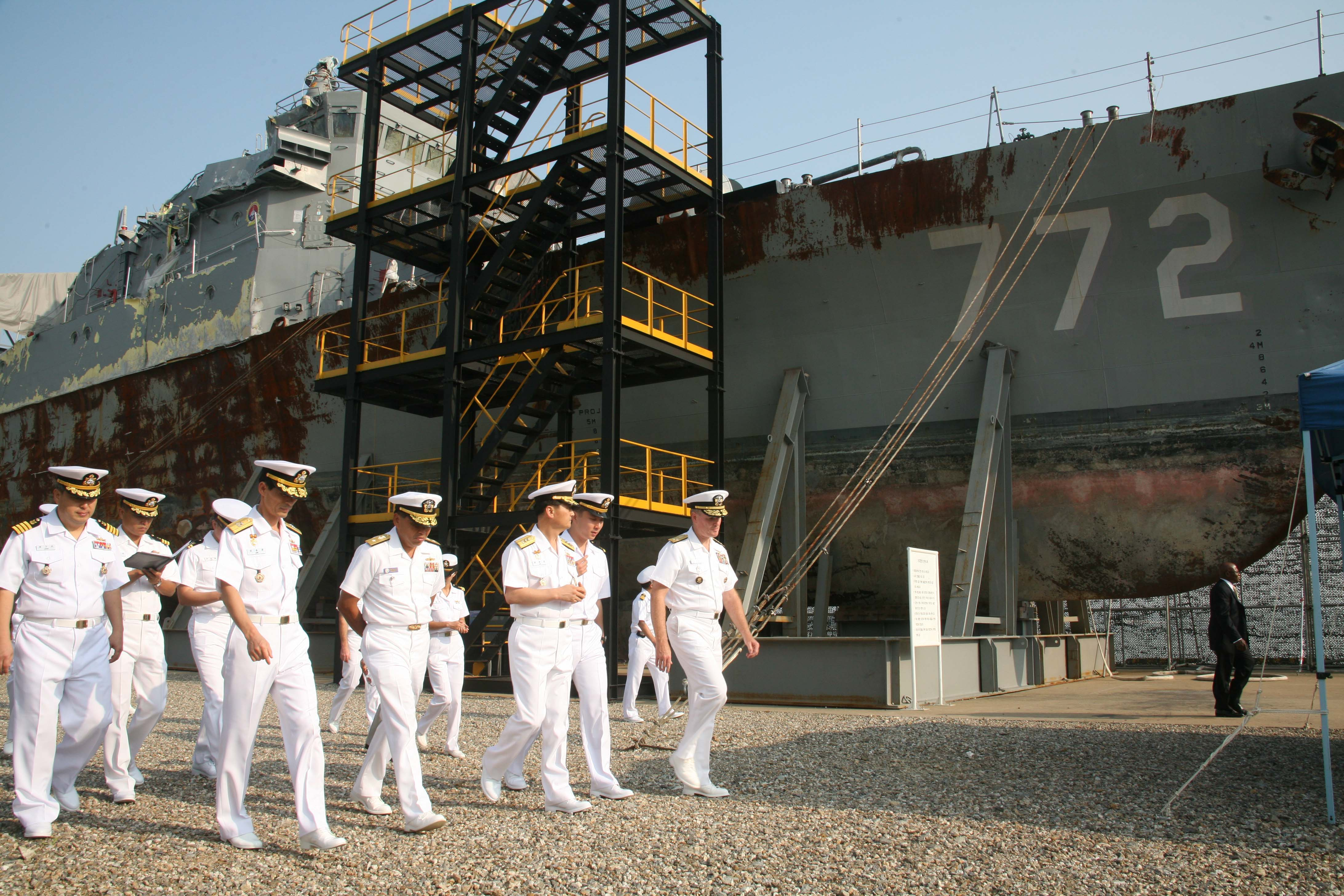
평택 제2함대 사령부로 옮겨진 천안함, 2010년 9월 13일 한미 해군 장성들이 피격된 천안함을 둘러보고 있다.

2010년 3월 26일, 백령도 근처 해상에서 대한민국 해군의 초계함인 PCC-772 천안이 침몰되는 사건이 일어났다. 대한민국 정부에서 발표한 이 사건의 공식 명칭은 "천안함 피격 사건"(天安艦被擊事件)이다. 북한 정찰총국 소행으로 보고 있다. 이 사건으로 대한민국 해군 병 40명이 사망했으며 6명이 실종되었다. 대한민국 정부는 천안함 침몰 원인을 규명할 민간·군인 합동조사단을 구성하였고, 대한민국을 포함한 오스트레일리아, 미국, 스웨덴, 영국 등 5개국에서 전문가 24여 명으로 구성된 합동조사단은 2010년 5월 20일 천안함이 조선민주주의인민공화국의 어뢰공격으로 침몰한 것이라고 발표하였다. 이러한 조사 결과 발표는 미국과 유럽 연합, 일본 외에 인도 등 비동맹국들의 지지를 얻어 국제 연합 안전보장이사회의 안건으로 회부되었으며. 안보리는 천안함 공격을 규탄하는 내용의 의장성명을 채택하였다. 그러나 조선민주주의인민공화국이 자신들과 관련이 전혀 없다고 주장하고, 중화인민공화국과 러시아가 반대하면서 조선민주주의인민공화국을 직접적으로 비난하는 내용에 이르지는 못했다. 조선민주주의인민공화국은 대한민국의 조사 결과에 대해 "특대형 모략극"이라며 사고 지점 근처에서 암초가 많다는 점을 들며 좌초한 것이라고 주장했다. 천안함의 침몰에서 인양, 조사 발표까지 대한민국 사회와 주변국의 관심을 끌었으며, 천안함의 침몰 원인을 규명하는 과정에서 언론과 각계 인사들을 통해 다수의 가설 또는 의혹들이 제기되기도 하였다. 이 사건으로 인해 남북간의 긴장이 고조되었으며, 대한민국에서는 침몰 원인에 대해 각기 다른 해석으로 갈등을 빚기도 했다.

#### 국무총리실의 민간인 사찰 사건

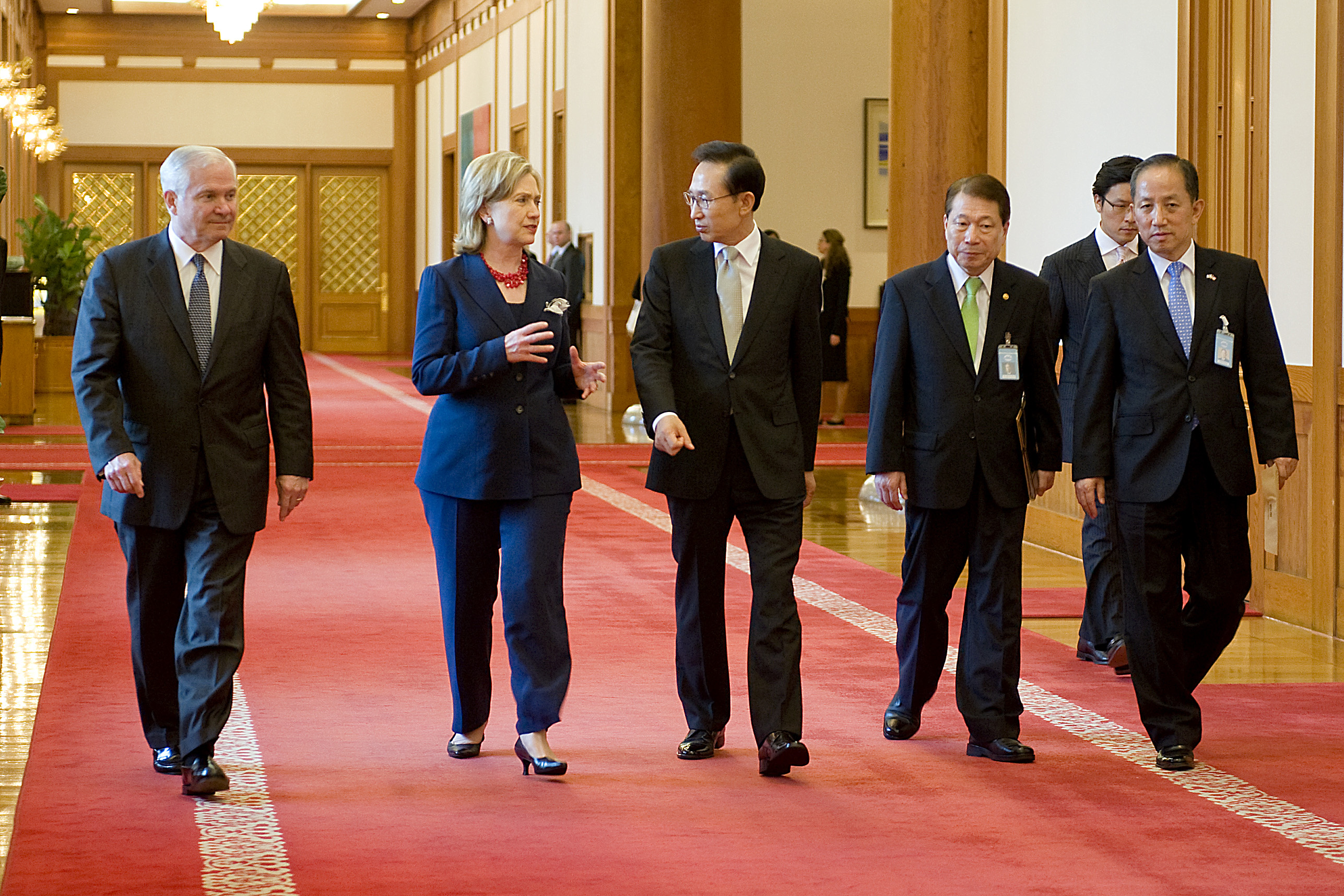
2010년 7월, 힐러리 클린턴 미국 국무장관 등과 함께 한 이명박

2010년 6월 29일 MBC PD수첩은 영화 식코의 패러디인 쥐코 동영상을 올렸다는 이유로 2008년 당시의 국무총리실의 조사를 받은 김종익 KB 한마음 대표의 이야기를 다루었다. 이 보도를 배경으로 사건이 확장되었다. 국무총리실은 한국노총 간부도 미행한 사실이 드러나면서 사찰 범위에 대한 논란도 불거졌다.
사찰 사실은 청와대에서 사찰을 담당하는 부서인 '민정수석실'이 아닌 고용노사비서실에 보고 되었다는 의혹이 제기되었으며 민정수석실과 이영호 고용노사비서관과의 갈등도 있었던 사실도 드러났다.
경북 포항·영일 출신 중앙부처 5급 이상 공무원들의 모임인 영포회도 개입한 정황이 드러났으며, 권력 다툼으로 비화될 조짐을 보이고 있다. 민주당은 "청와대 개편안을 작성해서 박영준 차장이 청와대 들어오겠다고 하니까 이걸 막자고 하는 것"이라고 주장했다. 하지만 한나라당은 "이번 사건은 권력형 게이트가 아닌 일부 공직자의 잘못된 행동이 부른 개인적 사건"이라고 주장했다. 이후 청와대가 국무총리실에 대포폰을 지급했다는 사실이 드러나고, 검찰이 이를 숨기려 했다는 정황이 드러나면서 야당과 시민단체들의 비판이 거세졌다. 이후 청와대 민정수석실에 보고했다는 사실이 드러나면서 몸통논란이 점점 청와대로 집중되고 있었다.

#### 연평도 포격 사건
2010년 11월 23일 오후 2시 30분 경, 조선민주주의인민공화국이 대한민국의 대연평도를 향해 포격을 가하는 사건이 일어났다. 이에 대한민국 해병대 소속의 연평 부대는 피격 직후 대응사격을 가하였으며 대한민국 국군은 서해 5도에 진돗개 하나를 발령한 뒤 북한의 도발임이 명확해지자 전군으로 진돗개 하나를 확대 발령하였다. 이 사건으로 인해 대한민국의 해병대원 전사 2명(서정우 하사, 문광욱 일병), 중경상 16명, 민간인 사망 2명(김치백, 배복철), 중경상 3명의 인명 피해가 있었고 시설 및 가옥 파괴로 막대한 재산 피해를 입었다. 조선민주주의인민공화국의 인명피해 규모에 대해서는 10~30여 명 정도로 추정하고 있으나 정확한 수는 확인되지 않았다. 조선민주주의인민공화국이 '포격으로 대한민국 영토를 직접 타격하여 민간인이 사망한 것'은 한국 전쟁 이후 이번이 처음이어서 국제 사회의 큰 관심을 불러모았으며, 중화인민공화국을 제외한 전 세계의 각국 정부는 조선민주주의인민공화국의 도발을 규탄했으나, 조선민주주의인민공화국은 대한민국에 책임을 넘기며 정당한 군사적 대응이라 주장했다. 천안함 침몰 사건 이후 8개월만에 벌어진 사건으로 이로 인해 남북간의 갈등이 더욱 심화되었다.

### 취임 4년차(2011년 2월 ~ 2012년 2월)
2011년 3월 일본에서 대지진이 발생했다. 3월 11일 오후 6시 30분부터 긴급대책회의를 소집하고 한국인 교민의 피해 파악, 일본 지원 방안, 이번 사태로 인한 대한민국의 영향 등을 논의하였다. 또한 이명박 대통령은 아랍 에미리트 순방 중에서도 3월 13일 아부다비 유전 개발 참여 기자회견 초반에 "일본이 겪고 있는 엄청난 재난에 일본 국민에게 애도와 위로의 뜻을 전"한다는 입장을 공개 발표했으며,, 이어 3월 14일에는 현지 교민 간담회에서 "세계 모든 나라가 재난을 입은 일본에 관심을 갖고 협력해야 한다"며 "우리는 일본과 가까운 이웃이므로 더 적극적으로 협력해야 한다"고 재차 협력 의지를 강조했다. 또한 소방방재청은 3월 12일 선발대로 119 대원 5명과 개 2마리를 보낸 이후 3월 14일 102명의 대원을 추가 파견하였다.(동일본 대지진에 대한 대한민국의 논란 참고)
대한민국의 이명박 대통령은 한중일 정상회의에 참석하기 위해 일본을 방문하였고, 5.21 일본 미야기(宮城)현 센다이(仙臺)시와 후쿠시마(福島)현 후쿠시마시 일대의 대지진 피해 지역을 방문, 이재민들을 위로하고 피해를 당한 우리 동포들과 간담회를 가졌다. 이어 이명박 대통령과 원자바오 중국 총리, 간 나오토 일본 총리는 22일 제4차 한·중·일 정상회의에서 공동선언문과 부속문서를 채택했다. 3개국 정상은 최근 일본 대지진으로 인한 후쿠시마 원자력발전소 위기를 진단하고, 원자력 안전 협력, 재난관리 협력, 재생에너지·에너지 효율성 제고를 통한 시속성장 협력 등 공동 협력방안을 채택했다.

#### 아덴만 선원 구출
삼호주얼리호가 인도양 해역에서 해적들에게 납치되었다. 그간 매번 몸값 지불 형식으로 선원들을 구출하다 보니 선박이 피랍될 때마다 몸값은 계속 올라갔고, 비공식 협상 기간도 길어지자 정부는 그간 협상을 통해 몸값을 지불하던 관행을 깨고 2011년 1월 21일 군사작전을 통해 구출작전(작전명 '아덴만 여명작전')에 나서 총격전으로 해적을 제압하고 선박을 장악했다. 구출 작전 과정에서 해적 13명 가운데 8명은 사살되고 5명은 생포됐다. 이명박 대통령은 "해적과는 타협하지 않는다는 선례를 이번에 우리가 만들어야 한다"며 우리 국민의 생명과 재산을 지키는 단호한 모습을 보임으로써 같은 사건이 다시는 되풀이 되지 않아야 한다는 점을 강조했다. 정치권은 일제히 군의 노력을 치하했다. 아울러 테러와 타협하지 않는다는 국제 사회의 원칙을 재확인했다는 점을 높이 평가했다. 그러나 진보신당은 "선원 모두를 구출했다니 다행한 일"이라면서도 "선장이 총상을 입고 해적 8명이 사살되는 인명 피해가 발생한 것은 유감스러운 일"이라고 말했다. 외신들도 "대담하고도 보기 드문 이 공격이 한국에 깜짝 놀랄 성공을 안겼다", "한국 특수부대가 높은 파고를 뚫고 드라마틱한 구출 작전을 벌였다"등으로 대한민국군의 대응을 평가했다.

### 취임 5년차(2012년 2월 ~ 2013년 2월)
2012년 4월 총선거가 치러졌다. 이 선거 역시 지난번 총선(2008년 총선)때와 마찬가지로 새누리당이 1당이 되었다. 그러나 서울특별시 강남을 선거구에서 일부 투표함에서 투표봉인이 제대로 되지 않아, 현재 중앙선거관리위원회측에서는 문제가 없는 투표함에 대해 개표를 하였지만 정동영 민주통합당 후보와 민주통합당 측은 중단을 요구하였다.

#### 청와대 제2집무실과 국회 분원 설치 주장
2012년 6월 28일 민주통합당 충청권 시ㆍ도당 위원장 등이 공동성명을 내고 "세종특별자치시에는 국무총리실을 비롯한 9부2처2청 등 16개 중앙행정기관과 20개 소속기관, 16개 국책연구기관이 이전한다"며 "따라서 효율적인 국정운영과 의정활동을 위해 청와대 제2집무실과 국회 분원을 반드시 설치해야 한다"고 주장했다.
성명에는 이상민 대전광역시당 위원장, 이춘희 세종특별자치시당 위원장, 홍재형 충청북도당 위원장, 박수현 충청남도당 위원장, 이해찬, 박병석, 변재일, 오제세, 노영민, 양승조, 박범계, 박완주 의원이 서명했다.
2012년 9월 10일 민주통합당 소속 김선무 세종특별자치시의원이 시의회 본회의장에서 "세종특별자치시를 세계적인 명품도시로 만들기 위해 청와대와 국회를 세종특별자치시로 이전할 것"을 촉구하는 내용의 성명을 발표하였다.
2012년 9월 11일 전국시도의회의장협의회 소속 시·도의회 의장들이 충청남도 아산시 온양관광호텔에서 제2차 정기회를 열어 청와대 제2집무실과 국회 분원의 세종시 이전을 촉구하는 성명을 발표하였다.

#### 임기 후반

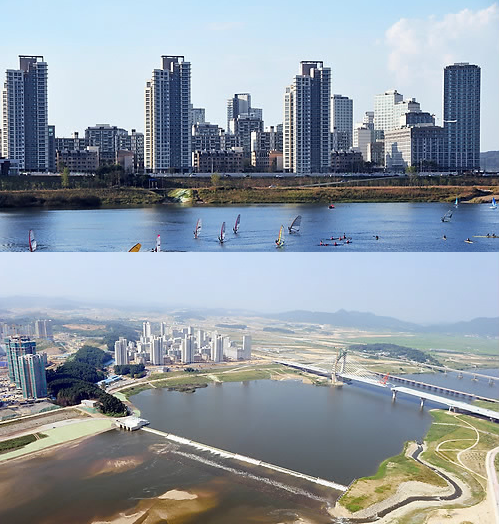
세종특별자치시

2012년 7월 1일에 세종특별자치시가 출범하였다. 옛 충청남도 연기군 전체와 공주시 일부, 충청북도 청원군 일부를 편입하여 만든 것으로, 이름은 조선 제4대 왕인 세종에서 따왔다. 하위 행정구역에 시군구를 두지 않는 단층제 자치단체이므로 기초자치단체의 기능을 병행하는 광역자치단체이다. 행정중심복합도시건설청은 대평동에 있고, 시청 소재지는 보람동(옛 금남면 호탄리)으로 계획되었다.
한편 2012년 8월 이명박은 독도를 방문하였다. 국가원수로서는 처음이었고, 역사적인 순간이기도 했다. 그는 "대한민국의 남단은 마라도, 서해에는 백령도가 가장 끝"이라 말했으며 "동해 동단에 있는 게 독도인데 동단을 잘 지켜달라"고 말했다. 또한 "환경이 파괴되지 않도록 친환경적으로 해줄 것"을 부탁하였고 "독도는 자연 그대로 잘 지켜야 한다. 경비도 해야 하지만 환경도 잘 지켜야 한다"고 당부했다.

#### 퇴임
2013년 2월 24일, 이명박은 17대 대통령 임기를 마치고 서울 강남구 논현동의 사저로 돌아갔다. 이명박의 공식적 임기는 2월 25일 자정까지였다. 이명박의 후임으로 대한민국 18대 대통령이 된 사람은 18대 대선에서 당선된 같은 당의 박근혜다. 박근혜는 2007년 한나라당(현 새누리당) 대통령후보 경선에서 이명박에게 패했으나, 2012년 새누리당 대통령후보 경선에서 1위를 한 뒤, 대선에서 당선된 바 있다.
2013년 2월 25일, 이명박은 5년의 임기를 마치고 정식으로 퇴임했다

## 퇴임 이후

### 퇴임 직후
2013년 2월 24일 논현동 사저로 돌아갔으며 2월 25일 박근혜의 취임식에 참석하였다. 2013년 3월 5일, 이명박은 배임 등의 혐의로 고발됐다.
그는 참여연대에게 이명박을 내곡동 사저 의혹과 관련해 특정경제범죄가중처벌법 위반 혐의로 서울중앙지검에 고발당했다. 이들은 고발장에 "이 전 대통령이 내곡동 사저부지 매입과정에서 김인종 전 청와대 경호처장과 김태환 전 경호처 행정관에게 국가예산에 손해를 입히도록 업무상 배임을 지시했거나 방조했다"고 주장했다. 이들은 또한 적어도 3차례 이상 사저부지 매입과 관련된 보고를 받았고, 사저부지 명의를 아들 이시형 명의로 하라고 지시한 사실이 특검 등의 수사를 통해 드러났다고 주장했다.
한편 부인인 김윤옥은 부동산실명거래법 위반 혐의로 고발되었고 아들인 이시형은 부동산실명거래법 위반 및 조세범처벌법 위반 혐의로 고발되었다. 참여연대는 이들에 대해서 "이명박 전 대통령 내외가 기거할 사저 부지를 이시형 명의로 산 것은 부동산 실명제 위반"이라고 주장하며 "이상은 다스회장에게서 부지매입자금 6억원을 받은 것은 사실상 이명박의 증여자금일 확률이 높다"고 지적했다.
참여연대 관계자는 "대통령은 재임 중 형사소추를 할 수 없고 이명박도 내곡동 사저부지 문제와 관련하여 공소권이 없거나 수사대상에서 제외됐다"며 "이명박이 퇴임한 만큼 검찰의 철저한 수사가 필요하다"고 주장했다. 앞서 이광범 특검은 지난해 김인족 전 청와대 경호처장 등 3명은 불구속 기소하고, 이시형에 대해서는 무혐의 처분을 하면서도 증여세 탈루부분에 대해 국세청에 통보했다.

### 캄보디아 총리 경제고문

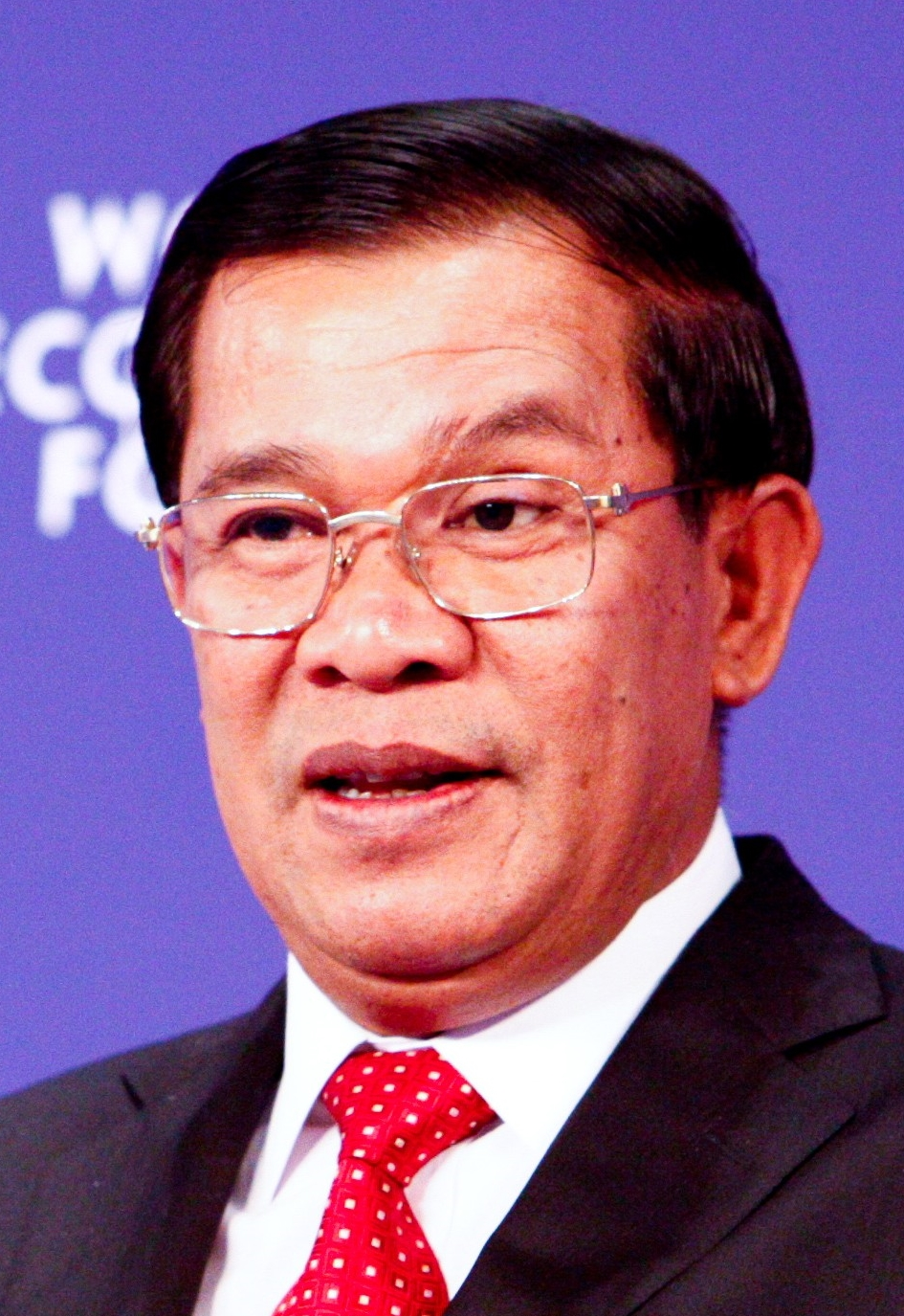
훈 센 캄보디아 총리.

캄보디아 훈 센 총리는 이명박이 그의 경제 고문이 되었다고 밝혔다. 훈 센 총리는 전국녹색성장위원회 출범식에서 "이제 한국의 이명박 전 대통령이 다시 나의 고문이 됐다"면서 "그는 대통령에 당선되기 전 나의 고문이었다"고 덧붙였다. 이명박은 2000년부터 2007년까지 훈 센 총리의 경제고문을 한 번 맡은 적이 있었으며, 훈 센 총리는 외국인 투자자들을 캄보디아로 유치하는데 도움을 줬다고 말한 적 있다.

### 권리당원 자격 말소
퇴임 후 당비를 내지 않아 2014년 7월 14일에 있는 새누리당 전당대회 때 투표권을 행사하지 못하는 것으로 알려졌다. 권리당원은 월 2000원의 당비를 매달 납부해야 하는데 납부가 되지 않아 권리당원 자격이 말소된 일반당원이 된 것이다.

### 새누리당 탈당
2017년 1월 1일 새누리당을 탈당한다고 밝혔다.

### 뇌물수수·횡령 등으로 형사처벌
2018년 3월 19일 검찰은 뇌물수수, 횡령, 배임, 조세포탈 등 혐의로 이명박에게 구속 영장을 청구했다.
2018년 3월 22일 오후 11시 6분께 서울중앙지검이 청구한 이 전 대통령의 구속영장이 발부되어 서울동부구치소에 수감되었다. 이 전 대통령은 전두환·노태우·박근혜 전 대통령에 이어 대한민국 헌정사상 네 번째로 부패 혐의로 구속된 대통령으로 남게 됐다.
자신의 재판에서 건강 문제를 호소했으나 '특혜라는 오해를 받고 싶지 않다'며 외부 진료를 거부해왔으나, 2018년 7월 30일 구속 4개월만에 당뇨 및 수면 무호흡으로 서울대병원에 입원하였다.
2018년 9월 6일, 다스 실소유주로 349억원대 비자금을 조성한 혐의 등으로 재판에 넘겨진 이명박 전 대통령에게 검찰이 징역 20년 중형에 벌금 150억원을 구형했다. 이후 2018년 10월 5일 1심을 맡은 서울중앙지법은 16가지 공소사실 중 7가지를 유죄로 인정하여 징역 15년, 벌금 130억 원을 선고하였다.(서울중앙지방법원2018고합340)
2020년 2월 19일 항소심 공판에서 징역 17년 구형으로 다시 구속되어 6일간의 옥고를 치른다.(서울고등법원2018노2844)
2020년 11월 2일에는 징역 17년이 확정되며 재수감된다.

## 범죄전력
2018년 3월 19일 서울중앙지방법원 영장전담 재판부에 제출한 구속영장 청구서의 ‘범죄전력’란에는 이명박을 가리켜 ‘지난 1996년 10월 같은 법원에서 선거법 위반과 범인도피죄로 400만원 벌금형을 받은 것을 비롯해 총 11회 형사처벌을 받았다’고 적시됐다.

### 건축법 위반
현대건설 상무로 재직하던 1969년 12월~70년 5월 서울 용산구 용산동 6가 69의 14 매머드빌딩 부지에 중기공장차고 7동을 무허가로 건축했다. 1972년 '건축법 위반' 혐의로 공개 수배된 뒤 구속되었다.

### 노조설립방해
지난 2007년 한나라당 대선 경선 당시, 현대건설 전직 노조위원장 출신인 서정의 씨는 "1988년 현대건설 노조추진위원장 납치 사건의 총책은 당시 회장으로 있던 이명박"이라고 폭로하면서 당에 관련자료를 제출하고 대선 후보 검증 차원에서 조사를 의뢰했다. '현대건설 노조추진위원장 납치 사건'은 노조 설립을 주도했던 서정의 씨가 88년 5월 6일부터 5일간 목포로 피랍돼 감금당한 사건이었다. 검찰 조사 결과, 서 씨의 납치는 당시 현대건설 최 모 이사와 강 모 부장이 조직폭력배에게 납치를 청부했고, 그 대가로 2000만 원을 지불한 것으로 드러났다. 당시 회장이었던 이명박은 납치에 직접 관련은 없지만 '노조 설립 방해' 혐의로 500만 원의 벌금형을 받았다.

### 직원 원직 복직 명령 불이행
1991년 6월 14일 서울지방노동청은 근로기준법위반 혐의로 이명박을 불구속 입건했다. 이명박 현대건설 대표이사는 서울지방노동위원회로부터 부당전직임을 판정받은 직원에 대해 두 차례에 걸쳐 원직복직명령을 받았음에도 불구하고 이를 이행하지 않은 혐의를 받았다.

### 영포빌딩 불법 용도 변경
1992년 7월 8일 서울지방검찰청 형사1부(한무근 검사)는 건축법위반 혐의로 이명박을 벌금 1천만원에 약식기소하였다. 이명박은 서울 서초구에 위치한 자신 소유 건물인 영포빌딩의 2층과 5층이 근린생활시설로 허가되었음에도 불구하고 사무실로 사용해왔고, 지하 주차장 2백여평도 창고로 용도 변경하여 사용해왔다.

### 선거법 위반과 범인 도피
1996년 15대 총선에서 이명박은 '대한민국 정치 1번지' 서울 종로에 출마하여 노무현, 이종찬 후보 등을 누르고 당선됐다. 이로써 그는 14대 국회에 여당의 비례대표 의원 (25번)으로 들어오면서 'CEO 출신 정치 신인'이라는 딱지를 떼게 됐다. 그러나 그해 5월 11일 각 후보의 선거비용 액수가 공개되면서 사람들은 이해할 수 없다는 반응을 보이기 시작했다. 여야 4당 후보 중 신고 재산액(2억 6천만 원)이 가장 적었고 최하위 득표를 기록한 김을동 자민련 후보가 4명 중 가장 많은 선거비용(9,255만 원)을 신고했기 때문이다. 2위는 노무현 민주당 후보(7,271만 원)였고, 이명박 신한국당 후보(7,149만 원)와 이종찬 새정치국민회의 후보(6,819만 원)가 각각 그 뒤를 이었다. 당시 이명박은 262억 원가량의 재산을 가진 재력가였고, 그가 후보 중 가장 공세적인 선거 운동을 전개했다는 평이 많았다. 그런데도 그가 3∼4위 후보보다 적은 비용을 신고하자 뒷말이 나오게 된 것이다. 특히 노무현 후보는 이명박의 신고액에 대해 "한 마디로 코미디"라며 "더 이상 할 말이 없다."라는 반응을 보였다.
총선 당시 이명박의 선거 기획을 담당했던 김유찬이 넉 달 후인 9월 10일 새정치국민회의 당사에서 "이명박이 총선 당시 전화 홍보 및 각종 행사 비용 등으로 6억 8천만 원을 썼고, 이 중 3,800만 원가량의 영수증을 가지고 있다."라고 폭로하였다.
검찰 수사 결과, 당시 국회의원 6급 비서관이었던 김유찬은 이명박이 국회의원 재선에 성공하자 5급 비서관으로 승진시켜 달라고 요구했으나 거절당하자 이종찬 새정치국민회의 부총재에게 이명박의 선거법 위반 사실을 제보한 것으로 밝혀졌다.
이명박은 사건 초기부터 혐의를 완강히 부인했다. 고려대 후배로서 이명박의 '자문 역할'을 자임했던 홍준표 의원도 "후보 또는 회계 책임자 등이 금품 전달을 지시한 사실이 밝혀지지 않는 한 당선 무효까지 이어지지는 않을 것"으로 내다봤다.
그러나 종로구의 법정 선거 비용이 9,500만원이었기 때문에 김유찬의 주장이 사실로 드러나면 이명박은 선거법 위반으로 의원직을 잃을 게 분명했다. 한편으로, 공소시효 만료일 (1996년 10월 10일)만 넘기면 이명박이 의원직을 유지하는 것도 어렵지 않은 상황이었다.
그러나 1996년 10월 9일 이명박은 형법상 범인 도피 및 공직 선거법 위반 혐의로 불구속 기소되어 1997년 9월 11일 1심에서 법정 선거 비용 초과 지출 및 범인 은닉 혐의에 대해 유죄 선고를 받았다. 유죄 선고로 말미암아 국회의원 자격을 잃기 직전인, 이듬해 2월 21일 한나라당 서울시장 후보 경선 출마를 선언하며 의원직을 사퇴했다. 이명박은 1998년 4월 28일 서울고법에서 열린 항소심에서도 선거법 위반 혐의로 벌금 400만 원, 김유찬의 해외도피 혐의로 벌금 300만 원을 각각 선고받았다. 이명박은 "서울고법의 항소심 선고는 법적 판결이라기보다는 정치적 판결로 도저히 승복할 수 없다."라며 서울시장 경선 출마를 포기했다.

### 뇌물수수 등
다스 349억원 횡령 및 소송비 119억원을 삼성전자가 대납하는 등 횡령·뇌물 상납 혐의로 2020년 2월 19일 징역 17년, 벌금 130억원, 추징금 57억 8천여만원을 선고받았다.
2020년 10월 29일 징역 17년, 벌금 130억원, 추징금 57억 8천여만원의 원심 판결이 확정되었다.
2020년 11월 2일 이후로 경기도 안양시 동안구 호계동 안양교도소에 수감 중이다.

## 평가
정부 출범 후 6개월 간은 전 세계적으로 석유를 비롯한 원자재 값 급등, 미국 발(發) 금융 위기를 비롯한 각국의 금융불안 등의 악재로 만족할 만한 성과를 거두지 못하였고, 물가 상승과 함께 쇠고기 수입 협상과 촛불 시위 등에서 드러난 소통의 문제는 정부에 대한 국민의 신뢰도를 하락하게 하는 원인이 되었다. 하지만 '친서민 정책' 및 '중도 실용' 정책을 통한 국정기조 변화를 통해 지지율 반전을 이루기도 했다.
뉴라이트의 주류세력은 70~80년대 노동 및 학생운동권이 이끌어 나가면서 이 대통령의 개혁적 색채를 보강해 줬다. 하지만 집권이후 이들은 일부 인사를 제외하고 권력에서 소외됐다. 또한 "이 정부는 철저히 특정 인맥과 학맥, 지연으로 구성돼 합리적인 보수세력을 배제했다"며 "이 대통령은 올드라이트의 아류에 불과하다"라고 평가했다.
2010년 교수신문이 매년 전국의 대학교수 200여명을 대상으로 뽑는 '올해의 사자성어'에서 장두노미(藏頭露尾)가 선정되었다. 장두노미는 머리는 숨겼지만 꼬리는 숨기지 못하고 드러낸 모습을 뜻하는 말로 쫓기던 타조가 머리를 덤불 속에 처박고서 꼬리는 미처 숨기지 못한 채 쩔쩔매는 모습에서 생겨난 사자성어로써 4대강 사업 논란, 천안함 침몰, 국무총리실의 민간인 불법사찰, 영포회 논란, 한미 FTA(자유무역협정) 협상, 예산안 날치기 처리 등 많은 사건이 있었지만 그때마다 정부는 국민을 설득하고 의혹을 깨끗이 해소하려는 노력보다 오히려 진실을 감추려는 모습을 비유한 말이다. 또한 2010년 12월, 이명박 정부의 취임 3년을 맞이하여 정치권의 평가가 나왔으나 여야의 평가가 엇갈렸다. '한나라당은 공정사회'라는 화두를 던지고 이를 실현하기 위한 노력을 기울였는데 이에 대해 긍정적인 평가를 내렸다. 그러나 한나라당 정두언 의원은 "잃어버린 10년’이라고 공격해 정권을 되찾아 놓고는 더 잃어버렸다"라며 "1970년대 같은 분위기로 정치가 후퇴했다"라며 혹독한 평가를 내려 여당에서도 비판이 제기되기도 했다. 민주당 차영 대변인은 "현 정부는 민주주의와 한반도 평화 등 민주정부가 10년 동안 이뤄낸 성과를 모조리 탕진했다"라며 혹평했다. 자유선진당은 "이명박 대통령 당선 3년은 자화자찬의 3년이었고, 절차적 정당성과 의회 민주주의를 무시한 오만과 독선의 3년이었다"라고 평가했다.
2010년 12월 4일 중앙일보에서 조사한 여론조사에 따르면 이명박 정부의 정치발전 긍정평가는 44.1%였으며, 경제발전은 47.1%의 긍정 평가를 받았다.
2011년 1월 이명박 정부의 경제정책 평가를 내려달라는 여론조사 결과 A학점이 14.6%, B학점이 21.9%, C학점 22.1%, D학점 14.3%였다. F학점을 준 응답자가 27.1%로 가장 많았다.
2011년 8월 전문가들을 상대로 이명박정부의 공정사회 분야에 대한 여론조사를 실시했다. 그 결과 '공직자 부패고리 차단', '공정·투명한 금융시장 규율 확립', '서민 금융피해 방지·구제 강화' 부문에서는 D 학점을, '공정 경쟁질서 확립', '인사·심사의 공정성 제고', '대·중소기업 동반성장', '복지급여의 효율성 제고' 부문에서는 C학점을, '공정과세·납세', '학력차별 해소', '전관예우 관행개선', '공정한 병역의무', '균등한 교육기회 제공'은 B학점을 맞았고 A학점은 없었다.

### 긍정적 평가

#### 청계천 복원 사업
여러 기관에서 청계천 복원에 대해 설문조사를 실시했는데, 서울학연구소가 시민과 전문가들을 대상으로 실시한 설문조사에서는 1995년부터 2010년까지 서울 도심에서 시행된 주요 20개 사업 가운데 '청계천 복원'이 만족도와 기여도 평가에서 5점 만점에 4.02점을 받아 1위에 선정되었다. 서울시정개발연구원에서 시민을 대상으로 실시한 설문조사에서는 청계천 복원의 최대 성과로 생태환경의 회복을 꼽았으며 서울의 랜드마크를 묻는 질문에 청계천은 4위에 올랐다. 또한 서울시와 서울시정개발연구원이 청계천 주변지역 상인을 대상으로 실시한 설문조사에서는 청계천 복원 사업의 진행 상황에 대해 `잘 진행됐다'는 평가가 66.8%인 것으로 나타났으며 복원 사업의 향후 전망에 대해서도 `잘 진행될 것'이라는 전망이 77.6%에 달하는 것으로 조사되었다.
긍정적 평가로는 청계천과 그 주변 환경의 개선을 든다. 복원된 청계천이 시민들의 도심속 휴식공간이 되었으며 여가공간으로 자리잡았다는 것이다. 우선 대기질 개선과 소음 감소가 확인되었으며, 열섬현상이 약화되었고, 음이온 발생량이 일반 도심지역의 발생량보다 높은 것으로 조사되었다. 또한 청계천에 서식하는 생물종이 복원 전(98종)의 6.4배에 이르는 626종(식물 308종, 어류 25종, 조류 36종)으로 증가하였는데, 특산종인 참갈겨니·참종개·얼룩동사리 등과 깝작도요·알락오리·도롱뇽 등의 서식이 확인되었다. 서울시정개발연구원은 복원의 경제효과가 최대 23조원에 이를 것으로 추정하였고 복원 이후 주변 개발이 이루어질 경우 31만개의 일자리가 창출될 것으로 예상했다. 국외로는 일본 나고야시가 공무원단을 파견하는 등 장기적인 교류를 통해 복원 사업의 노하우를 전수받았다. 미국에서는 하버드대가 청계천 복원사업을 내용으로 한 서적을 출간하고 이를 수업 교재로 채택하였으며 로스앤젤레스(LA)에서는 서울시 옛 청계천복원팀이 환경단체 회원과 LA시의원 등에게 하천 복구 노하우를 전수하였다.
반면 부정적 평가도 많다. 경제학자 우석훈은 자신의 저서에서 복원된 청계천을 "인공호수"라며 호되게 비판하였다. 또한 기존에 흐르는 물의 양이 적어 취수장에서 전기를 이용해 한강물과 지하수를 끌어다 청계광장에서 흘려보내는데, 이때 물을 끌어올리는 데 쓰이는 전기요금이 한해 평균 8억가량으로 상당하며 녹조 또한 지속적으로 발생하고 있어 2007 ~ 2009년까지 8000만원을 녹조제거를 위해 쓰였다. 이 외에도 인건비, 청소·경비용역비, 토목·조경시설 유지관리비 등에 2011년에만 80억여원이 소모되었다. 이는 2005년 37억에서 2010년 77억원에 이은 것으로 꾸준히 늘어나고 있다. 2011년 6월 조선일보의 설문 조사에서 최악의 건축물 3위에 뽑혔는데, "청계천은 한국을 상징하는 공공 건축물인데 건축가도 없이 단기간에 불도저로 밀어붙이듯 만들었다"는 이유에서였다. 또 이명박 전 서울시장이 자신의 임기 안에 청계천 복원 사업을 무리하게 끝마치기 위하여 유적 복원을 날림으로 진행했다는 평가도 있는데, 실제로 석축·효령교·하랑교·오간수문은 복원되지 않고 중랑구 하수종말처리장에 보관되고 있다. 또한 1773년에 쌓은 현 무교동 사거리에서 시작되며 청계천을 따라 17.1미터의 폭을 두고 양쪽으로 길게 늘어서 있는 청계천 석축은 발굴 후 복원되지 못했다. 복원 당시 발견된 석축은 동아일보사 앞의 좌안석축이 교차로를 기준으로 서쪽 57m, 동쪽 36m 정도, 반대편 우안석축은 9m 정도로 모두 100여 미터나 된다. 수표교는 예산상의 문제라는 표면적 이유로 장충단공원에 남아 있고, 광통교는 원래와 다르게 복원되었다. 청계천 입구에 위치하는 소라탑 또한 일각에서 문제가 되고 있다. 이것은 스웨덴 출신의 미국 팝아티스트 클래스 올덴버그가 설계한 작품으로, KT가 34억의 비용을 들여 서울시에 기증한 작품이다. 높이 20m, 폭 6m, 무게 9t이다. 일부에서는 한국적인 미가 결여되어 있고, 주변에 어울리지도 않는다는 비판과 풍수지리학적으로도 좋지 못하다는 주장이 제기되고 있다.

#### 대중교통 체계 개편
2004년 서울시장 재직시절 대중교통체계를 전면적으로 개선하였다. 환승제도를 개편하면서 거리비례제를 도입하여 교통수단에 관계없이 이동한 거리에 비례해서 요금을 지불하게 바뀌면서 환승으로 인한 추가적인 교통비 부담이 없어졌다. 그 외에도 서울시 버스를 4종류로 나누고 버스 전용차로를 도로 중앙으로 옮기는 등의 많은 변화가 일시에 일어나면서 초기엔 시행착오로 인한 큰 불편을 겪기도 했다. 하지만 새 교통체계가 정착되면서 많은 긍정적인 효과를 가져오게 된다. 중앙버스차로 도입으로 버스의 평균 속도가 증가하여 정시에 도착하는 빈도가 늘어났고 환승제도로 인한 교통비 절감 효과로 이용객이 늘어나자 버스, 지하철 회사의 수입이 증가하였다. 초기엔 불편을 토로하던 시민들도 정착 후에는 바뀐 교통체계를 지지하는 사람들이 많아졌고 이는 이명박의 대중 인기 증가에 큰 보탬이 되었다. 이에 힘입어 이명박은 서울시장 퇴임 후 대선 후보에 올라 당선되기에 이른다.

#### 민주주의 지수 증가
이코노미스트 인텔리전스 유닛(EIU)'이 전 세계 167개국을 대상으로 측정, 19일 공개한 '2010년 민주주의 지수'에 따르면 이명박 정부 이후 8단계 순위가 상승하여 20위를 기록했다. 2010년에는 한국은 2년 연속 평균 8점을 넘어 '완전한 민주주의(full democracy)' 국가군으로 계속 분류됐다. 아시아에서는 한국에 이어 일본이 8.08점으로 2위(세계 22위)를 차지했다. 참여정부 시절에는 31위를 기록했던것과 비교해 상승했다.

#### 경제 성장률 증가
한국은행의 대한민국 국내총생산(GDP) 실질 성장률과 세계은행의 세계 국내총생산(GDP) 실질 성장률을 각각 대한민국의 경제 성장률, 세계 경제 성장률로 상정하여 비교한 결과에 따르면, 노무현 정부의 실질 경제 성장률의 평균은 5년 간 +0.56%, 이명박 정부의 실질 경제 성장률의 평균은 5년 간 +1.14%, 박근혜 정부의 실질 경제 성장률의 평균은 4년 간 +0.225%, 문재인 정부의 실질 경제 성장률의 평균은 1년 간 -0.1%이다.
한국은행의 대한민국 국내총생산(GDP) 실질 성장률과 IMF의 세계 국내총생산(GDP) 실질 성장률을 각각 대한민국의 경제 성장률, 세계 경제 성장률로 상정하여 비교한 결과에 따르면, 노무현 정부의 실질 경제 성장률의 평균은 5년 간 -0.7%, 이명박 정부의 실질 경제 성장률의 평균은 5년 간 +0.0%, 박근혜 정부의 실질 경제 성장률의 평균은 5년 간 -0.5%, 문재인 정부의 실질 경제 성장률의 평균은 2년 간 -0.9%이다.
경제 성장률과 같은 거시지표의 측면에 있어서 보수 정권과 진보 정권의 비교 결과, 보수 정권이 경제에서 진보 정권에 비해 우위에 있는 것으로 드러났다. 굳이 순위를 매기자면 전두환, 노태우, 박정희, 김영삼, 김대중, 이명박, 박근혜, 노무현, 문재인, 윤보선, 최규하의 순이나 고성장의 시대와 저성장의 시대를 직접적으로 비교하기는 불가능하다. 또한 상이한 출처의 자료는 상호 비교가 불가능하다. 그렇기에 대한민국의 자료는 한국은행의 자료로 통일했지만, 세계 경제 성장률의 출처별로 세계은행과 IMF 자료와의 비교를 분리했다. 상반된 자료임에도 불구하고, 보수 정권이 진보 정권보다 경제에서 우위에 있다는 동일한 결과가 관측되었다. 저성장의 시대에 속한 네 명의 대통령의 실질 경제 성장률을 분석하면 세계은행의 자료는 이명박 - 노무현 - 박근혜 - 문재인 순으로, IMF의 자료는 이명박 - 박근혜 - 노무현 - 문재인 순으로 순위가 나타난다. 순위를 합산하면 이명박, 박근혜, 노무현, 문재인 순의 결과가 나타난다.

##### 2008년 글로벌 금융위기 극복
선진국 평균 성장률을 웃돌았지만 세계 평균 성장률을 밑돌았던 노무현 정부와 달리 금융위기 여파로 전세계가 마이너스 성장을 기록하던 2009년에도 마이너스 성장을 피하고 세계 평균 성장률을 웃돌았다. 이듬해인 2010년에는 6.5% 성장하면서 세계 GDP 증가분의 2.1%를 차지하게 된다. 이는 현재까지도 한국의 GDP가 세계에서 차지한 비중 중 가장 높은 비중이다.
이명박 정부 당시 2011년 12월 우리나라는 세계에서 9번째 무역 1조 달러 달성의 신화를 썼다. 아울러 2012년에도 2년 연속 무역 1조 달러를 달성하였다. 해방후 67년 만에, 그리고 1962년 제1차 경제개발 5개년 계획 시행 이후 50년 만에 수출은 1만 배, 무역은 2,000배가 증가하여 수출 5,000억 달러와 무역규모 1조 달러를 이루어 낸 것이다. 글로벌 금융위기 이후 세계무역이 줄어드는 상황에도 불구하고 무역 1조 달러 클럽 진입에 성공한 최초의 나라가 되었으며 미국, 독일, 일본과 같이 주로 3만 달러 이상의 선진국들이 달성한 위업을 세계 9번째로 달성하였다. 특히 수출과 수입이 비슷한 수준에서 균형을 이루면서 세계 경제발전에 기여하는 열린 무역대국으로 자리매김하게 되었다는 점에서 그 의의가 크다고 할 수 있다. 우리나라의 무역규모는 1970년 세계 33위, 1980년 세계 19위 수준에서 1990년대 들어와 12~13위로 크게 성장하였다. 이명박정부 들어 글로벌 금융위기를 거치면서도 꾸준히 도약하여 2010년 이후 세계 9위를 유지하였고 2012년에는 이탈리아를 제치고 세계 무역 8강에 최초로 진입하였으며, 수출 규모로만 보면 G-7의 일원으로서 확실히 자리매김하였다.

#### 불평등 지수 감소
2018년 8월 23일 통계청이 발표한 2분기 가계동향조사(소득 부문) 결과에 따르면, 노무현정부(2004~2007년·2003년은 통계 작성 시작연도로 전년과 비교 불가)에서의 1분위 가구 연평균 소득성장률은 4.0%였으며, 5분위 가구는 5.0%를 기록해 큰 차이를 보이지 않았다. 보수정권으로 분류되는 이명박·박근혜정부에서는 오히려 1분위 가구의 소득성장률이 높게 나타났다. 이명박정부에서 1분위 가구의 가계소득은 연평균 6.6%나 오른 반면 5분위 가구 성장률은 4.6%에 그쳤다. 박근혜정부는 1분위 가구가 2.5%, 5분위 가구는 2.0%의 성장률을 보였다. 보수 정권기에는 소득 5분위 배율과 지니계수가 개선되었으나 진보 정권기에는 도리어 악화된 것으로 나타났다.
이두원 연세대 경제학과 교수는 "보수정권에서 양극화가 심해질 것이란 통념과 달리 2000년대 이후로는 보수·진보 정권을 가리지 않고 사회보장성 제도가 대폭 확대돼 왔다"며 "오히려 높은 경제성장을 통해 분배도 개선시키는 방식이 효율적임을 보여주는 지표"라고 말했다. 문재인 정부가 추진 중인 소득주도성장은 이번 2분기 가계소득 통계를 통해 그 실상이 적나라하게 드러났다고 평가된다. 그동안 정부는 최저임금 인상을 통해 취약계층의 소득을 올려주는 방식으로 새로운 성장 모델을 만들어낼 수 있다고 주장했으나 지난 1분기에 이어 이번 2분기에도 저소득층의 소득이 절대적으로는 물론 상대적으로도 큰 폭으로 감소한 게 확인됐기 때문이다.
2018년 8월 29일 국회예산정책처에서 발행한 '조세정책의 소득재분배 효과분석'이라는 제목의 연구보고서에 따르면 이명박, 박근혜 정부에서 소득 분배가 악화되지 않은 것으로 5일 밝혀졌다. 국세청의 소득 100분위 자료를 활용해 소득계층별 소득분배 추이를 분석한 국회예산정책처는 "소득 상위구간의 소득점유비중인 통합소득의 소득집중도(상위 20%)는 2008년 56%에서 2016년 54.7%로 감소했다"며 "소득집중도의 값이 클수록 소득분배가 악화됨을 의미하므로, 위 결과는 분석대상기간 우리나의 소득분배는 악화되지 않았다고 해석할 수 있다"고 말했다.
또 국회예산정책처는 "상위 20%의 소득점유비중이 하락한 이유는 2008년부터 2016년까지 상위 20%의 연평균 소득 증가율이 하위 20%의 연평균 소득 증가율에 비해 낮았기 때문"이라며 상위 20%의 연평균 소득 증가율은 6.5%였고 하위 20%의 연평균 소득 증가율이 9.5%였다"고 부연했다. 국회예산정책처의 이번 연구결과에 따르면 이명박·박근혜 정부 때인 2008년부터 2016년까지의 소득 양극화는 오히려 개선됐다. 처분가능소득을 기준으로 지니계수는 2008년 0.314에서 꾸준히 줄어 2015년 0.295까지 감소했다. 문재인 정부가 소득주도 성장으로 하위 소득자의 실업을 야기하면서 양극화를 심화시키자 집권여당인 더불어민주당은 이명박·박근혜 정부의 책임이라는 주장을 내놓았지만 국회예산정책처가 과거 보수 우파 정부에서 소득분배가 악화되지 않았다는 보고서를 내놓은 것이다.
성태윤 연세대 경제학부 교수는 “이명박·박근혜 정부 때 경기가 많이 안 좋았는데 그러면 자산 가격이 떨어지고 자산 소득도 줄어들 수밖에 없다”며 “그런 이유 때문에 자산이 많은 고소득자 소득이 줄어들었을 가능성이 있다”고 말했다. 김정식 연세대 경제학부 교수도 “부동산 시장이 이명박 정부 때 침체했다가 박근혜 정부에서 다시 살아나는 흐름을 보였다. 한국 고소득자의 소득 중 부동산 관련 소득이 크다는 점을 고려하면 부동산 시장의 변동이 소득 불평등 해소에 영향을 줬을 수 있다”고 분석했다. 예정처 관계자는 “소득 양극화 해소가 특정 정부와 관련이 있다기보다는 2008년 글로벌 금융위기 이후 한국 사회에 경제 양극화 논의가 본격화되는 흐름이 있었고, 그 결과 소득 격차를 줄이려는 정책적 노력이 있었다고 봐야 할 것”이라고 분석했다. 특히 기초노령연금 등 복지제도가 확충되고, 상위계층에 대한 실효세율이 높아진 게 소득 격차를 줄이는 데 일조했을 것이란 분석도 나온다.
2019년 4월 11일 통계청이 새롭게 공개한 소득분배지표에서 2011~2017년 한국의 분배 상황이 개선된 것으로 나타났다. 과거 보수정권에서 소득분배가 지속적으로 악화됐기 때문에 소득주도성장이 필요하다는 문재인 정부의 주장과 상반되는 결과가 나온 것이다. 2019년 4월 11일 통계청이 처음 공개한 가계금융복지조사 소득분배 부문 추가 지표에 따르면 한국의 팔마비율(Palma ratio·처분가능소득 기준)은 2011년 1.74배에서 2017년 1.44배까지 하락했다. 팔마비율은 호세 가브리엘 팔마 영국 케임브리지대 교수가 개발한 소득 불평등 지표로 소득 상위 10% 인구의 소득 점유율을 하위 40% 인구의 소득 점유율로 나눈 값이다. 숫자가 낮아졌다는 것은 소득 불평등이 개선됐다는 의미다.
또 다른 분배지표인 소득 10분위 경곗값 비율(P90/P10)도 2011년 6.42에서 2017년 5.79까지 떨어졌다. `소득 10분위 경곗값 비율`은 처분가능소득 기준 가계소득 상위 10% 경곗값을 하위 10% 경곗값으로 나눈 수치다. 이날 공개한 다른 2개의 소득분배지표(P90/P50, P50/P10) 모두에서도 역시 2011~2017년 소득분배가 개선된 것으로 집계됐다. 이 기간은 이명박 정권 중반기인 2011년부터 약 6년 반 동안 보수 정권이 이어진 후 마지막 반년가량 동안에는 진보 정권인 문재인정부 집권기에 해당한다.
민주당 이해찬 대표는 2018년 8월 19일 국회 의원회관에서 기자간담회를 열고 소득주도 성장을 내세우면서 최저임금을 급속도로 인상해 일어난 '고용 참사'의 책임이 이명박·박근혜 정부에 있다고 주장했다. 이 대표는 "지난 10년간 이명박·박근혜 정부 때 성장잠재력이 매우 낮아져서 그 결과가 지금 나타나고 있는 것"이라고 말한 바 있다. 노무현 정부에서 부총리 겸 재정경제부 장관을 지낸 김진표 더불어민주당 의원도 역시 2018년 8월 24일 "양극화가 유례없이 심화된 것은 이명박·박근혜 정권의 경제정책이 역주행한 것에 근본 원인이 있다"고 말한 바 있고 그 근거를 묻는 질문에는 "경제협력개발기구(OECD)가 한국의 소득불평등이 최근 10년간 악화됐다는 보고서를 본 기억이 있어 그렇게 말했다"고 설명했다.
홍남기 부총리 겸 기획재정부 장관은 2018년 12월 인사청문회에서 “박근혜 정부에서 양극화가 지속됐다”고 말했다. 문재인 대통령이 지난 1월 신년회견에서 "우리는 부의 양극화와 경제적 불평등이 세계에서 가장 극심한 나라"라고 언급하는 등 진보 진영에서는 지난 두 차례의 보수 정권 집권기간에 분배 상황이 악화됐다고 주장해 왔다. 이두원 연세대 경제학과 교수는 "한국에서는 보수와 진보 정권을 가리지 않고 복지 확대 정책을 펼쳐 왔다. 보수 정권에서 불평등이 심화될 것이라는 진보 세력의 주장은 이 같은 정책 요인을 전혀 감안하지 못한 것"이라고 설명했다.

#### 4대강 정비 사업과 녹색 뉴딜
이명박 정부는 환경과 경제의 선순환 구조를 통해 양자의 시너지를 극대화하고 이를 새로운 동력으로 삼아 녹색뉴딜 정책 9대 핵심과제를 마련하였다. 특히 '숲 가꾸기 사업'을 통해 산림의 탄소흡수 능력도 대폭 확대하고, 산림 분야 녹색 뉴딜 사업을 통해 총 20만개의 일자리를 창출할 것으로 기대하고 있다고 전망했다. 또한 저탄소 녹색성장 박람회 개최, 지방자치단체의 구체적 실천 등이 진행되었다.
녹색 뉴딜로 창출된다는 96만 개의 일자리는 대부분 단순 노무직이나 일용직 등 이른바 '질 낮은 일자리'라는 지적이 있으며, 재원 조달 계획이 부실하거나, 통계 방식이 잘못되었다는 지적이 있다. 또 겉포장만 바꾼 중복 대책이라는 평가도 있다. 4대 강 정비사업 등이 포함된 것이 대표적인 사례이다. 그리고 건설 계획을 녹색 뉴딜로 포장한다는 의견도 있다. 시민단체들은 4대 강 정비사업이 한반도 대운하를 이름만 바꿔서 사전작업으로 재등장시킨 것이라는 의혹을 제기하고 있다.
정부가 4대 강 정비 사업을 홍보하기 위해 내놓은 동영상에서는 낙동강·영산강 하류가 5급수라거나, 물고기가 살지 않는 강, 철새가 오지 않는 강, 습지가 전무한 4대 강이라는 등의 표현을 사용하였는데, 이러한 주장은 대부분 사실이 아니거나 과장된 것으로 드러났다. 또한, 동영상에 나온 물고기 폐사 장면은 외국의 하천인 것이 알려져 논란이 되었다. 이에 대해 한승수 총리는 혼선을 일으켜 송구하다고 밝혔다.

#### 자원외교
2019년 7월 2일, 이명박 정부의 해외 자원 개발 사업 중 하나인 아랍에미리트(UAE) 유전 개발이 상업 생산에 성공, 양국 고위 관계자가 참석한 가운데 기념식이 열렸다. MB 자원 개발 사업에 대해 박근혜 정부와 문재인 정부는 여러 차례에 걸쳐 부실 의혹을 제기한 바 있다. 석유공사와 GS에너지는 UAE 아부다비에서 할리바 유전의 상업 생산 기념식을 아부다비석유공사와 공동 개최했다고 밝혔다. 올해부터 2042년까지 총 24년간 원유를 생산하게 되며, 총 62억달러(약 7조2300억원) 규모의 원유를 한국 기업들이 확보하게 됐다. 한국 기업이 UAE에서 유전 탐사부터 생산에 이르는 전 과정에 참여해 상업 생산에 성공한 것은 이번이 처음이다. 할리바 유전은 ADNOC, 석유공사, GS에너지가 지분을 각각 60%, 30%, 10% 보유하고 있다. 할리바 유전의 가채 매장량은 총 2억 3000만 배럴에 이른다. 생산 초기인 현재는 하루 1만 배럴을 생산하고 있으며, 정상 궤도에 들어서는 올해 말이면 생산 시설 확충에 따라 하루 4만 배럴까지 늘어나게 된다. 이럴 경우 한국컨소시엄은 지분 비율에 따라 연 584만 배럴, 3억9000만 달러 어치까지 원유를 확보하게 된다.
할리바 유전은 이명박 정부 때인 2012년 3월 한국컨소시엄이 ADNOC와 본계약을 맺으면서 시작됐다. 당시 UAE가 1979년 이후 33년 만에 최초로 외국 기업에 자국(自國) 유전 생산을 허용한 사례로, 이명박 정부의 대표적 '자원 외교' 성과였다. 미국·영국·프랑스·일본 등 4개국 강자들의 독무대에 세계 70위권 한국 기업들이 진출한 것에 대해 '마이너리그 팀이 메이저리그로 승격한 셈'이란 평가도 나왔다. 할리바 유전은 최근 미국·이란 간 긴장 고조로 봉쇄 가능성이 높아지고 있는 호르무즈해협을 통하지 않고 국내 도입이 가능하다. 석유공사는 "할리바 유전의 원유는 호르무즈해협 외곽에 있는 터미널로 이송·저장되기 때문에 해협이 봉쇄되더라도 국내 도입이 가능하다"며 "에너지 안보 측면에서 전략적 의미가 크다"고 밝혔다. MB 정부 해외 자원 개발 사업은 박근혜 정부와 문재인 정부 들어 지속적으로 부실 의혹이 제기돼 왔다. 박근혜 정부 때 국정조사와 감사원 감사, 검찰 조사를 받았고, 현 정부도 2017년 11월 '해외 자원 개발 혁신 TF'를 구성, 에너지 공기업 3사의 해외 자원 개발 사업에 대한 실태 조사를 벌였다.

#### 가계 생활비 절감 정책
대통령 후보 시기엔 국민의 주요 가계 지출 목록중 하나인 통신비에 주목하였고 통신비 20% 절감을 공약으로 내세웠다. 통신비 절감 정책의 큰 골자는 유무선 통신 상품간 결합시 할인 혜택을 주는 결합상품과 중소업체가 기존 무선통신망을 빌려서 이동통신 사업을 할 수 있도록 하는 MVNO (가상 이동통신망 사업자) 사업으로 나뉜다. 결합상품의 경우 2008년엔 결합상품 할인율을 20%로, 2009년엔 30%로 추가 확대하여 통신사의 결합할인 상품 발매를 촉진시켜 통신비 인하 효과를 노렸다.
기존 사업자의 망을 임대하는 이동통신 사업인 MVNO는 해외에선 이전부터 활발하게 이루어지고 있었지만 국내에선 참여정부 시절 와이브로에 한해 허용을 검토했을 뿐 실행되지는 못했던 제도였다. 이명박은 당선인 시절 이 제도를 일반 무선망에 도입하여 사업자간 경쟁을 촉진시켜 요금 인하를 유도하려는 방침을 세웠다.
전기통신사업법 개정안이 2009년 국회를 통과했고 2010년 1년의 사업자 준비 과정을 거친 MVNO는 2011년부터 사업을 시작, 2012년 알뜰폰으로 명명되며 사업이 본격적으로 궤도에 진입하였다. 알뜰폰 시장은 박근혜 정부에서도 지속적인 지원을 받으며 크게 성장하였다. 2015년엔 우체국을 통해 영업을 할 수 있게 되면서 통신비 인하 효과가 크게 늘어났고 이용자 수는 출범 4년만에 전체의 10%를 점유하게 된다.

## 역대 선거 결과
|  | 38.50% |

|  | 41.01% |

|  | 52.28% |

|  | 48.67% |

## 소속 정당
| 소속 정당 | 소속 정당  | 소속 기간 | 비고                |
| --------- | ---------- | --------- | ------------------- |
|           | 민주자유당 | 1992~1995 | 정계 입문           |
|           | 신한국당   | 1995~1997 | 당명 변경           |
|           | 한나라당   | 1997~2012 | 합당                |
|           | 새누리당   | 2012~2017 | 당명 변경 정계 은퇴 |
|           | 무소속     | 2017~현재 | 탈당                |

## 학력
- 1954년 포항영흥국민학교 졸업
- 1957년 포항중학교 졸업
- 1960년 동지상업고등학교 졸업(야간)
- 1965년 고려대학교 상과대학 경영학 학사

### 명예 박사 학위
- 1998년 한국체육대학교 명예 이학 박사
- 2004년 서강대학교 명예 경영학 박사
- 2004년 국립유라시아대학교 명예 이학 박사
- 2005년 몽골국립대학교 명예 경제학 박사
- 2005년 목포대학교 명예 경제학 박사
- 2009년 조지 워싱턴 대학교 명예 행정학 박사
- 2011년 파리 제1대학교 명예 예술학·문학·철학·고전학 박사
- 2011년 아디스아바바대학교 명예 환경학 박사

## 경력
- 1965년: 현대건설 공채 입사
- 1965년: 현대건설 경리과 평사원
- 1976년: 한국포장건설 사장
- 1977년: 현대건설 대표이사 사장
- 1988년: 현대건설 회장
- 1977년~1992년: 현대건설, 인천제철, 한국도시개발 등 현대계열사 10개사 사장 및 회장
- 1981년: 대한수영연맹 회장
- 1982년: 대한올림픽위원회 상임위원
- 1982년: 대한상공회의소 부회장 겸 서울상공회의소 부회장
- 1983년: 한국능률협회 부회장
- 1983년: 해외건설협회 이사
- 1984년: 아시아수영연맹 회장
- 1984년: 국제수영연맹 집행위원
- 1986년: 주한 부탄 왕국 명예총영사
- 1989년: 한-소련 경제협회 부회장
- 1990년: 한국항만협회 이사
- 1990년 10월 8일: 대명통상 설립[473]
- 1990년 11월 1일: 대명기업 설립[473]
- 1990년: 대명기업 대표이사
- 1991년: 대명통상 대표이사
- 1991년: 한국사회발전연구소 이사장
- 1991년: 동북아민간경제협회 회장
- 1992년: 민주자유당 입당
- 1992년 3월 26일: 대한민국 제14대 국회의원 선거 당선(전국구, 민주자유당, 초선)
- 1992년 5월~1996년 5월: 제14대 국회의원(전국구, 민주자유당→신한국당, 초선)
- 1992년: 6·3 동지회 회장
- 1992년~: 미국 아칸소주 명예대사
- 1993년 3월 26일: 부동산임대이명박 설립[473]
- 1993년: 한국청년실업인협회 회장
- 1993년: 세계한인상공인총연합회 운영이사회장
- 1993년: 제1회 세계한인상공인대회 조직위원장
- 1995년: 소망교회 장로
- 1995년: 삼청로터리클럽 회장
- 1995년: 동아시아연구원 이사장
- 1995년: 민주자유당 제1회 전국동시지방선거 서울특별시장 경선 후보
- 1995년: 민주자유당 서울특별시 지부 종로구 지구당위원장
- 1996년~1997년: 신한국당 서울특별시 지부 종로구 지구당위원장
- 1996년 4월 11일: 대한민국 제15대 국회의원 선거 당선(서울 종로구, 신한국당, 재선)
- 1996년 5월~1998년 2월: 제15대 국회의원(서울 종로구, 신한국당→한나라당, 재선)
- 1996년: 한국국악협회 고문
- 1997년~1998년: 한나라당 서울특별시 지부 종로구 지구당위원장
- 1998년: 한나라당 제2회 전국동시지방선거 서울특별시장 경선 후보
- 1999년 미국 조지 워싱턴 대학교 객원연구원
- 1999년~2002년: 아·태 환경 NGO 한국본부 총재
- 2000년~2008년: 캄보디아 훈센 총리 경제고문
- 2000년: LKe뱅크 대표
- 2000년~2002년: 한국장애인정보화협의회 명예회장
- 2001년: 한나라당 국가혁신위원회 미래경쟁력분과위원장
- 2002년 6월 13일: 제3회 전국동시지방선거 당선(민선 3기, 서울특별시장, 한나라당, 초선)
- 2002년 7월~2006년 6월: 제32대 서울특별시장(민선 3기, 한나라당, 초선)
- 2002년 7월~2006년 6월: 서울시립대학교 운영위원장
- 2002년 9월~2006년 6월: 제2대 전국시도지사협의회 회장
- 2006년~2008년: (사)매헌윤봉길의사 기념사업회 회장
- 2007년 6월~2007년 8월: 한나라당 제17대 대통령 선거 경선후보(최종 1위)
- 2007년 8월 20일~2007년 12월 19일: 한나라당 제17대 대통령 선거 후보
- 2007년 9월~2008년 2월: 한나라당 경제살리기 특별위원회 위원장
- 2007년 12월 19일: 제17대 대한민국 대통령 당선
- 2017년 12월 20일~2008년 2월 24일: 제17대 대한민국 대통령 당선인
- 2008년 2월 25일~2013년 2월 24일: 제17대 대한민국 대통령
- 2013년: 캄보디아 훈센 총리 경제고문
- 2017년 1월: 새누리당 탈당

## 상훈
- 1982년 체육훈장 백마장·거상장
- 1984년 국민훈장 석류장
- 1985년 금탑산업훈장
- 1986년 체육훈장 거상장
- 1987년 현정국토개발상(대한국토도시계획학회)
- 1998년 대한민국 50년을 만든 50대 인물(조선일보)
- 1999년 20세기 한국을 빛낸 30대 기업인(전국경제인연합회, 매일경제)
- 2005년 2005 세계의 인물 대상(영국 파이낸셜 타임즈 그룹 fDi 매거진)
- 2007년 미국 타임지 선정 환경영웅상[474]
- 2009년 국제로타리 영예의 상[475]
- 2011년 세계지도자상[476]
- 2011년 덴마크 코끼리훈장[477]
- 2013년 대한민국 무궁화대훈장[478]

## 저작물
- 《신화는 없다》(1995년), ISBN 89-349-0212-4
- 《절망이라지만 나는 희망이 보인다》(2002년), ISBN 89-87355-12-8
- 《청계천은 미래로 흐른다》(2005년), ISBN 89-5924-939-4
- 《흔들리지 않는 약속》(2007년), ISBN 978-89-255-0631-9
- 《대통령의 시간 2008-2013》(2015년), ISBN 978-89-255-5510-2

## 방송 출연
- MBN 《서울시장을 향해 뛴다》 (2002년 3월 8일)
- MBN 《집중조명》 (2002년 7월 26일)
- MBC 《느낌표 하자하자》 (2003년 7월 5일)
- YTN 《뉴스의 현장》 (2003년 12월 3일)
- YTN 《백지연의 뉴스Q》 (2004년 3월 17일)
- MBN 《집중조명》 (2004년 4월 1일)
- MBC 시트콤 《아가씨와 아줌마 사이》 - 서울시장 역 / 까메오 출연 (2004년 5월 16일)
- YTN 《백지연의 뉴스Q》 (2004년 6월 17일)
- EBS 《선택! 화제의 인물 - 이명박 서울시장》 (2004년 6월 29일)
- CBS 《뉴스레이다》 (2004년 12월 1일)
- CBS 《뉴스레이다》 (2005년 5월 6일)
- MBN 《집중조명》 (2005년 6월 10일)
- MBC 《100분 토론 - 민선 지방자치 1년, 이명박 서울시장에게 듣는다》 (2005년 7월 14일)
- SBS 《김승현과 정은아의 좋은 아침》 - 대선 후보 특집 (2007년 11월 20일)
- KBS2 《다큐멘터리 3일- 제17대 대선 운명의 72시간》 (2007년 12월 20일)
- KBS1 《아침마당》 - 설날 특집 (2008년 2월 7일)
- MBC 《특별생방송 대통령과의 대화》 (2009년 11월 27일)
- KBS1 《이명박 대통령과의 대화》 (2011년 9월 8일)

## 광고
- 1994년 와이제이물산 와이제이학사고시

## 가족 관계

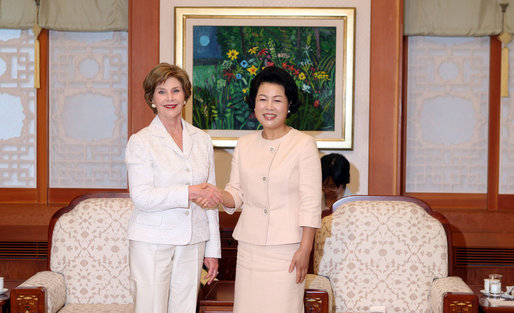
부인 김윤옥(오른쪽).

1970년 12월 19일 김윤옥과 결혼하여 1남 3녀를 두었다. 아들은 시형, 딸은 주연, 승연, 수연이다. 김윤옥은 2012년에는 이명박 대통령의 내곡동 사저부지 매입 의혹을 수사와 관련하여 검찰의 수사 대상이 되었으며, 역대 영부인 중 최초로 수사 대상이 되었다. BBK 관련 의혹이 제기된 주식회사 다스의 대주주인 이상은은 이명박의 맏형이고 한나라당 국회의원 이상득은 둘째형으로 2012년 7월 10일 불법 자금을 받은 혐의로 구속되었는데, 이는 대한민국 헌정사상 최초로 현직 대통령의 형이 구속된 것이다.

### 혼맥
둘째 형 한나라당 제18대 국회의원 이상득의 아들인 큰조카 이지형은 전 골드만삭스 자산운용 대표이며, 이상득의 딸인 조카딸 이상은은 LG그룹 명예회장 구자경의 동생이자 LG벤처투자 구자두 회장의 장남 구본천과 결혼하여 사돈의 관계를 맺고 있다. 셋째 딸 이수연은 한국타이어 조현범 부사장과 결혼하여 효성 조석래 회장과 사돈관계를 맺고 있다.
- 증조부: 이규수(李圭秀)
  - 조부: 이종한(李鍾漢)
  - 조모: 문덕립(文德立)
    - 백부: 이찬우(李贊雨) - 종한의 장남
    - 숙부: 이경우(李景雨) - 종한의 차남
    - 부: 이충우(李忠雨) - 종한의 삼남, 개명 전의 이름은 덕쇠(德釗)
    - 모: 채태원(蔡太元)
      - 누나: 이귀선(1930년 ~ 2010년)
      - 형: 이상은(李相殷): 주식회사 다스 대표이사[481]
      - 형: 이상득(李相得): 전 국회의원
      - 누나: 이귀애 (1938년 ~ 1950년)
      - 여동생: 이윤진(1946년~)
      - 동생: 이상필(1950년 사망)
      - 처: 김윤옥(金潤玉)
        - 장녀: 이주연(1971년~)
        - 사위: 이상주(1970년~)
        - 차녀: 이승연(1973년~)
        - 사위: 최의근(1973~), 서울대학교 의과대학 내과전문의
        - 3녀: 이수연(1975년~)
        - 사위: 조현범(1972년~), 한국타이어 부사장[480].
        - 장남: 이시형(1978년~)[482]

## 같이 보기
| - 제6공화국 - 대한민국 제17대 대통령 선거 - 제3회 전국동시지방선거 - 대한민국 제14대 국회의원 선거 - 대한민국 제15대 국회의원 선거 - 대한민국 제14대 국회의원 선거 민주자유당 후보 목록#전국구 - 서울특별시장 - 서울 종로구의 국회의원 - 종로구 (1988년 선거구) - 한나라당 - 새누리당 - 현대건설 - 이명박에 대한 비판 - 이명박 심판을 위한 범국민운동본부 - 이명박 정부 - 이명박 정부의 국무위원 - 청계재단 - 노무현 - 김윤옥 - 4대강 정비 사업 - 한반도 대운하 - 6·3 사태 - 제3공화국 - 정주영 - 정몽헌 - 김경준 - 소망교회 | - 이상득 - 천신일 - 원세훈 - 추부길 - 에리카 김 - 참여 정부 - 손학규 - 정운찬 - 서울특별시 - 문민정부 - 민주자유당 - 신한국당 - 이재오 - 손학규 - 김문수 - 홍준표 - 오세훈 - 고건 - 조순 - 노태우 - 이해찬 - 윤보선 - 허정 - 신화는 없다 - 야망의 세월 - 청계천 - 알뜰폰 - 서울시 대중교통체계 개편 | - 몰입 교육 - 명박산성 - 노건평 - 김유찬 - 투기 - 6·3 사태 - 현대그룹 - 김덕룡 - 김동영 - 김대중 - 김영삼 - 장택상 - 황석영 - 김동길 - 김지하 - 조갑제 - 박정희 - 박근혜 - 문재인 - 박원순 - 윤석열 - 이재명 - 지만원 - 조지 W. 부시 - 버락 오바마 - 나는 꼼수다 |

## 이명박이 등장한 작품
- 유인촌 - 야망의 세월 KBS2 드라마(1990년~1991년)
- 유동근 - 영웅시대 MBC 드라마(2004년~2005년)